# Salé
Vous lisez un « bon article » labellisé en 2014.
Pour les articles ayant des titres homophones, voir Sallé et Sallée.
Pour les articles homonymes, voir Sale.
Salé (en arabe : سَلَا, Salā ; en ⵙⵍⴰ, Sla) est une ville du Maroc, chef-lieu de la préfecture de Salé, au sein de la région de Rabat-Salé-Kénitra. Elle est située au bord de l'océan Atlantique, sur la rive droite (nord) de l'embouchure du Bouregreg, en face de la capitale nationale Rabat.
Ceci explique que les deux villes soient parfois qualifiées de «villes jumelles», mais chacune dispose de ses traditions, de sa culture et de son histoire propres.  En 2014, la commune comptait 982 163 habitants. Salé est reliée à Rabat par plusieurs ponts dont le pont Hassan II est le plus utilisé.
Fondée par les explorateurs phéniciens au IIIe siècle avant J.-C,, Salé connaît un important développement à l'époque des Almohades (XIIe siècle) et des Mérinides (XIVe siècle), du fait de sa position stratégique sur la voie terrestre qui relie Fès à Marrakech et grâce à son port, centre d’échanges entre l’Europe et le Maroc.
Aux XVIe et XVIIe siècles, l’arrivée des musulmans réfugiés d’Espagne donne un nouveau souffle à la cité et crée une rivalité avec la ville mitoyenne de Rabat. Le saadien Mohamed I y implante des colons andalous chargé de labourer le sol et d'aménager les égouts de la ville. Les Morisques andalous, animés pour certains d'un esprit de revanche contre les chrétiens, se lancent dans une guerre de course et constituent une puissante entité politique connue sous le nom de république du Bouregreg, menant des expéditions jusqu'en Cornouailles. Renommés pour leur audace et leur ruse, les corsaires de Salé laissent l'image des « Sallee Rovers » dans la mémoire des Anglais. Jusqu'au XVIIIe siècle, l’activité commerciale permet à Salé d’étendre son influence dans la région, tout en menant des activités de piraterie dans des contrées très éloignées telles que l'Islande et Terre-Neuve.
Avec le XIXe siècle s’amorce la fin du rôle commercial prépondérant de la ville, et Salé se referme sur elle-même. Elle demeure, au cours du XIXe siècle et pendant l’époque des protectorats français et espagnol, un haut lieu de culture, de résistance et de vie religieuse. La médina de la ville contient nombre de monuments, de riads d'inspiration hispano-morisque, de zaouïas, de marabouts et de bibliothèques privées. Depuis la fin du XXe siècle, elle connaît une forte croissance de sa population et du même coup une dégradation de son image, notamment du fait d'une urbanisation anarchique.
Son maire depuis les élections communales de 2021 est Omar Sentissi.

## Toponymie
La ville de Salé tire son nom du latin de l'ancien nom donné par les Romains "Sala colonia". L'appellation du fleuve est Bouregreg jusqu'au XIIIe siècle. Le nom «Bouregreg » est arabe et signifie "ayant l'eau coulante" ; mais les historiens ne privilégient pas cette étymologie. Selon l'historienne Leila Maziane, le nom de la ville vient du mot phénicien sala qui signifie « rocher ».
D'autres hypothèses proposent comme origine le mot Chellah, nom d'un ancien comptoir phénicien. Plusieurs établissements néo-puniques ont été trouvés le long de la côte lors de fouilles archéologiques. L'ancienne cité romaine de Sala Colonia, citée dans l'Itinéraire d'Antonin, se situe au niveau de l'actuelle nécropole de Chellah. Sala et Chellah pourraient être le même nom. En effet, en prononçant le mot en punique, on peut dire Sala ou Shala. Selon l'islamologue Lévi-Provençal, Sala est une simple latinisation du mot Shala. Après avoir été employés indifféremment, les deux termes ont été progressivement utilisés pour distinguer le site romain de la ville musulmane.
D’autres étymologies légendaires, reprises par les historiens arabes, rattachent le nom de la ville à Sala, fils de Ham, fils de Noé. Certaines légendes affirment même que Sala fut fondée par Alexandre le Grand ou bien par Afriqith le Himyarite. D'après l'historien marocain Ahmad ibn Khalid al-Nasiri, la fondation des vieilles villes du Maroc serait le fait des Européens ou de leurs prédécesseurs carthaginois.
La ville de Salé est nommée Σαλα par Ptolémée, Sala par Pline l'Ancien et par Pomponius Mela, Sela par Léon l'Africain, Salé, Celé par Luis del Mármol Carvajal et Salée par Denis Dominique Cardonne et Lamprière.

## Géographie

### Localisation et communes limitrophes

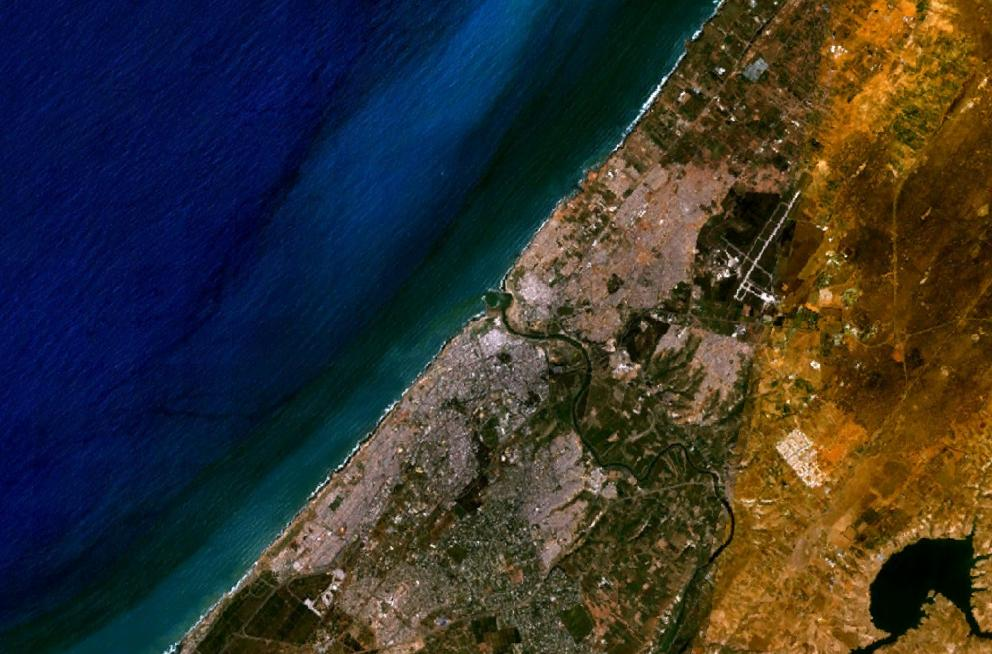
Image satellite des villes de Rabat et Salé.

La ville de Salé est le chef-lieu de la préfecture de Salé, dans la région de Rabat-Salé-Kénitra. Elle est située sur le littoral atlantique du Maroc et sur la rive droite de l'embouchure du fleuve Bouregreg, qui la sépare de Rabat. Elle est limitée à l’est par la commune de Shoul, au sud par la ville de Rabat, au sud-est par la commune d'Oumazza, au nord par la commune d'Ameur et à l’ouest par l’océan Atlantique.

### Relief, géologie ou hydrographie
La ville de Salé se trouve dans le plateau côtier large de 10 à 50 km, formé de plaines douces inclinées vers l’Océan Atlantique qui s'étend de Rabat-Salé à Skhirate-Témara, et du littoral atlantique au barrage Sidi Mohammed ben Abdellah. L'altitude de la ville de Salé et du plateau côtier tout entier ne dépasse pas les 100 m. Le fleuve Bouregreg qui sépare Rabat et Salé, donne une vallée plus ou moins large selon les endroits, pénétrant d’une quinzaine de kilomètres en amont de l’embouchure, surplombée par les plateaux de Bettana, Sala Al Jadida et de la commune rurale de Shoul du côté de Salé, et par ceux des quartiers de Hassan, El Youssoufia, Nahda et Akkrach du côté de Rabat. L'« arrière-pays » de Rabat-Salé est plutôt vert loin de l'urbanisation de masse, notamment grâce à la présence des forêts de la Mamora et de Témara, à proximité.

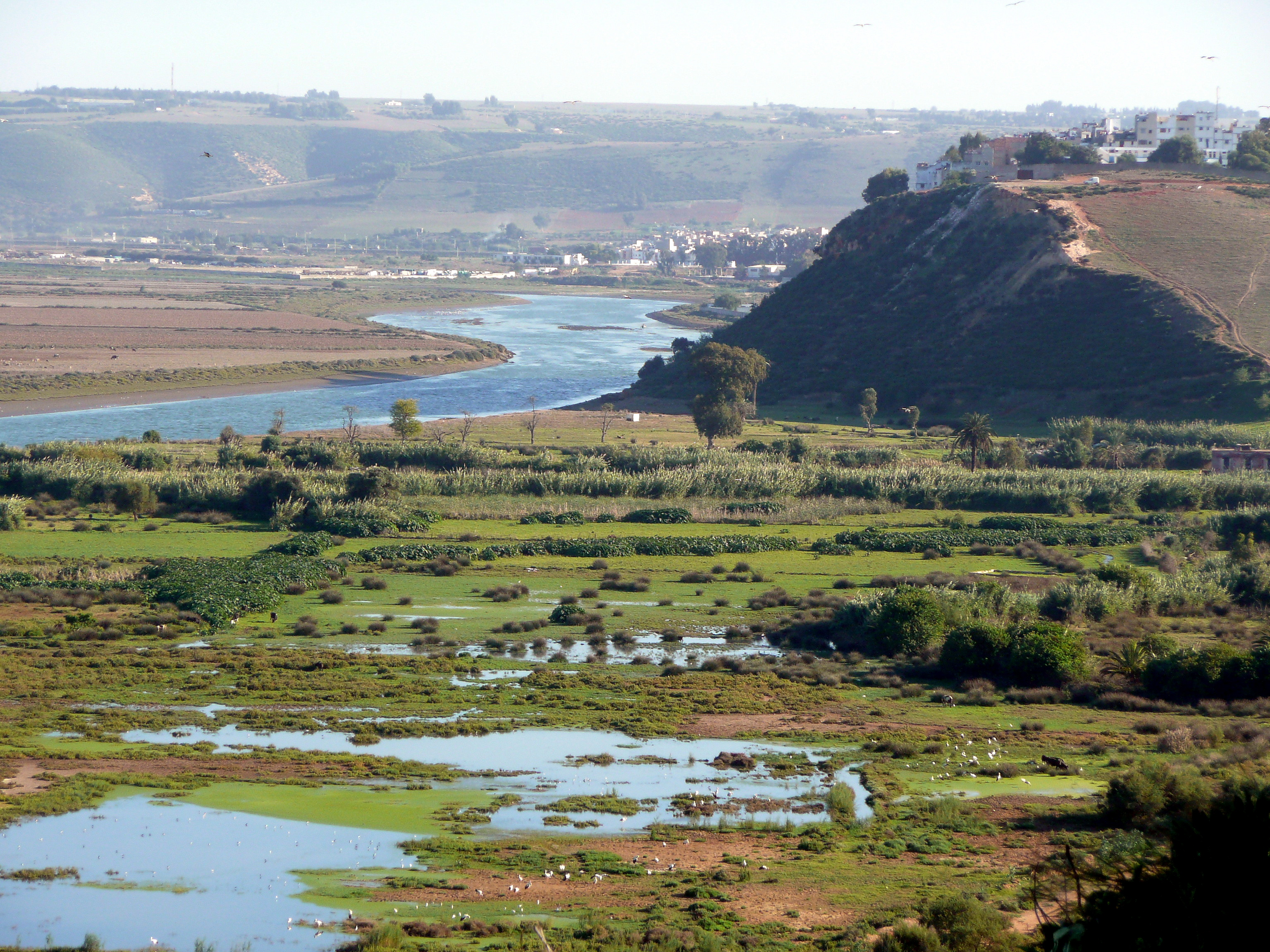
Vallée du Bouregreg entre Rabat et Salé.

Des roches datant du quaternaire sont très présents dans la région de Salé ainsi que des alluvions, déposées dans le Bouregreg. Il faut malgré tout savoir que le bassin versant du Bouregreg est principalement constitué de roches sédimentaires datant du paléozoïque. Rabat-Salé dispose d'un fort potentiel concernant les géo-matériaux, très sollicités par le secteur du Bâtiment et des Travaux. Les sables essentiels pour la préparation du mortier et du béton hydraulique, mais aussi dans celle du pisé, proviennent principalement du littoral dont dispose Salé mais aussi du fleuve voisin. Les marnes constituent la matière première pour la préparation de la terre cuite (poterie, briques et tuiles). Le potentiel important de Salé dans ce type de roche permet à la ville d'être notamment connue pour son plus grand centre de poterie, célèbre par ses tajines rouges émaillés : les Tajines Slaouis. En effet, la partie nord du Bouregreg a fonctionné comme golfe marin au Messinien et au Pliocène, et c'est donc ainsi que la subsidence messinienne a permis le dépôt de marnes épaisses dans la région. Les calcarénites également, constituent la pierre locale la plus utilisée dans la construction des villes de Rabat et Salé, ce qui explique qu'elle est bien connue sous l'appellation de Pierre de Salé. Puis les calcaires dont peut profiter la ville grâce aux affleurements le long des grands oueds proches, de type paléozoïque datés du Cambrien moyen au Permien inférieur. Outre les géo-matériaux, Rabat-Salé peut compter sur un patrimoine magmatique riche grâce aux basaltes spilitisés ordoviciens du Bouregreg, uniques au Maroc et montrant des structures en pillow-lavas très spectaculaires, en plus des affleurements des granites éo-varisques vers le barrage Sidi Mohammed ben Abdellah, datant de 367 Ma.
Le type de sols de Salé est similaire aux sols rouges des plateaux littoraux qui ont été formés sur des complexes de cordons côtiers parallèles à la côte actuelle, et façonnés lors des phases humides quaternaires. Il s'agit précisément de sols fersiallitiques sur calcarénites, ce qui explique la richesse de la région pour ce type de roches,.
Les réseaux hydrographiques dans Rabat-Salé s'ordonnent autour de deux oueds principaux. Le Bouregreg qui prend sa source dans l'est du Plateau Central au relief accidenté, précisément dans le massif du Moyen Atlas, et se jette en atlantique entre les deux villes jumelles. D'une longueur de 300 km et d'un débit moyen s'élève à 7 m3/s. Puis l'oued Akrech affluent du Bouregreg, qui prend sa source dans le Plateau de Aïn Aouda, est située à 18 km au sud-est de l'Océan Atlantique. Dans le domaine hydrogéologique, l'aquifère de l'oued Akrech, la nappe de Témara, la nappe de la Maâmora et l'aquifère de Témara occupent une place importante dans l'alimentation en eau de la ville. L'oued Bouregreg facilite également l'alimentation en eau de Salé grâce au  barrage Sidi Mohammed ben Abdellah qui est construit dessus. Il a été édifié en 1974 dans le but de mobiliser les eaux des bassins versants des Oueds Bouregreg et de ses affluents. Le barrage régularise 245 Mm3 d'eau potable, dont plus de 80 Mm3 pour l'agglomération de Rabat-Salé.

### Climat
Le climat de Salé est de type méditerranéen à influence océanique. La ville appartient au domaine bioclimatique sub-humide. La moyenne des précipitations s'établit à environ 550 mm/an. La saison pluvieuse s’étale d’octobre à mars et la saison sèche d’avril à septembre. Il y a 70 à 90 jours par an concernés par des précipitations.
L’influence modératrice de la masse océanique se traduit par des températures moyennes de l’ordre de 9 °C pour les mois les plus froids et de 27 °C pour les mois les plus chauds. Le gel est plutôt rare. La température la plus basse jamais atteinte est de −3,2 °C alors que la plus haute dépasse les 47 °C.
Du fait de la proximité géographique de Salé et de Rabat, les données climatiques présentées sont celles de cette dernière.
| Mois                              | jan. | fév. | mars | avril | mai | juin | jui. | août | sep. | oct. | nov. | déc. | année |
| --------------------------------- | ---- | ---- | ---- | ----- | --- | ---- | ---- | ---- | ---- | ---- | ---- | ---- | ----- |
| Température minimale moyenne (°C) | 8    | 9    | 9    | 10    | 13  | 15   | 18   | 18   | 17   | 14   | 11   | 9    | 14,2  |
| Température moyenne (°C)          | 12,5 | 13,3 | 14,7 | 16,4  | 18  | 20,5 | 22,5 | 23   | 21,9 | 19,7 | 16,4 | 13,6 | 17,7  |
| Température maximale moyenne (°C) | 17   | 18   | 19   | 20    | 22  | 24   | 27   | 27   | 26   | 24   | 21   | 18   | 25    |
| Ensoleillement (h)                | 180  | 182  | 232  | 255   | 291 | 288  | 315  | 307  | 261  | 235  | 191  | 181  | 3 234 |
| Précipitations (mm)               | 76   | 70   | 62   | 65    | 21  | 6    | 1    | 1    | 5    | 46   | 90   | 108  | 551   |

| Diagramme climatique                                  |       |       |        |        |       |       |       |       |        |        |        |
| J                                                     | F     | M     | A      | M      | J     | J     | A     | S     | O      | N      | D      |
| 17876                                                 | 18970 | 19962 | 201065 | 221321 | 24156 | 27181 | 27181 | 26175 | 241446 | 211190 | 189108 |
| Moyennes : • Temp. maxi et mini °C • Précipitation mm |       |       |        |        |       |       |       |       |        |        |        |

## Histoire

### Préhistoire, Antiquité puis islamisation

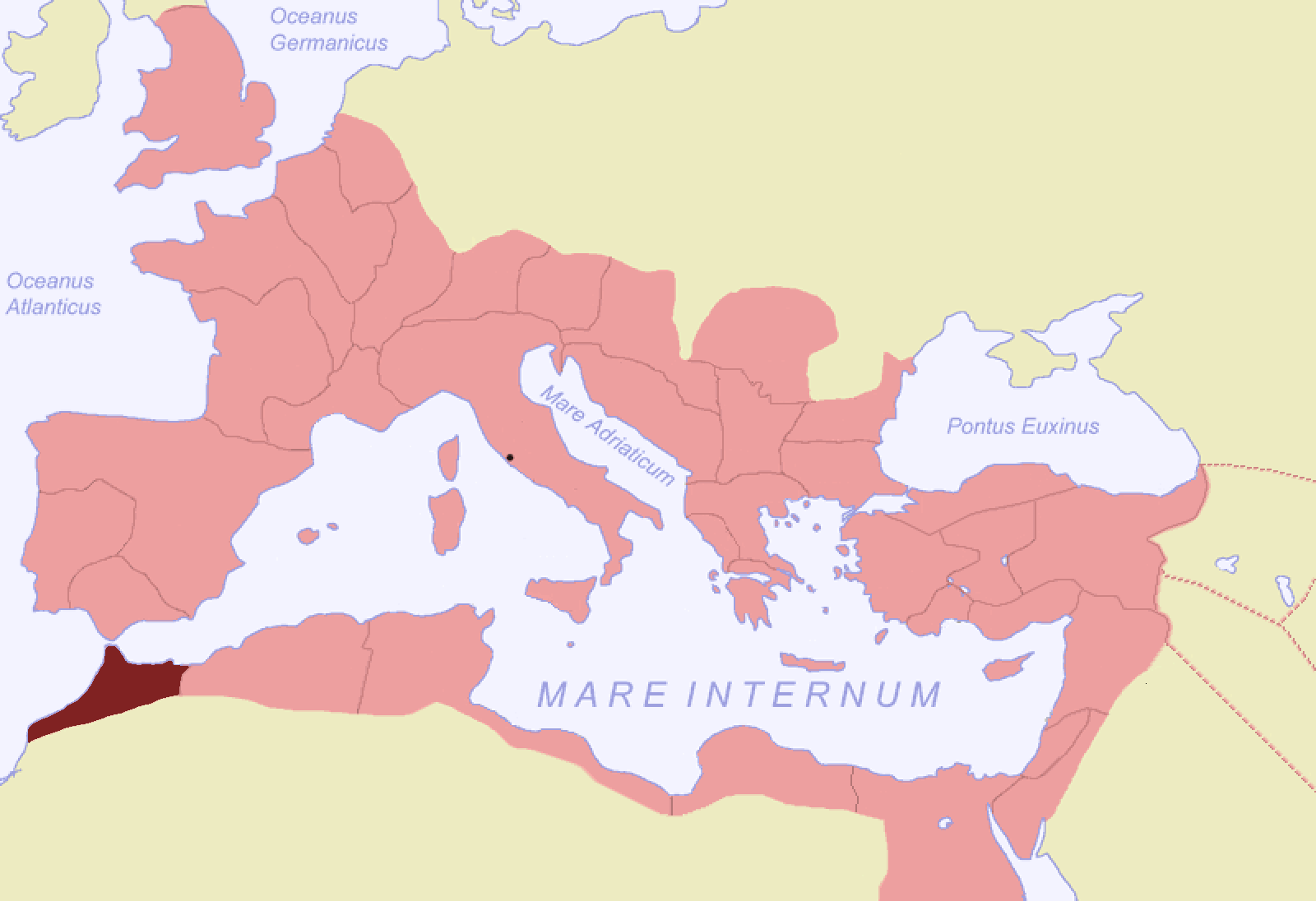
Position de la Maurétanie Tingitane dans l'Empire romain.

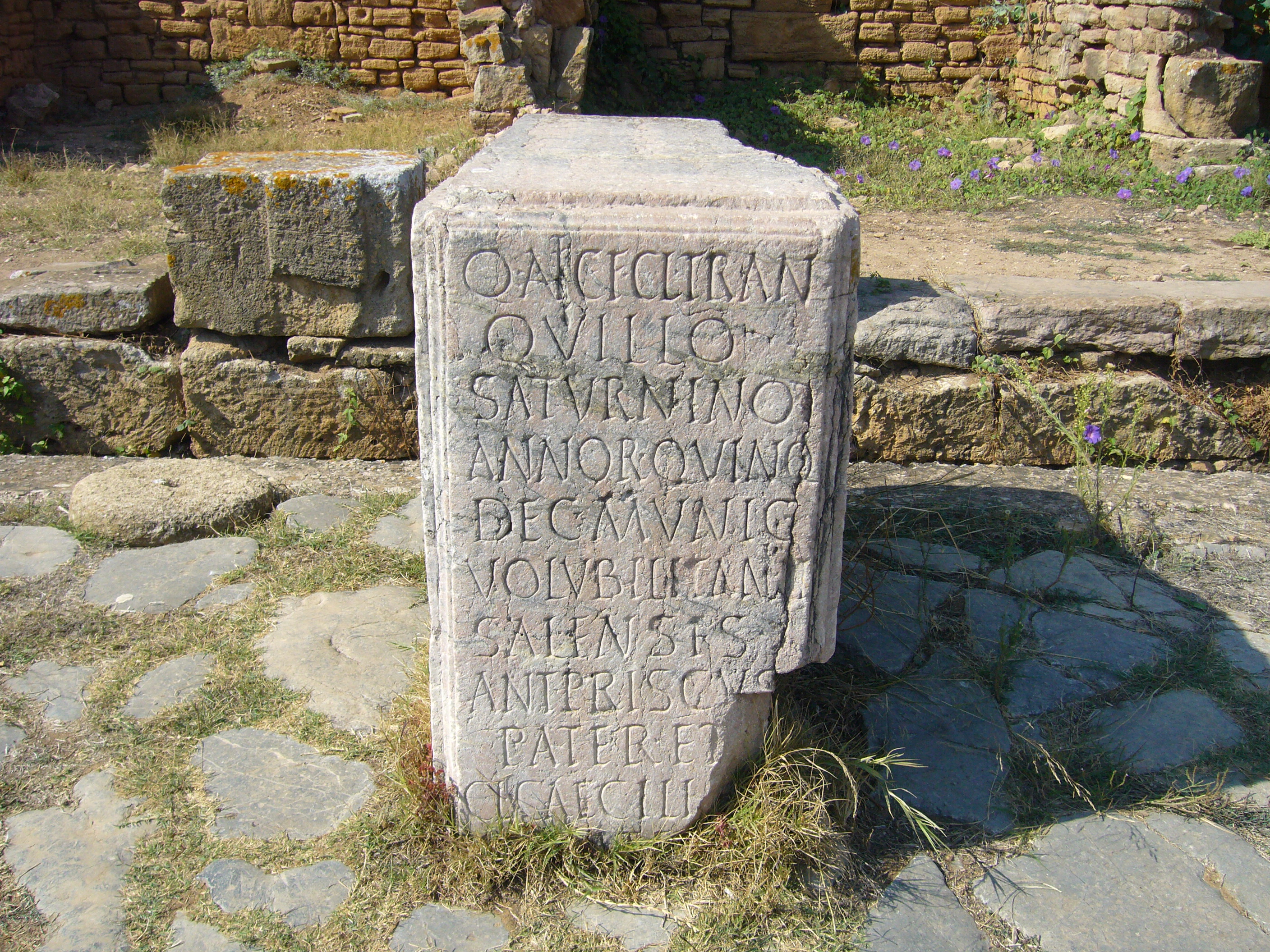
Stèle romaine visible au Chellah.

L'embouchure du Bouregreg est peuplée depuis des millénaires. Les fouilles archéologiques lancées dans les années 1950 et 1960 en font remonter le peuplement aux périodes paléolithique et néolithique grâce à la découverte de squelettes et de traces de cultures et cailloux préhistoriques. Une lampe à huile datant du XVe siècle av. J.-C. retrouvée à Chellah est une preuve de la présence d'une civilisation. Cela en fait la première ville du Maroc. Tout comme Lixus et Mogador, Chellah a également été peuplée par les Phéniciens. Au-dessus du site phénicien se trouvent les ruines de « Sala Colonia », une cité frontière importante dans la province romaine de la Maurétanie Tingitane. D'après l'historien et archéologue Mohamed es-Semmar, la première présence remonte à 160 000 ans, selon les vestiges découverts dans les grottes Dar Sultan, Harhoura et des Contrebandiers.
Dans le cadre des premiers périples de colonisation, on sait qu'un comptoir phénicien fut fondé, vraisemblablement au VIIe siècle av. J.-C., sur la rive gauche du Bouregreg. Sous la domination Carthaginoise, le comptoir continua de prospérer. À l'arrivée des Romains, un port et une cité, Sala Colonia, furent établis sur la rive de Rabat. La cité prit place à l'emplacement de l'ancien comptoir phénicien au Ier siècle. Tout d'abord cité pérégrine, puis municipe, Sala Colonia fut progressivement une colonie à part entière. La nécropole mérinide du Chellah fut construite en 1339 à l'emplacement de la cité antique, ce qu'attestent les nombreux vestiges qui y ont été découverts.
Au Ier siècle de notre ère, Pline l'Ancien décrivait Sala comme infestée d'éléphants et de barbares. Les Vandales passèrent par Sala au Ve siècle mettant fin à l'influence romaine lors des Grandes invasions. Cependant, hormis Chellah, tous les établissements romains ont été détruits, ce qui ne permet pas d'étayer par l'archéologie les hypothèses des historiens.
Salé resta sous domination byzantine jusqu'à la conquête du commandant musulman Oqba Ibn Nafi Al Fihri en 682. Par la suite, la population locale se convertit à l'Islam mais apostasia un an plus tard à la suite de la mort du co mmandant. En 709, le général musulman Moussa Ibn Noçaïr reconquit le Maghreb et les tribus berbères se convertirent de nouveau à l'Islam.

### Fondation et âge d'or islamique

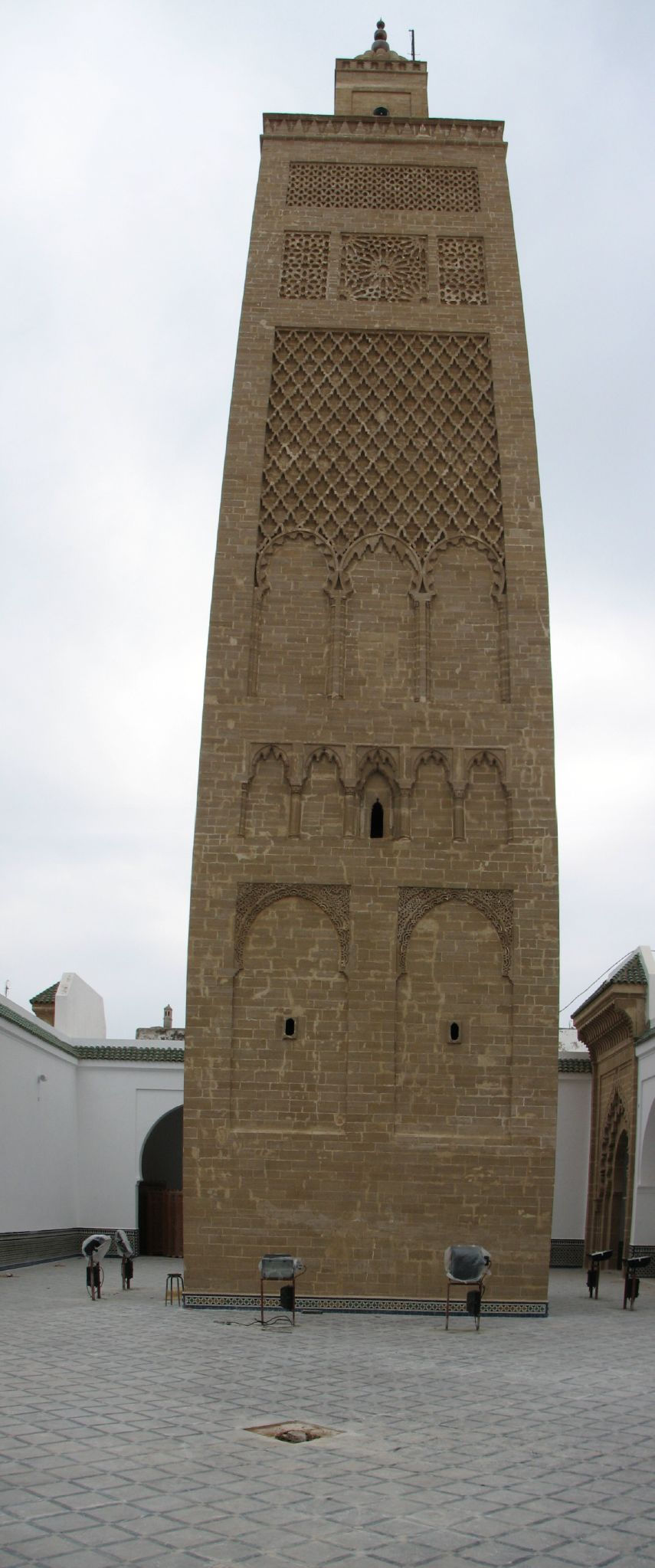
Grande mosquée de Salé, construite entre 1028 et 1029 et restaurée en 1196, est la troisième plus grande mosquée du Maroc.

La ville de Salé, fondée par la tribu zénète des Ifrenides au XIe siècle, précisément en 1006 par Achara, caïd des Beni-Oummia, selon Roger Coindreau, ou en 1030 selon Kenneth Lewis Brown, sur la rive droite du Bouregreg (contrairement à Sala Colonia). Elle fut proclamée capitale du territoire qu'ils contrôlaient. Ce fut initialement le clan ifrénide des Beni Achara qui constitua le premier noyau urbain de la ville, en construisant notamment une citadelle, un oratoire et quelques demeures. Favorables au sunnisme, les Ifrenides guerroyèrent auprès des Meghraoua contre les hérétiques Berghouata qui s'opposaient aux conquêtes islamiques arabes. Selon Ibn Khaldoun, les Beni Achara construisirent leur palais dans ce premier noyau urbain connu sous le nom d'al Blida (la petite cité), palais qui servit ensuite de résidence au sultan almohade Abdel Moumin quand il se rendait à Salé ; cependant il n'existe plus aucune trace de ce palais aujourd'hui.
Salé fut rapidement renforcée par l'arrivée de familles d'Andalousie et du Chellah, située dans l'autre rive. Un second quartier prolongeant celui d'al Blida, fut fondée par un autre clan ifrénide, les Zenata, qui donnèrent leur nom à ce quartier. Les Beni Khayoun d'Andalousie s'installèrent à l'est des Zenata, et édifièrent leur quartier connu sous le nom de Derb Khiyar. Plusieurs savants venus d'Al-Andalus s'installèrent aussi à l'abri des murailles de la ville. Le noyau aristocratique de la ville était ainsi constitué principalement d'Andalous.

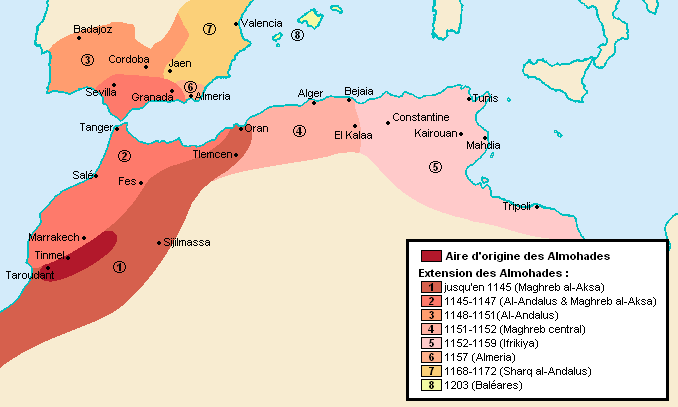
Phases de l'expansion almohade.

En 1068, Salé fut prise par les Almoravides mais elle resta moins de 90 ans entre leurs mains. Ils y construisirent la mosquée Achabae qui compte parmi les plus anciennes de la ville, et les toutes premières portes fortifiées. En 1146, la ville tomba aux mains des Almohades. Sa prise qui fut difficile, obligea le calife almohade Abd al-Mumin à détruire les remparts de la ville, dans le but de pousser les habitants de Salé à reconnaître la nouvelle dynastie. En 1147, c'est depuis Salé que Mohammed Ibn Houd Assalaoui Almassi conduisit une grande rébellion à l'encontre des Almohades. Abd al-Mumin fut également à l'origine de la kasbah, qui fut d'abord connue sous le nom de ribat de Salé, puis celui de ribat El-Fath, après la victoire des armées almohades en Espagne. Ce ribat (ou forteresse) situé sur la rive gauche du Bouregreg, eut toute l'attention d'Abd al-Mumin qui y construisit une enceinte et une mosquée, où il établit un gouverneur et une garnison militaire dans le but de protéger à la fois Salé contre les tribus aux alentours, mais aussi de surveiller la cité dans le but d'éviter tout soulèvement.
Les Almohades permirent toutefois le développement de Salé, du fait de sa position stratégique sur la voie terrestre Fès-Marrakech, et grâce à son port, important centre d’échanges entre l’Europe et le Maroc. Le sultan Abu Yusuf Yaqub al-Mansur construisit et restaura les remparts nord et est de Salé, qui sont parmi les plus anciens et les plus imposants du Maroc, et fit de la grande mosquée l'une des plus belles du Maroc, bien qu'elle ait perdu ses décors initiaux. Il érigea également en 1197, un nouveau quartier sous le nom de Talâa, ainsi que l'enceinte de la future ville de Rabat.
Mais Salé connut son véritable essor sous les Mérinides qui disputèrent longtemps la ville aux Almohades,. Ils firent de la ville l'un des principaux pôles culturels du royaume en l'équipant de médersas, d'une école de médecine (maristane), de mosquées, de bibliothèques, de fontaines et de belles demeures.
Le port, qui était l’un des plus importants de l’époque, servit également d'arsenal et de base aux navires armés en partance pour Al-Andalus. Selon Luis del Mármol Carvajal, au XIIe siècle, Salé était déjà le port le plus prospère du Maroc. Les marchands génois, pisans et vénitiens venaient y acheter des peaux, des tapis, des tissus, des laines, de l'ivoire, du miel de Meknès, de la cire, des draps, ou des objets manufacturés par exemple. La grande mosquée, construite entre 1028 et 1029, et la médersa mérinide (centre d'études islamiques), firent de la ville le deuxième centre religieux après Fès.

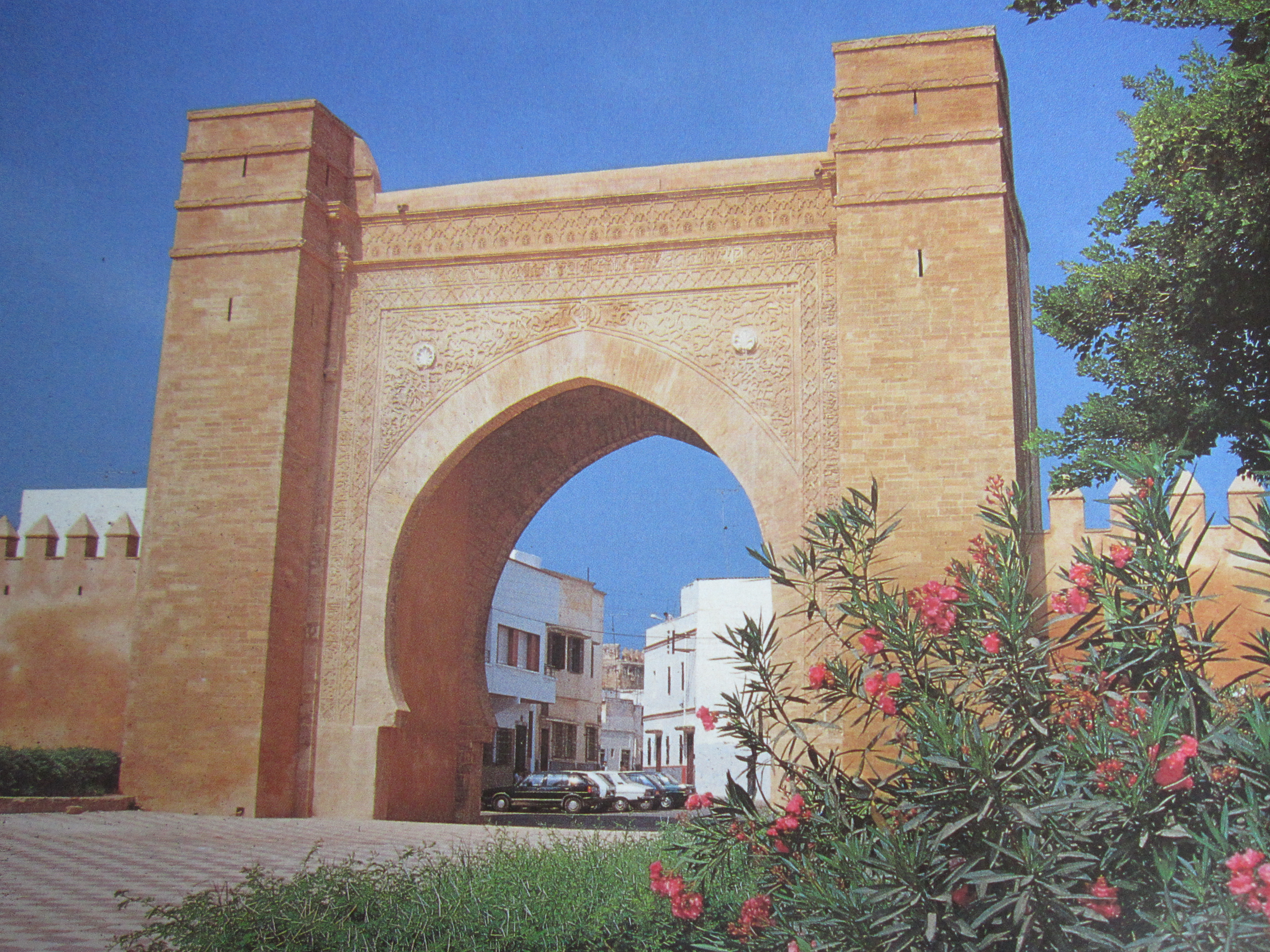
Bab el-Mrissa, porte maritime fortifiée construite en réaction à la bataille de Salé, par l'architecte sévillan Mohamed Ben Ali.

En 1260 eut lieu la prise de Salé. La cité fut attaquée par les troupes d'Alphonse X de Castille. Ce fut le plus grand massacre commis dans toute l'histoire de la ville, qui resta pendant deux semaines aux mains des Castillans avant que le sultan mérinide Abu Yusuf Yaqub ben Abd al-Haqq ne vînt la délivrer. Plus de 3 000 personnes furent capturées et emmenées comme esclaves à Séville, dont notamment un très grand nombre de femmes, et beaucoup d'autres furent tués. Ce massacre causa tant sur le plan économique que démographique énormément de tort à la ville, qui ne s'en releva que très tardivement.

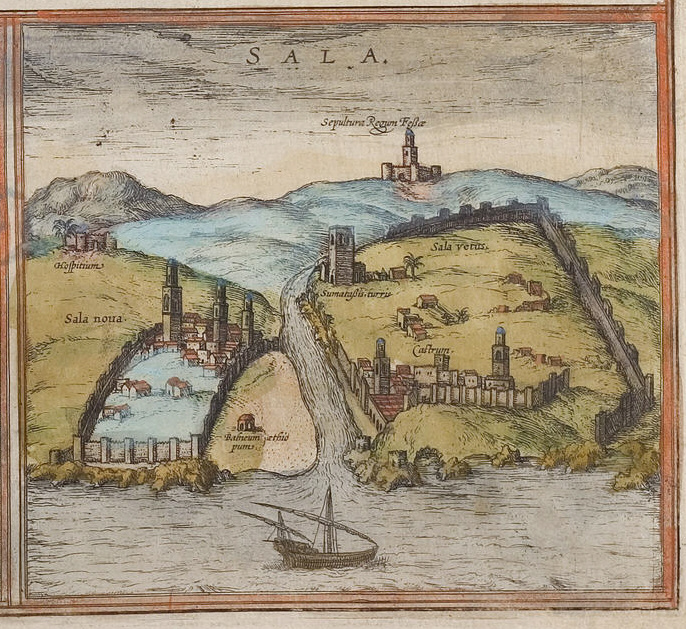
Gravure de Georg Braun et Frans Hogenberg représentant les remparts de Salé ainsi que ceux de Rabat en 1572.

C'est en réaction à ce massacre que l'une des plus grandes portes fortifiées du Maroc, Bab el-Mrissa, construite par l'architecte sévillan Mohamed Ben Ali, a été construite; cette porte maritime, à moitié enterrée aujourd'hui, barrait un canal et laissait passer les navires entre ses piliers pour les abriter à l'intérieur des remparts. Ce sultan « libérateur » participa personnellement au chantier. Le Borj Adoumoue ou Bastion des Larmes ou Bastion des Sanglots, vit également le jour à la suite de cette triste page de l'histoire salétine. Le sultan Abu Yusuf Yaqub ben Abd al-Haqq le fit bâtir sur la plage d'où débarquèrent les soldats castillans et d'où il manquait des fortifications.
Le poète andalou Lissane Eddine ibn al-Khatib, qui vécut à Salé sous le règne d'Abou al-Hassan pendant son exil entre 1360 et 1363, dépeignit la cité, dans Maqamat al-Bouldane, comme « une ville impressionnante par sa beauté et sa splendeur, une ville mariant avec harmonie les traits de l'urbanité et de la vie de campagne ». Il écrivit aussi Moufaharat Malaga wa-Salà (« Comparaison de Malaga et Salé »). L'avènement des successives dynasties Wattassides et Saadiennes mit fin à l'âge d'or que connut Salé, au point que Léon l'Africain qui visita la ville au début du XVIe siècle trouva une ville peu peuplée et de nombreuses demeures abandonnées.
À la suite de l'anarchie causée par l'assassinat du dernier sultan de la dynastie mérinide Abu Muhammad Abd al-Haqq à Fès au cours d'une révolte populaire, débuta une période de trouble qui dura jusqu'en 1472, avec l’avènement du premier sultan wattasside Mohammed ach-Chaykh. La ville de Salé passa sous l'autorité des Wattassides mais les désordres causés  par l'installation des Portugais sur les côtes du pays et l'émergence au sud des Saadiens mit fin à l'autorité wattasside sur Salé, à la suite de la capture du sultan wattasside Ahmed al-Wattassi par les Saadiens, qui le libérèrent en échange des villes de Meknès, Ksar El Kébir et Salé, en 1547. Les Salétins s'étaient pourtant préparés à résister aux chérifs saadiens.

### République du Bouregreg
Au début du XVIIe siècle, Salé-le-Vieux, soumise à l'autorité des marabouts, notamment Al-Ayachi, vivait dans un état d'indépendance relative, à l'égard des Saadiens, et ses habitants étaient très hostiles vis-à-vis des chrétiens,. Al-Ayachi y menait une lutte patriotique marquée d'expéditions contre les Espagnols. Il mena notamment l'attaque de Mogador, qui porta un coup dur aux Espagnols. Le commerce à Salé restait florissant, et ce fut dans cette ville que demeuraient les plus riches marchands juifs et maures, d'après Germain Moüette. Sur la rive gauche, la ville amorcée par le calife Abu Yusuf Yaqub al-Mansur qui prendra le nom de Salé-le-Neuf, était selon Pierre Dan « en piteux état et assez mal peuplée de Maures et d'Arabes », tandis que la Kasbah édifiée par Abd al-Mumin servait de résidence à une maigre garnison chérifienne commandée par un gouverneur sans pouvoir ni prestige. En effet, le sultan Zaidan el-Nasir ne laissa seulement qu'une vingtaine d'hommes et un caïd dans la Kasbah, ce qui fut trop faible pour exercer une réelle autorité sur la ville de Salé.
Entre 1609 et 1610, la ville de Salé, et, de l'autre côté du Bouregreg, Salé-le-Neuf, l'actuelle ville de Rabat, virent l’arrivée massive de musulmans et de juifs chassés d’Espagne. Cet événement donna un nouveau souffle à Salé-le-Vieux, augmentant sa population et créant une rivalité avec la ville voisine de Salé-le-Neuf. Les Morisques arrivèrent en deux vagues. La première vague d'arrivants comprenait les habitants de Hornachos qui s'installèrent à Salé-le-Neuf et précisément dans la kasbah, car ils étaient vus par les conservateurs salétins comme des « européanisés » , des colons qui bénéficiaient de quelques privilèges en quittant la péninsule Ibérique (ils pouvaient emporter certains de leurs biens s'ils partaient volontairement). La deuxième vague regroupait les autres Morisques andalous, expulsés sans leurs biens ni leur honneur, qui s'installèrent sur les deux rives. Ils cherchèrent donc à se venger à travers la piraterie. À cette époque Salé-le-Neuf (actuelle Rabat) était surtout célèbre pour son intense activité maritime et les Andalous en firent la capitale des corsaires. Tandis que les Hornacheros s'occupaient de l'armement des navires, les autres Morisques formaient leurs premiers équipages.

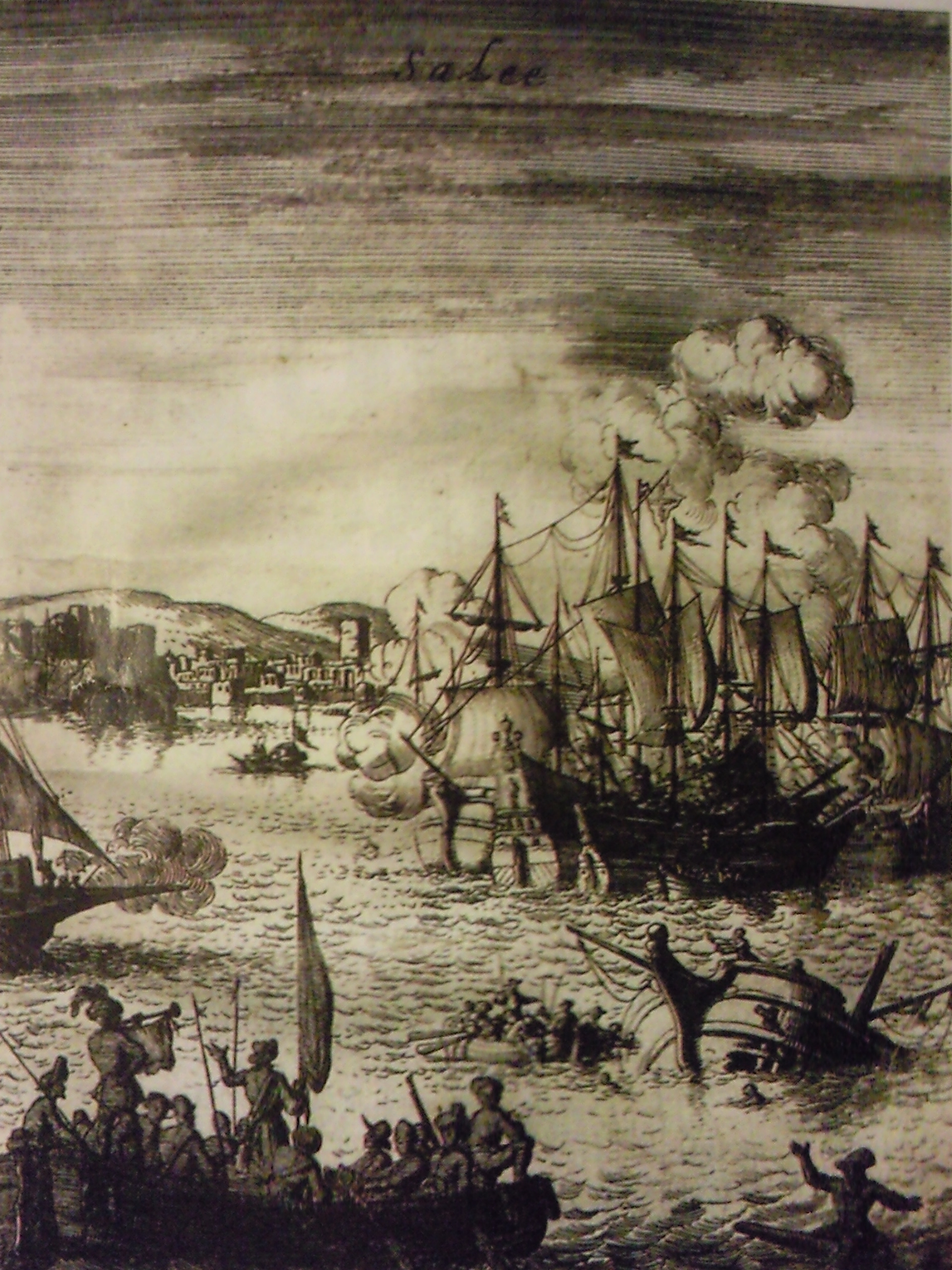
Les corsaires faisant couler des vaisseaux européens au large de Salé (gravure du XVIIe siècle).

Le développement économique induit par la venue des Hornacheros et des Andalous fut tel que Salé-le-Vieux et Salé-le-Neuf (Rabat actuellement) décidèrent de s'unir et d'instituer, à partir de 1627, une thalassocratie sous le nom de république du Bouregreg ou république de Salé. En effet, à partir de cette date, les Saadiens furent éjectés de l'embouchure du Bouregreg, par une alliance regroupant les Morisques et l'armée d'Al-Ayachi,. L'actuelle kasbah des Oudayas tenait lieu de capitale. Cette république était dirigée par des corsaires venus principalement de Salé-le-Neuf. Leur objectif principal était de capturer des navires pour vendre leurs équipages comme esclaves en Afrique du Nord et de monter des expéditions pour enlever des habitants des côtes européennes. À cette époque, seule la république de Salé avait un port indépendant. Tous les autres ports du Maroc étaient occupés par l'Espagne ou le Portugal. Salé-le-Neuf était surnommée « La Rochelle de l'Afrique ». À cause de ses activités de course en Méditerranée, la république de Salé était fréquemment attaquée par les puissances européennes. Les Français, en particulier, lancèrent, sans grand succès, plusieurs expéditions punitives ; aussi, depuis Louis XIV, les canons sont-ils toujours en batterie. Ainsi, le 20 juillet 1629, la ville fut bombardée par l'amiral français Isaac de Razilly dirigeant une flotte composée de sept vaisseaux. Il détruisit trois navires salétins.
Cependant les premiers troubles apparurent en 1630, lorsque les Andalous de Salé-le-Neuf supportant mal la domination des Hornacheros de la kasbah, s'attaquèrent à eux et déclenchèrent une guerre civile. Al-Ayachi, maître de Salé-le-Vieux, soutint à cette occasion les Hornacheros, avant qu'une paix ne fut conclue par un accord sous la pression de l'ambassadeur d'Angleterre Harrison, en mai 1630, qui permit de répartir les pouvoirs entre les différentes communautés de la république du Bouregreg. La paix fragile, fut brisée en 1631, par Al-Ayachi qui tenta de s'emparer de la Kasbah. À l'aide de 5 pièces d’artillerie, Al-Ayachi bombarda et assiégea la kasbah depuis Salé-le-Vieux, jusqu'en octobre 1632, date à laquelle il dut lever le siège. Après quelques années de paix, l'instabilité réapparut de nouveau avec la révolte des Andalous à l'encontre des Hornacheros, qui furent chassés de la Kasbah, en septembre 1636. Fier et sûr de leur victoire, les Andalous tentèrent l'unification des trois cités et s'attaquèrent à Salé-le-Vieux, demeurée sous le contrôle du marabout Al-Ayachi. Une flotte anglaise arrivée le 3 avril 1637 se porta au secours de Salé-le-Vieux en canonnant la kasbah, avant de lever le blocus maritime le 30 août 1637. Entre-temps, Al-Ayachi contre-attaqua et débuta le siège de la kasbah, aux mains des Andalous. La mort du gouverneur andalous el-Caceri de la kasbah en 1638, favorable aux Saadiens, poussa le sultan Mohammed ech-Cheikh es-Seghir à s'en emparer. Al-Ayachi leva le siège pour laisser place à l'armée du Sultan après un traité conclu en avril 1638. Ce fut ainsi que les troupes maures commandées par le renégat français Morat Raïs, entrèrent dans la citadelle et s'y fortifièrent, s'emparant en plus de Salé-le-Neuf. Une alliance entre Hornacheros et Andalous aidés par un millier d'Arabes vit immédiatement le jour, dans le but de reprendre la kasbah et Salé-le-Neuf. Si Salé-le-Neuf tomba rapidement sous la domination des Morisques, la kasbah demeura aux mains des Saadiens tandis que Salé-le-Vieux restait neutre dans le conflit en raison du départ d'Al-Ayachi pour la guerre sainte à El Mamora, puis pour Fès.
Al-Ayachi, « le saint de Salé » (Salé-le-Vieux), qui apprit que les Dilaïtes marchaient sur Salé, accourut alors qu'il se trouvait hors du théâtre des opérations vers les cités corsaires, mais fut assassiné en 1641, par le Mouvement Dilaïte, originaire des environs de Khénifra, qui avait pris de l'importance au début du XVIIe siècle. Les marabouts se rendirent maîtres de la thalassocratie et, en 1643, le renégat Al Qaïd Sa'ïd Djanoui fut nommé par les Dilaïtes à la tête de la ville. Al-Ayachi avait entretenu de bonnes relations avec les Anglais et les Hollandais. Des ressortissants juifs de Salé, dont Aaron Querido, Josef Blache et les frères Cohen, avaient été à diverses reprises en relation étroite avec leurs coreligionnaires de Hollande pour l’achat d’armes au profit de la ville. Les Dilaïtes continuèrent ces échanges profitables avec les Hollandais après 1643 et la mort d'Al-Ayachi. C'est à partir de 1659 qu'Ibrahim Maâninou et Mohamed Fennich entrèrent, pour le compte de la Zaouïa de Dila, en pourparlers avec la Hollande afin de garantir la sécurité de ses marins et de ses commerçants. Cette année-là, Ibrahim Maâninou effectua un séjour de cinq mois à La Haye. En 1664, la république corsaire passa aux mains de Khadir Ghaïlan, ancien lieutenant d’Al Ayachi. Mais, en 1666, les Alaouites s'emparèrent des villes de Salé-le-Vieux et de Salé-le-Neuf, puis de la Zaouïa de Dila en 1668 mettant fin à l'autonomie politique de la république du Bouregreg,. Mohamed Fennich fut le dernier gouverneur de cette république avant la réunion du territoire au Maroc. La république du Bouregreg fut ainsi déchirée par des querelles intestines et des interventions étrangères, qui provoquèrent sa perte.
Les corsaires salétins, et principalement ceux de Salé-le-Neuf, laissèrent  dans la mémoire des Européens l'image des Sallee Rovers (ou Salé Rovers), les «écumeurs de Salé», dont les plus célèbres furent Jan Janszoon (alias Murad Reis), premier amiral de la république corsaire, le premier président Ibrahim Vargas (dont descend l'actuelle famille rbatie des Bargach), ou encore le renégat anglais Ahmed El Inglizi « l'anglais », aussi appelé Ahmed Laalej (Ahmed le renégat), un ingénieur qui fortifia le mur des Andalous sur la rive où se situe l’actuelle Rabat.

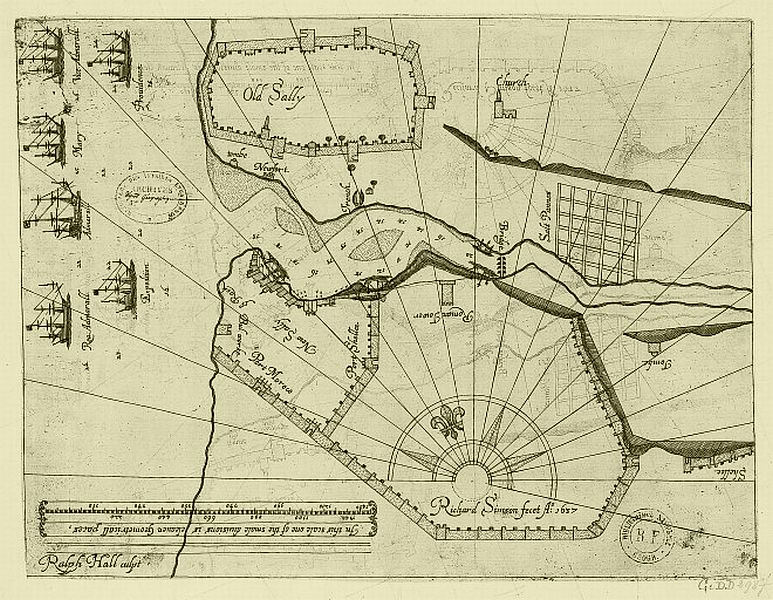
Sally, une carte de Richard Simson représentant la ville corsaire en 1637[L 28]
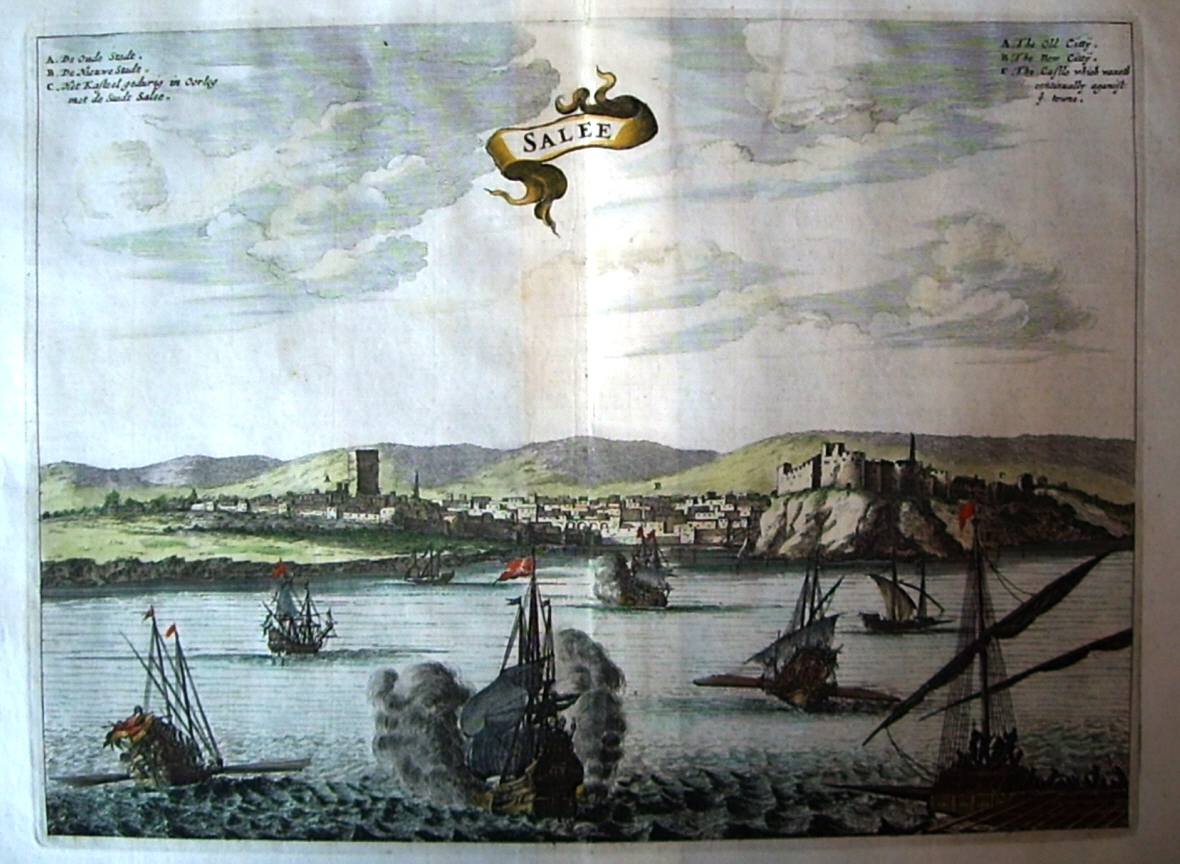
Dessin du port de Salé en 1670 par John Ogilby (1600-1676)
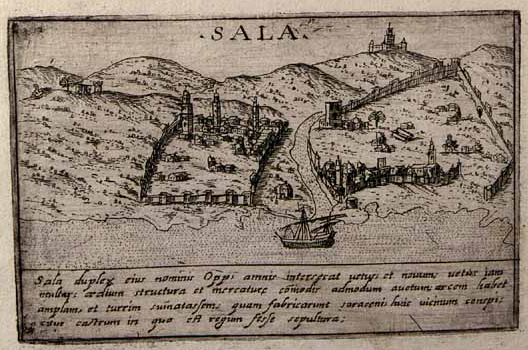
Salé à l'époque de Jan Janszoon

### Salé sous les Alaouites
Ce fut en 1666, que la dynastie alaouite prit le contrôle de la république du Bouregreg. Le sultan Moulay Rachid mit fin à l'autonomie politique dont bénéficiait le Bouregreg en 1668 par la prise de la zaouïa de Dila, quoique Salé garda toujours son esprit d'autonomie et d'indépendance,,.
En 1681, Sidi Ahmed Hajji, qui commandait alors les « Volontaires de la Foi » sous le parrainage du sultan alaouite Ismaïl ben Chérif, expulsa les Espagnols de Mehdia ; ce fut le dernier grand saint de Salé. Toujours sous le règne du sultan Ismaïl, fut construite la célèbre Kasbah des Gnaouas, en 1709. Cette kasbah avait pour but de défendre les côtes de Rabat et Salé, d'où était placée le célèbre guich Abid al-Bukhari. Plus tard, fut édifiée le Borj Bab Sebta par le pacha de la ville Abdelhaq Fennich, en 1738, d'où il gérait les affaires de la ville. Peu de temps après la fin de son mandat, alors que les Abids se permettait trop de libertés avec l'honneur et la vertu des femmes, et qu'une fille de la famille du Pacha fut violée par un soldat de la garde noire, Abdelhaq Fennich mena un groupe d'habitants de la ville à l'attaque de la kasbah, la détruisit en éliminant la garnison de la forteresse,.
En 1765, Louis XV envoya une escadre de 13 navires (un vaisseau, 8 frégates, 2 chébecs, 2 galiotes à bombes), sous le commandement du lieutenant général des armées navales français Louis Charles du Chaffault de Besné, en représailles contre Salé, les pirates ayant profité de la guerre de Sept Ans pour attaquer les navires de commerce français. Le 31 mai, il mouilla devant la ville à bord de L'Utile, accompagné de six frégates, deux bombardes et une barque, L'Hirondelle. Le 2 juin 1765, il bombarda lourdement la ville, mais l'état de la mer l'obligeant à repartir au large, il recommença le 8 et le 11, rejoint par les chebecs Le Caméléon et Le Singe (commandé par Suffren). Mais le 26 juin, après avoir bombardé Larache, une partie de sa flottille se fit capturer en remontant l'oued Loukkos, et 300 hommes furent tués ou faits prisonniers, parmi lesquels 30 ou 40 officiers dont le garde-marine Bidé de Maurville qui écrivit en 1775 Relation de l'affaire de Larache. Ce fut en 1767 seulement que le comte de Breugnon, vice-amiral et ambassadeur de France au Maroc, vint à la cour du Sultan Sidi Mohamed racheter les captifs et signer un traité de commerce, laissant un consul de France à Salé.

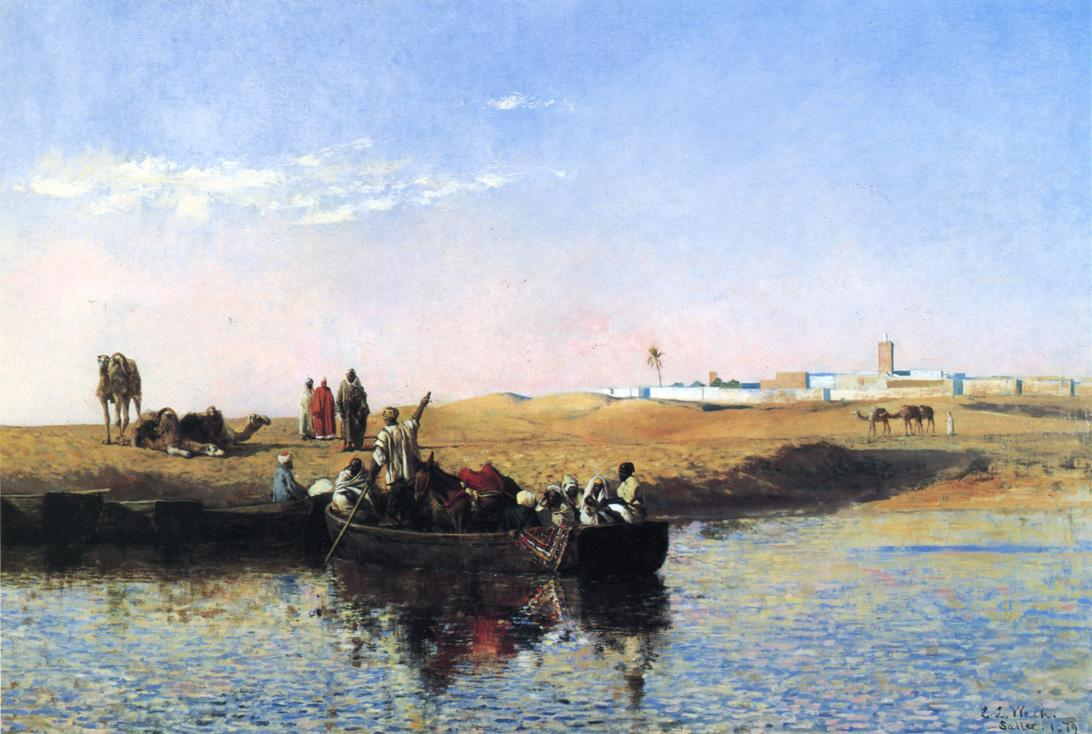
Salé par Edwin Lord Weeks (1849-1903).

Mais Salé ne souffrit pas seulement des bombardements de la flotte française, elle connut aussi, au cours du XVIIIe siècle, des destructions importantes liées aux tremblements de terre : le 1er novembre 1755, le violent séisme qui frappa Lisbonne et détruisit de nombreuses autres villes de la côte marocaine ; dix-huit mois plus tard, le 15 avril 1757, un autre tremblement de terre qui la frappa violemment et le 12 avril 1773, celui de Tanger.
Durant tout le XVIIIe siècle, Salé continua d’étendre son influence en pratiquant la guerre de course jusque dans des régions très éloignées. Cependant le déclin de la ville commença en 1755 avec le tremblement de terre de Lisbonne. En effet, ce dernier, dont l'épicentre se situait dans l'océan Atlantique à la même distance de Lisbonne que de Salé, provoqua un tsunami qui dévia définitivement le cours du Bouregreg, entraînant la désaffection du port, situé jusqu'alors à l'intérieur des murailles de la ville. Essaouira devint alors le port principal du royaume, bien que Salé gardât une certaine activité navale plus commerciale que corsaire jusqu'en 1818 lorsque Moulay Sliman déclara mettre un terme à la guerre sainte, ce qui mit fin à toute activité de piraterie.
Entre 1830 et 1860, ce fut une époque de stabilité économique pour les habitants de Salé durant laquelle une grande variété d'artisanats locaux prospéraient, à travers notamment les métiers du textile (le lainage, le lin et le drap coton) qui rapportaient le plus, la poterie, la tannerie et le traitement du cuir, et la fabrication de sandales et autres chaussons. L'industrie du textile connaissait une hégémonie totale. L'agriculture était également une source de profits pour la ville, ainsi que le commerce. Mais durant les années qui suivirent, les conditions de vie économique des Salétins se dégradèrent à cause de la pénétration à profusion de produits textiles européens meilleur marché et de meilleure qualité, qui mit fin à de nombreuses unités artisanales. De plus, l'exportation en masse de matières premières de la campagne marocaine vers l'Europe, plutôt que vers les villes du Maroc, bouleversa l'économie locale avec comme conséquence la perte des marchés de produits locaux manufacturés.
Salé souffrit également énormément lors des crises agricoles et sanitaires qui bouleversèrent le pays tout entier, notamment la famine de 1845 et 1851, où de nombreux Salétins moururent de faim, ou par exemple la vague de choléra qui toucha la ville en 1854, faisant 6 000 morts dans les villes de Rabat et Salé. Les Ameur, tribu située dans l'arrière-pays, trouvèrent l'occasion pour attaquer la ville et la pillèrent, ce qui poussa les autorités à fermer les portes de la ville pendant plusieurs mois. En 1865 également, une rumeur concernant la mort du sultan Abderrahmane ben Hicham provoqua de nouveaux troubles et la ville fut de nouveau ravagée.

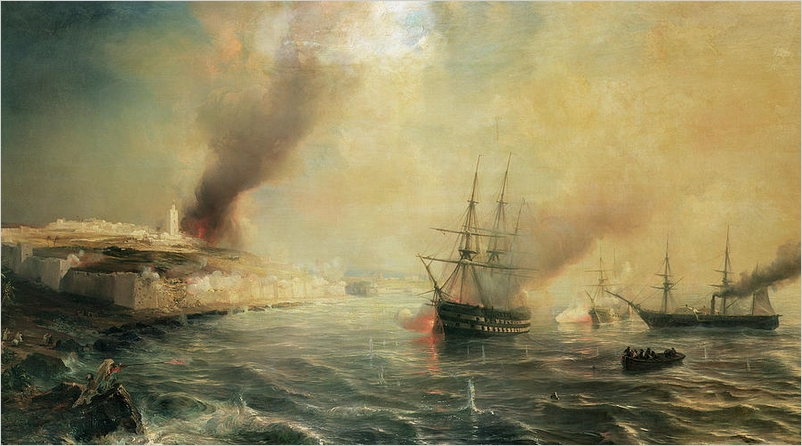
Bombardement de la ville de Salé représenté par Théodore Gudin.

En 1851, à la suite du pillage par des Salétins d'un navire marchand qui s'était échoué dans l'estuaire du Bouregreg, la marine française lança une attaque navale sur la ville de Salé . D'après le pacha Abdelhadi Zniber, les marchandises perdues étaient évaluées à 11 391 francs-or,. De ce fait, la France en demanda un remboursement. Après plusieurs mois d'attente sans réponse, la France décida de faire une démonstration de force et envoya une escadre sous les ordres de l'amiral Dubourdieu, avec le Henri IV commandé par Louis Henri de Gueydon, les frégates Sané et Gomer, Le Narval et Le Caton. La bataille débuta le 26 novembre 1851 ; après plusieurs heures de combats, les navires français, victoire acquise, se retirèrent. Les pertes furent assez lourdes puisque plusieurs bâtiments furent détruits et que la grande mosquée de Salé fut elle-même gravement endommagée. Côté français, les navires Henri IV et Sané furent également endommagés et, d'après le rapport du contre-amiral Dubourdieu, les Français ayant perdu quatre des leurs. Selon Abdelhadi Zniber, le bilan humain des Salétins fut de six à sept tabjiyas ainsi que douze à quinze civils tués. Louis Le Breton et Théodore Gudin, peintres officiels de la Marine à bord de l'un des navires, immortalisèrent le moment à travers des gravures.
Tout au long de la deuxième moitié du XIXe siècle, la ville connut une chute profonde de l'artisanat, ainsi qu'un appauvrissement des classes moyennes et inférieurs, conséquences de ces crises. Seules les classes supérieures de la ville profitèrent de ce changement grâce aux activités gouvernementales et commerciales du Makhzen, dont les classes inférieures ne pouvaient profiter. Ainsi naquit une certaine élite qui profita de l’appauvrissement des masses pour acheter la plus grande partie des propriétés urbaines, et bénéficia d'importants avantages. La ville passa alors sous l'autorité des Français en 1912, et ce furent désormais les colons européens qui profitèrent de nombreux avantages, bien que la bourgeoisie de la ville conserva une partie de ses richesses, de son prestige et de son pouvoir.

### Protectorat français et résistance

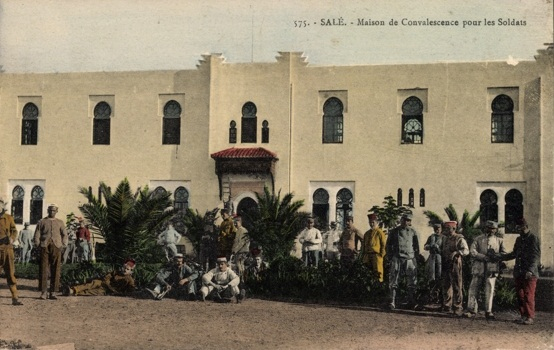
La maison de convalescence de Salé.

À la suite de la fuite de Moulay Hafid à Fès en juin 1912, après des émeutes provoquées par la signature du traité franco-marocain ayant instauré, fin mars 1912, le Protectorat français dans l'Empire chérifien, Rabat devint le siège du makhzen, tandis que Salé perdit de l'importance. Reléguée au second plan, elle demeura cependant un centre religieux et culturel face à sa voisine, qui devint une grande ville administrative européanisée.
Le 14 novembre 1913, une Maison de convalescence (pour légionnaires et soldats) fut fondée par Inès de Bourgoing, épouse du maréchal Lyautey. La même année, la première « école française pour les fils de notables » vit le jour, permettant à un petit nombre de Slaouis de profiter de l'enseignement français. Quelques années plus tard la Maison des gardes forestiers fut construite pour protéger les gardes-forestiers de la forêt de la Maamora. En 1921, la première « école libre » de Salé fut créée, ce qui permit à la nouvelle génération, l'apprentissage de l'enseignement islamique et du patriotisme marocain. La même année, eurent lieu les premières difficultés de la ville, depuis l'installation Protectorat français. Certains chefs de la ville organisèrent une opposition à la taxation directe. Ils écrivirent une pétition, envoyèrent une délégation au Sultan, et firent grève. Les autorités mirent fin immédiatement à la révolte en arrêtant ses chefs, et en envoyant certains en résidence surveillée dans d'autres villes notamment à Oujda.
Entre 1919 et 1925, sur les 22 écoles libres que comptait le Maroc, 4 d'entre elles se trouvaient à Salé. Les autorités françaises, conscientes du danger, firent rapidement pression envers les partisans et les professeurs de ces écoles. En 1927, un jeune homme de 17 ans, dénommé Mohammed Chama'oû, ouvrit une librairie à son retour de l'université Al Quaraouiyine. Elle comprenait des livres classiques islamiques, des livres modernes de nombreux ouvrages moyen-orientaux et des journaux. À la fin de l'année, un journal polycopié al-Wydâd (Amitié) publié par Mohammed et quelques-uns de ses amis, vit le jour. Ce journal n'hésita pas à s'opposer au colonialisme français à plusieurs reprises, notamment en 1930.
L’année 1927 vit la création d'une association d'anciens élèves, devenant un an plus tard le « Club littéraire islamique de Salé » (Annadi Al Adabi Al Islami), qui regroupa les élèves de l’école des fils de notables et ceux des écoles religieuses de la ville. Il constitua une bibliothèque ouverte aux jeunes, organisa des conférences-débats et des voyages dans différentes régions du Maroc. Des cours sur l'histoire de Salé furent également donnés par M'hammed al-Nasiri, fils du célèbre historien slaoui Ahmad ibn Khalid al-Nasiri, devant plus de 200 personnes. L’année suivante, sous l’égide d’Abdellatif Sbihi, une troupe théâtrale d’amateurs fut créée regroupant des jeunes du Annadi Al Adabi. Elle donna des représentations à Salé et Rabat, des pièces de théâtre à résonance patriotique aux sujets puisés dans des épisodes illustres du monde arabo-musulman.
L’appel au « latif »  fut lancé à Salé le 27 juin 1930 par Abdellatif Sbihi, Ahmed Maâninou, Haj Abdelkrim Hajji, relayé par la suite dans les principales mosquées du Maroc ; et une pétition contre le dahir berbère du 16 mai 1930, rédigée par le mufti Abu Bakr Zniber, fut remise le 28 août au Sultan Mohammed ben Youssef par le biais du grand vizir Al-Moqri ainsi qu'au Résident général. Le mouvement de contestation conduisit finalement la France, en 1934, au retrait de ce dahir, perçu par les intellectuels de l’époque comme une tentative de division du peuple marocain.
Ce texte entraîna la première réaction nationaliste des élites marocaines contre l'occupant et consacra leur volonté de résistance. Plusieurs historiens s’accordent aujourd’hui à reconnaître dans cet épisode l’acte fondateur de la prise de conscience politique qui conduira, quatorze ans plus tard, à la signature du Manifeste de l'indépendance du 11 janvier 1944 par de nombreux Salétins,.

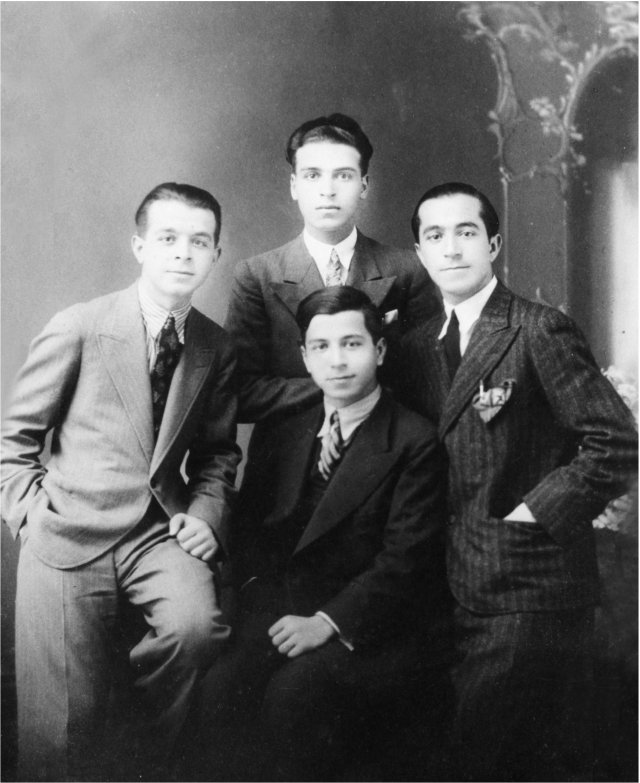
Photo des frères Hajji (dont Saïd Hajji au premier rang) et Abdelhadi Zniber à Damas en 1934

Le 29 janvier 1944, les autorités coloniales procédèrent à l'arrestation du secrétaire général du Parti de l'Istiqlal, Ahmed Balafrej, et de son adjoint, Mohamed Lyazidi. Un soulèvement se déclencha à Rabat et Salé, se propageant ensuite dans d'autres villes. Abderrahim Bouabid conduisit la manifestation populaire de Salé, qui est réprimée dans le sang. Arrêté et transféré à la prison de Laâlou à Rabat, il fut relâché un an plus tard. Salé vit alors une partie de son élite emprisonnée ou condamnée à l'exil, partir se former à l'étranger, en particulier Saïd Hajji étudiant en Syrie puis en Palestine [à revoir : incohérent, Saïd Hajji étant décédé en 1942, les faits décrits n'ont pu se produire après la présentation du manifeste de l'indépendance de janvier 1944], ou Hajj Ali Zniber qui proposa au Sultan un brillant projet de constitution après avoir passé 23 ans en Égypte, .
Mohamed Hassar , eut l'idée de commémorer l'intronisation du sultan Sidi Mohammed Ben Youssef le 18 novembre 1933, à l'instar de la Grande-Bretagne, en réunissant un groupe de six adoul de la ville auxquels il donna le nom de « Comité des Fêtes », lequel se composait, entre autres, de Mohamed ben Taïb Alaoui, Moulay Driss Maâninou, Boubker Aouad et Mohamed Gharbi. Les habitants reçurent une lettre de remerciements de la part du sultan. Associant la manifestation de loyalisme au Sultan à la cause nationaliste, la fête fut officialisée par le dahir du 26 octobre 1934.
Salé fut aussi réputée avoir été le fief de la gauche marocaine pendant de nombreuses décennies, de nombreux leaders y ont résidé, comme Abdessalam Yassine, fondateur du mouvement islamiste Al Adl Wal Ihsane
.
Plusieurs Salétins tels Tahar Zniber et Saïd Hajji furent membres de la cellule nationaliste clandestine Attaifa.

### Après-indépendance: Salé, ombre de Rabat

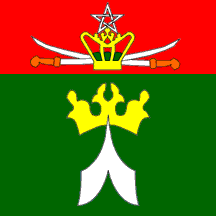
Drapeau de la municipalité de Salé dans les années 1960.

Après l'indépendance du Maroc en 1956, alors que pendant le Protectorat, Salé fut reléguée au second plan par l'administration française, elle y resta après le départ des Français. Rabat devenu la capitale du royaume réoccupa la première place. Salé fut au fil des années peu à peu abandonnée et marginalisée par l'administration au point qu'elle est toujours aujourd'hui apparentée à une « ville-dortoir ». Lors de la première organisation territoriale du Maroc en 1955, Salé était donc intégrée à la région, puis à la province de Rabat en 1956 tandis que Rabat, devenait chef-lieu de la préfecture du même nom. Salé était souvent évoquée comme «banlieue de Rabat». En 1960, Salé comptait 77 000 habitants alors que Rabat en comptait 231 000.

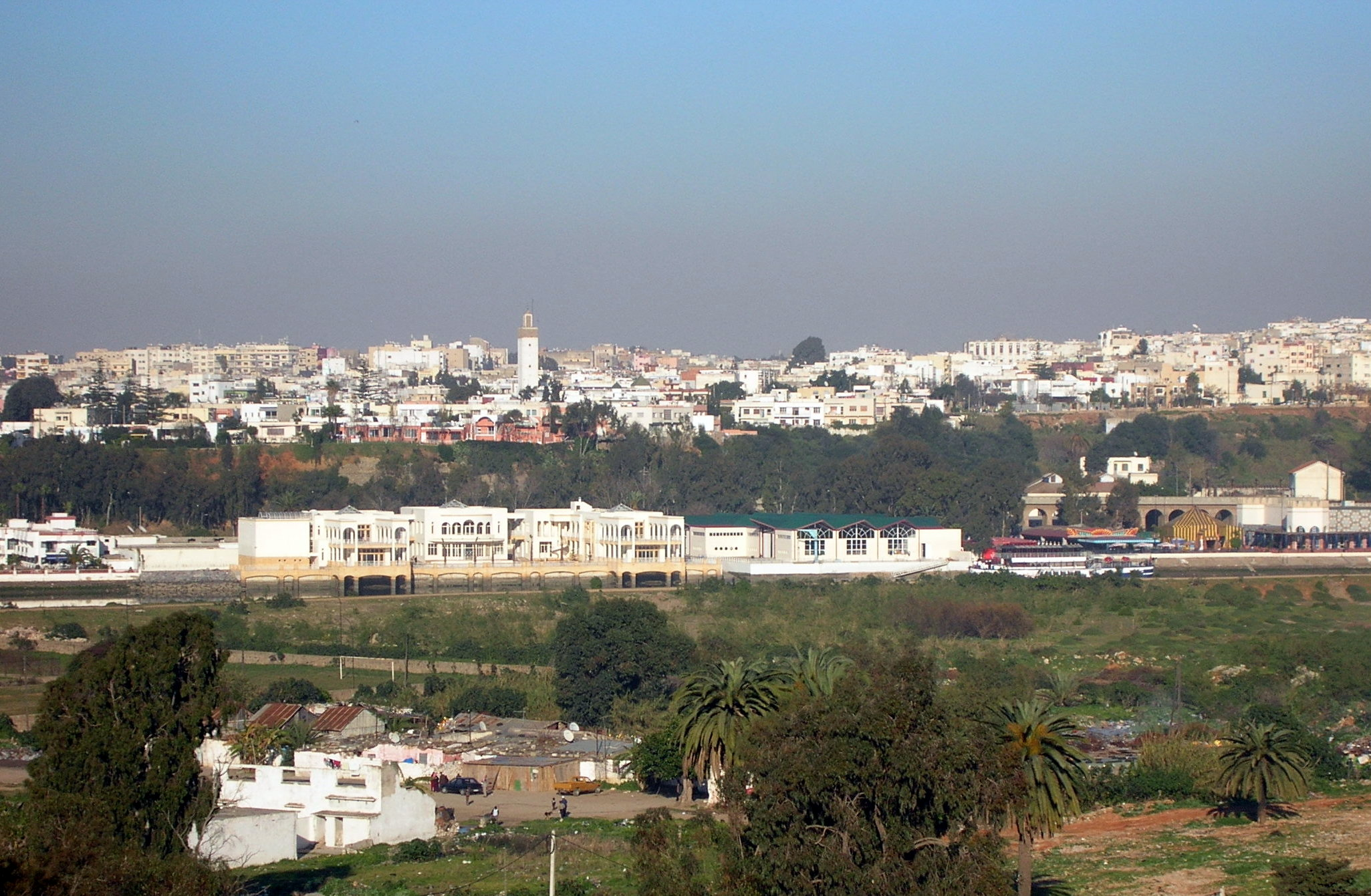
Vue sur la ville de Salé en 2005.

Dans les années 1970, Salé connut les premières vagues d'un flux incontrôlé de l'exode rural et d'une expansion urbaine anarchique. L'explosion démographique de la ville provoqua donc d'importants impacts néfastes. L'apparition d'habitations anarchiques, d'un important taux de chômage auprès des jeunes et d'une criminalité grandissante en est le résultat. Ainsi entre 1971 et 1994, la ville connut un « boom démographique » passant donc le nombre d'habitants de 159 000 à 580 000 avec un taux d'accroissement d'environ 265 %. Toutefois, depuis les années 1990, l'État exprime sa volonté de réaménagement de Salé ainsi que de son intégration dans une perspective d’union avec Rabat,. L'agence pour l'aménagement de la vallée du Bouregreg est l'une des créations de ce projet.
Salé compte cinq arrondissements depuis le retour au principe de l'unité de la ville en 2003, où les 5 arrondissements étaient des municipalités différentes. La ville est peuplée depuis le dernier recensement général de la population et de l'habitat en 2004, de 760 186 habitants. Salé devrait atteindre une population d'un million d'habitants vers 2020 en grande partie du fait de l'exode rural,.

## Population et société

### Démographie
| Année | Municipalité | Agglomération |
| --- | ------------ | ------------- |
| 1912 (est.) | 19 000       | 46 000        |
| 1936 | 32 000       | 115 000       |
| 1952 | 47 000       | 203 000       |
| 1960 | 77 000       | 311 000       |
| 1971 | 159 000      | 545 000       |
| 1982 | 328 000      | 918 000       |
| 1994 | 580 000      | 1 337 000     |
| 2004 | 761 000      | 1 624 000     |
| 2005 (est.) | 780 000      | 1 655 000     |
| 2010 (est.) | 870 000      | 1 800 000     |
| 2014 | 890 403      | 1 781 740     |
| Chiffres : Abdellatif Fadloullah, Université de Rabat, Maroc. Recensement général de la population et de l'habitat, Maroc |              |               |

Salé forme avec Rabat et Témara une conurbation de 1,66 million d'habitants (2005). La croissance de la population est due en grande partie à l'exode rural. Selon le recensement général de la population et de l'habitat de 2004, la population de la seule Salé avoisinait 800 000 personnes. Avec 12 000 urbains qui s'ajoutent chaque année, Salé devrait atteindre une population d'un million d'habitants vers 2020 ,.
En 1912, date de l'instauration du Protectorat français, la ville de Salé comptait selon une estimation environ 19 000 habitants. La colonisation française a donné à la ville de Salé et au Maroc tout entier avec l'Espagne, un élan d'urbanisation remarquable avec la création d'un ensemble de villes nouvelles à côté des médinas anciennes. C'est cela qui a contribué à l'évolution démographique de la population de Salé qui a explosé de 1912 à 1952 avec un taux d'accroissement de 147 %. Après l'indépendance, l'exode rural continuait et la ville connait une forte croissance démographique qui touche la totalité des zones qui entourent la médina. Salé comptait en 1960 près de 77 000 habitants. La ville connait ensuite deux grandes explosions démographiques entre 1982 et 1994 (environ 77 % d'accroissement avec 252 000 habitants en plus), puis entre 1994 et 2004 (31 % d'accroissement mais plus de 181 000 habitants supplémentaires). À partir de 2004, Rabat qui comptait en 1994 environ 6 % d'habitants en plus, a été rattrapée par Salé qui compte désormais 22 % d'habitants supplémentaires.
Depuis 2014, Salé est la troisième ville la plus peuplée du Maroc devant Meknès et Marrakech. Elle compte 982 163 habitants, pour 213 477 ménages.

### Répartition urbaine
Salé a toujours été considérée comme la sœur rivale de Rabat. Elle dispose d'une culture et d'une identité propres, elle est aussi plus ancienne que Rabat. De tous les quartiers qui la composent, les plus anciens sont ceux de la médina, le mellah ainsi que l'ancien quartier français appelé Rmel (« sable » en arabe) qui comprend une église ancienne .
L’espace urbain de Salé peut être divisé en trois types d’agglomération distincts :
- La médina correspond à l'espace citadin, la ville historique avec ses vieux remparts et ses anciennes portes. Elle constitue, en général, le lieu d’habitation de Salétins qui appartiennent aux Chorfas (aristocratie religieuse), aux Oulémas (savants), aux familles présentes depuis des générations à Salé. Ce site entre dans la catégorie des villes qualifiées par l'historien Ahmed Naciri de hadaria c’est-à-dire la « citadinité »[60].
- L'espace urbain est constitué par les « quartiers autorisés ». Ils sont généralement habités par une population ayant une certaine ancienneté à Salé et faisant partie des catégories socio-économiques aisées (fonctionnaires de l’État, commerçants, etc.)[60].
- La banlieue est formée par des quartiers construits clandestinement. Sous-équipés, ils ne sont pas conformes aux règles urbanistiques. Ils regroupent une population installée récemment à Salé et dont le niveau de vie est généralement en dessous de la moyenne[60].

L'arrondissement de Tabriquet est le plus peuplé et celui de Bettana le moins peuplé. Entre 1994 et 2004 l'écart de population entre ces deux arrondissements a atteint 100 000 habitants. En 1994, Bettana était le troisième arrondissement le plus peuplé de Salé, mais sa population ayant peu augmenté en dix ans, depuis le recensement de 2004, il est l'arrondissement le moins peuplé.
L'arrondissement ayant le plus évolué démographiquement est celui de Hssaine qui, entre 1994 et 2004, a vu sa population plus que doubler, passant de 74 930 à 163 672 habitants. La population des arrondissements de Bab Lamrissa et de Layayda a également augmenté passant de 114 120 à 140 383 pour Bab Lamrissa et de 83 777 à 118 233 pour Layayda.
Depuis le recensement de 2014, la population de Salé a largement augmentée mais contrairement en 2004, les cinq arrondissements de la ville n'ont pas tous évolué démographiquement. En effet, Bettana a connu une baisse inquiétante de population passant de 103 165 à 95 291 habitants.
| Population selon le HCP | Population selon le HCP | Population selon le HCP | Population selon le HCP |
| Arrondissement          | Population en 1994      | Population en 2004      | Population en 2014      |
| ----------------------- | ----------------------- | ----------------------- | ----------------------- |
| Bab Lamrissa            | 114 120                 | 140 383                 | 174 934                 |
| Hssaine                 | 74 930                  | 163 672                 | 214 540                 |
| Layayda                 | 83 777                  | 118 233                 | 153 361                 |
| Tabriquet               | 204 881                 | 234 733                 | 252 277                 |

### Anciennes familles de Salé

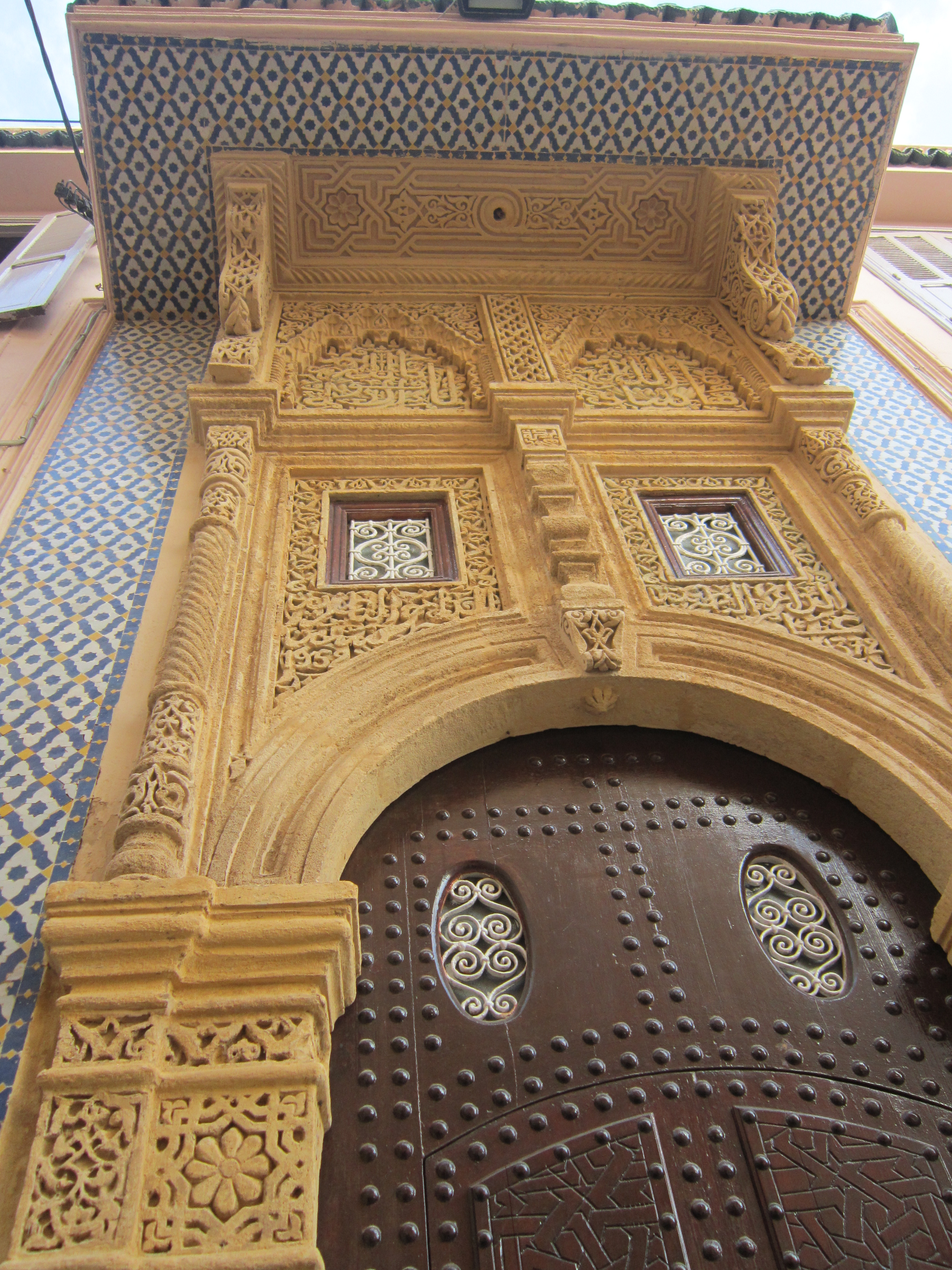
La porte d'entrée de la maison de Jaâfar dans le Derb Qçatla (Quartier Castillan nommé ainsi en souvenir de la Prise de Salé) dans la médina Salé.

Les « anciennes familles », communément appelées Ahl Sala (Les gens de Salé), sont considérées comme salétines de souche. Elles se caractérisent par des spécificités culturelles et historiques qui les différencient des nouveaux habitants de Salé, dits « néo-citadins » ou « urbains », installés dans la ville à la suite des mouvements d'exode rural du XXe siècle.
Salé a longtemps été une ville conservatrice, elle compte ainsi plusieurs familles cherifa (de chorfas) affiliées au prophète ou aux marabouts de la ville. Salé est aussi constituée de familles d'origine andalouses qui ont longtemps formé l'aristocratie des deux rives. La « noblesse » de ces familles provient soit d'un élitisme religieux (chorfas) ou des accomplissements de la famille et leur participation significative à l'histoire du pays. Parmi les grandes familles établies à Salé depuis des générations, on peut citer les Hajji, Sbihi, Belhaj , Mrini, Amar, Benkhadra, Bensaïd, Bouallou, Zouaoui, Chemaou, Kadiri, Alaoui, Hamdouch, Laâlou, Maâninou, Zniber, Fennich, Hassouni, Aouad, Sedrati, Hassar, Semmar , Belkbir et Naciri.

## Politique et administration

### Arrondissements
La ville de Salé est divisée en 5 arrondissements municipaux :
1. Arrondissement Bab Lamrissa
2. Arrondissement Bettana
3. Arrondissement Hssaine
4. Arrondissement Layayda
5. Arrondissement Tabriquet

### Préfecture et gouverneur
La ville de Salé est le chef-lieu de la préfecture du même nom, qui compte deux communes urbaines (Salé, Sidi Bouknadel) et deux communes rurales (Ameur et Shoul). En 2014 la population totale de la préfecture est estimée, selon le dernier recensement national, à 982 163 habitants, pour 231 340 ménages.

### Agglomération
Salé forme, avec les villes de Rabat (incluant les municipalités de Rabat et de Touarga) et de Témara, une agglomération qui, entre les recensements de 2004 et 2014, a connu une hausse de population de 1 613 615 à 1 781 740 habitants.
| Municipalité | Population en 2004 | Population en 2014 |
| ------------ | ------------------ | ------------------ |
| Salé         | 760 186            | 982 163            |
| Rabat        | 621 480            | 573 895            |
| Touarga      | 6 452              | 3 932              |
| Témara       | 225 497            | 313 510            |
| Total        | 1 613 615          | 1 781 740          |

Les quatre municipalités qui forment l'agglomération sont situées dans trois préfectures différentes, celles de Rabat, de Salé et de Skhirate-Témara, qui formaient avec la province de Khémisset la région de Rabat-Salé-Zemmour-Zaër.
Rabat est la capitale politique et administrative du Maroc, chef-lieu de la préfecture de Rabat et, d'après le recensement national de 2004, sixième ville marocaine la plus peuplée, alors que Salé est classée quatrième par la population. Lors du recensement national de 1994 la ville de Rabat était plus peuplée que celle de Salé, ce qui montre l'explosion démographique qu'a connue Salé en regard de la relative stabilité de Rabat dont la population a augmenté de moins de 10 000 habitants en dix ans. Alors qu'elle comptait 35 551 habitants de plus que Salé en 1994, en 2004 c'est Salé qui a 138 706 habitants de plus.
Touarga, la « cité royale » de Rabat, située en plein cœur de la capitale, qui fait partie des quatre communes du Maroc au statut spécial, a même connu de 1994 à 2004 une baisse de population, passant de 8 080 à 6 452 habitants soit une décroissance d'environ 20 %. Témara, chef-lieu de la préfecture de Skhirate-Témara, a également connu une explosion démographique en doublant sa population, qui est passée entre 1994 et 2004 de 130 793 à 225 497 habitants.
En 2014, dans le cadre du recensement général, les villes de Salé et Témara connaissent toujours une augmentation de population, augmentant chacune d'environ 100 000 habitants, tandis que Rabat et Touarga connaissent une baisse de population.

### Maire
Au Maroc précolonial, un pacha, anciennement « gouverneur », était le représentant du sultan dans une ville ou dans une province.
Actuellement[Quand ?], le maire, appelé président du conseil communal, est élu par le conseil communal, pour un mandat de six ans renouvelable. La fonction de maire ne peut être exercée que par un citoyen marocain titulaire de ses droits civils et civiques. Il est secondé par des adjoints également élus par le conseil communal en son sein.
Entre septembre 2015 et 2021, le maire de Salé fut Jamaâ El Moâtassim. Ancien président du conseil d'arrondissement de Salé-Tabriquet et ancien directeur du cabinet du chef du gouvernement, il est membre du parti de la justice et du développement (PJD) et fait, entre autres, partie du Conseil économique, social et environnemental,.

#### Liste des maires
| Période   | Maire              | Parti | Parti    |
| --------- | ------------------ | ----- | -------- |
| 1959-1962 | Ahmed Belyamani    |       |          |
| 1963-1965 | Mohamed Belahcen   |       |          |
| 1965-1976 | Ahmed Aouad        |       |          |
| 1976-1983 | Abdelhamid Belkadi |       | USFP     |
| 1983-1992 | Ahmed Belhaj       |       | UC       |
| 1992-1997 | Abdelouahed Fadel  |       |          |
| 1997-2009 | Driss Sentissi     |       | MP       |
| 2009-2015 | Noureddine Lazrek  |       | RNI      |
| 2015-2021 | Jamaâ El Moâtassim |       | PJD      |
| 2021-     | Omar Sentissi      |       | Istiqlal |

## Économie
En mars 1987, le roi Hassan II inaugure Dar Assikah (l'Hôtel des monnaies), symbole de souveraineté nationale puisqu'il permet au Maroc de produire sa monnaie.
La ville de Salé est la première ville marocaine, méditerranéenne, africaine et arabe à signer la Convention des Maires, projet financé par l’Union européenne dont l'objectif principal est de contribuer au développement durable de l’énergie. Dans le cadre du projet SURE, la ville a abrité les 10 et 11 septembre 2012 les Journées de l'énergie sur le thème Œuvrons ensemble à faire de Salé une ville verte et a été l'hôte de la conférence internationale sur l’énergie des 12 et 13 septembre 2012 sur le thème « Les Énergies renouvelables au service du développement urbain durable : l’expérience de la Ville de Salé ».

### Aménagement de la vallée du Bouregreg

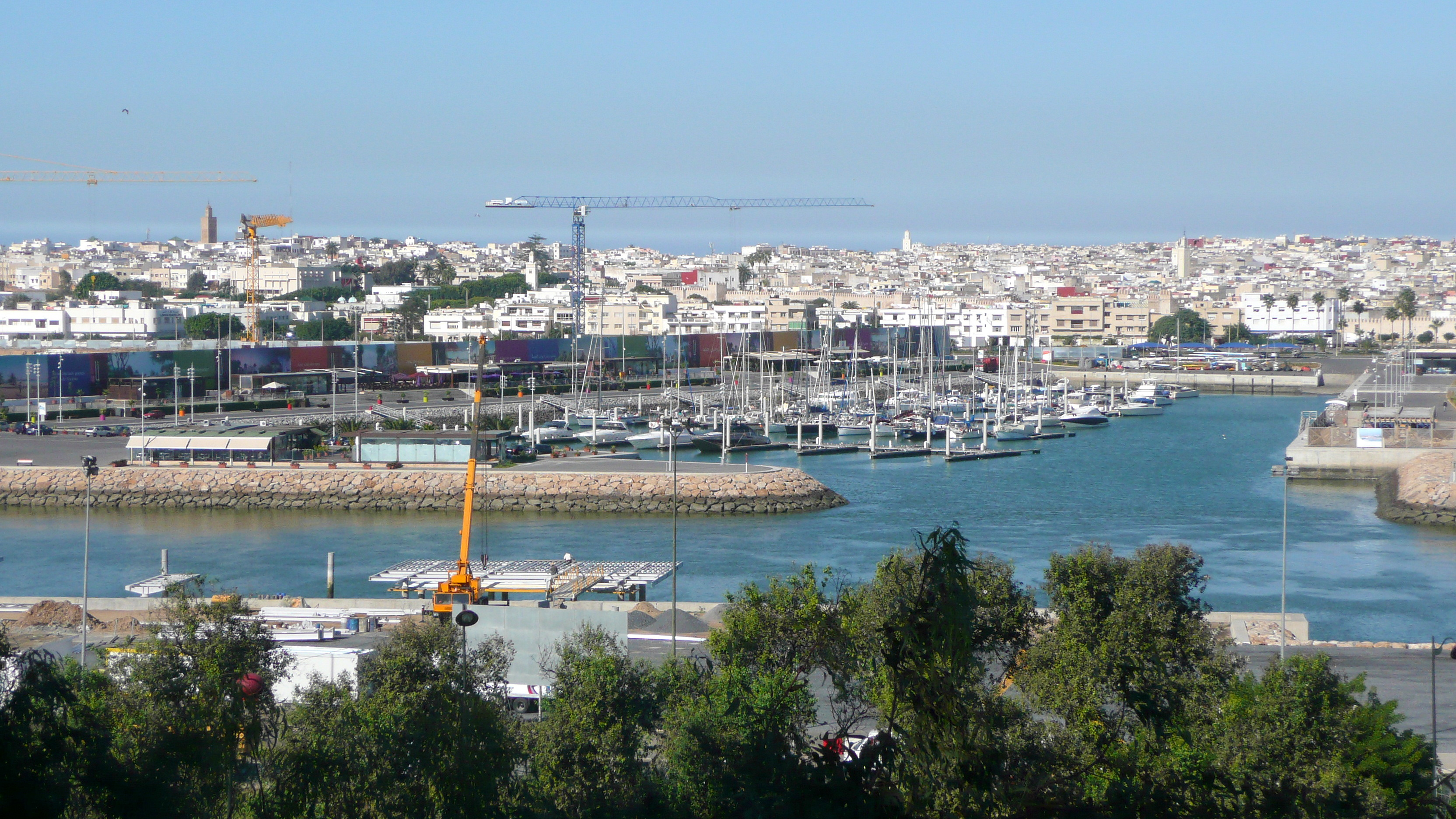
La nouvelle marina de Salé vue depuis Rabat.

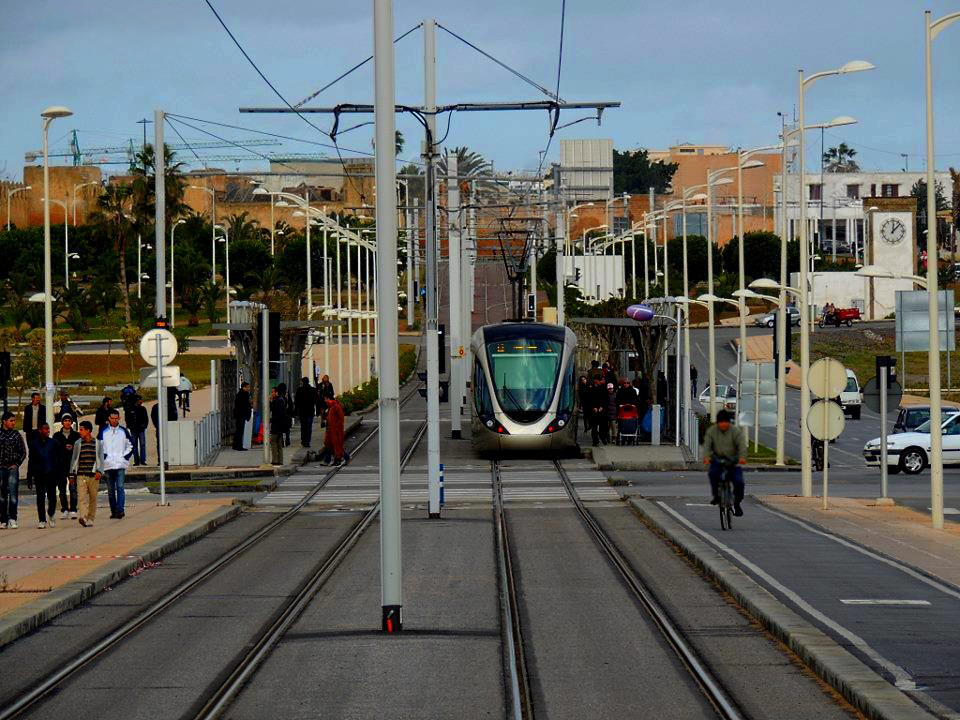
Tramway de Rabat-Salé

Le parc d'attraction « Magic Park Bouregreg » est créé en 2002 sur la rive droite du Bouregreg par la société Découvertes & Loisirs sur l'impulsion de Brahim Zniber, pour un montant de 120 millions de dirhams.
En 2006 est lancé un projet majeur d'aménagement et de développement de la vallée du Bouregreg, qui doit concerner à terme 6 000 hectares pour un montant de 28 milliards de dirhams. Il a pour objectif de remodeler significativement les deux rives du fleuve et devrait permettre à la ville de Salé de connaître à terme un important développement économique. Les travaux ont débuté à partir du 7 janvier 2006.
L'Agence Bouregreg s'est jointe à Al-Mâabar d'Abou Dhabi, afin de créer une cité de 35 ha comprenant des résidences, hôtels, commerces et musées, en plus d'une cité des arts et métiers : Bab Al-Bahr. Elle doit accueillir le 1er hôtel Rotana du Maroc, hôtel 5 étoiles de deux cent cinquante chambres avec salle de sports, piscine, restaurants et espaces « business ».
Le Bouregreg Marina, inauguré en 2007, offre un plan d'eau de quatre hectares et peut accueillir 240 yachts allant de 6 à 30 m ; sa construction a duré sept mois et coûté près de 190 millions de dirhams. Une tour de quatorze étages « Sport Eco City » est prévue.
Parmi les autres projets réalisés par l'Agence, le nouveau tramway, qui relie depuis mai 2011 les deux rives, avec deux lignes d'une longueur totale de 22 km : la ligne 1 (de Madinat Al Irfane à Hay Karima), et la ligne 2 (de l'Hôpital My Youssef à la gare routière de Salé). Les lignes desservent Salé et Rabat selon un axe nord-sud avec un tronc commun de 3 km du centre-ville de Rabat jusqu'à l'entrée de Salé, après le franchissement du Bouregreg via le pont Hassan-II. Les quarante-et-une stations sont desservies par des rames doubles Alstom Citadis d'une longueur totale de 60 mètres.

### Transports

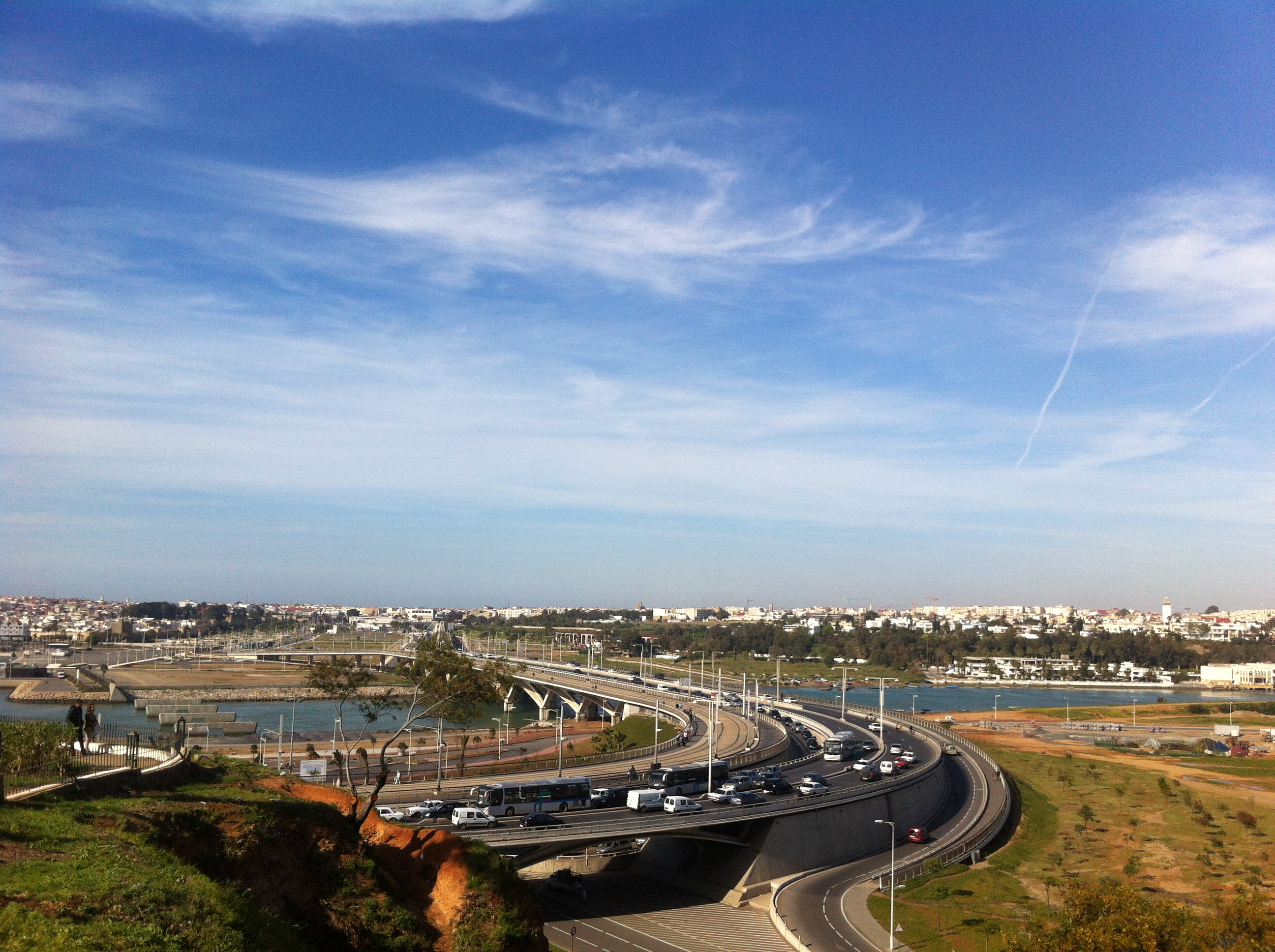
Pont Hassan-II, inauguré en 2011, relie les deux villes du Bouregreg

#### Transport fluvial
Un transport fluvial sur le Bouregreg a existé avec des gabares et des barques ainsi qu'un bac à vapeur qui a assuré le transport des véhicules et des personnes pendant une quarantaine d'années. Ce type de transport est supprimé depuis 2006 pour faciliter le travail de l'aménagement de la vallée du Bouregreg.

#### Transport routier
En 1957 a été inauguré le pont Moulay-al-Hassan, le premier pont routier à relier Rabat et Salé. Pour décongestionner le trafic sur l'axe reliant Salé à Rabat un nouveau pont de 2×3 voies a remplacé l'ancien pont Moulay-al-Hassan (2×2 voies), permettant ainsi un trafic plus fluide sur la traversée du fleuve. De plus, les deux lignes de tramway traversent le Bouregreg en site propre sur un tracé commun, permettant d'assurer le transport collectif des Rbatis et des Salétins mais également de réduire le nombre de bus traversant le pont, principale source de bouchons. Le pont Moulay-al-Hassan détruit en 2012, a été remplacé par le Pont Hassan-II. On compte actuellement plusieurs ponts entre les deux villes, dont un ferroviaire, et le projet d'aménagement de la vallée du Bouregreg prévoit d'en construire quelques-uns de plus. Le pont Moulay Youssef est le plus récent, et a été inauguré en 2014.
Le transport terrestre est le principal. La ville est dotée d'une voie express de 30 km qui fait partie de la Route nationale 1 reliant la ville à Kénitra, ainsi que d'une autoroute de contournement (périphérie de la rocade de Rabat) d'une longueur de 24 km qui donne naissance à l'autoroute A1 reliant Tanger à Rabat.

#### Transport aérien
La ville de Salé est aussi desservie par l’aéroport international de Rabat-Salé, situé à 5 kilomètres au nord-est du centre-ville, qui dispose de deux pistes (une militaire et une civile) ; l’aérogare actuelle est dotée d’une capacité d’accueil de 3,5 millions de passagers par an.

#### Transports urbains
Le réseau de bus de l'agglomération, réaménagé depuis août 2019, comprend une quarantaine de lignes reliant les villes de Rabat, Salé et Témara.
Les deux lignes de tramway de Rabat-Salé desservent les quartiers nord et sud, ainsi que le centre-ville de Salé, et les relient à Rabat.
Salé est également desservie par le rail : le Bouregreg, un RER ferroviaire comprenant six stations dont les deux gares de la ville (Salé-Ville et Salé-Tabriquet). Une gare TGV est prévue en périphérie près de Technopolis. La LGV met Salé et Rabat à une heure de Tanger et à une demi-heure de Casablanca.

### Tourisme

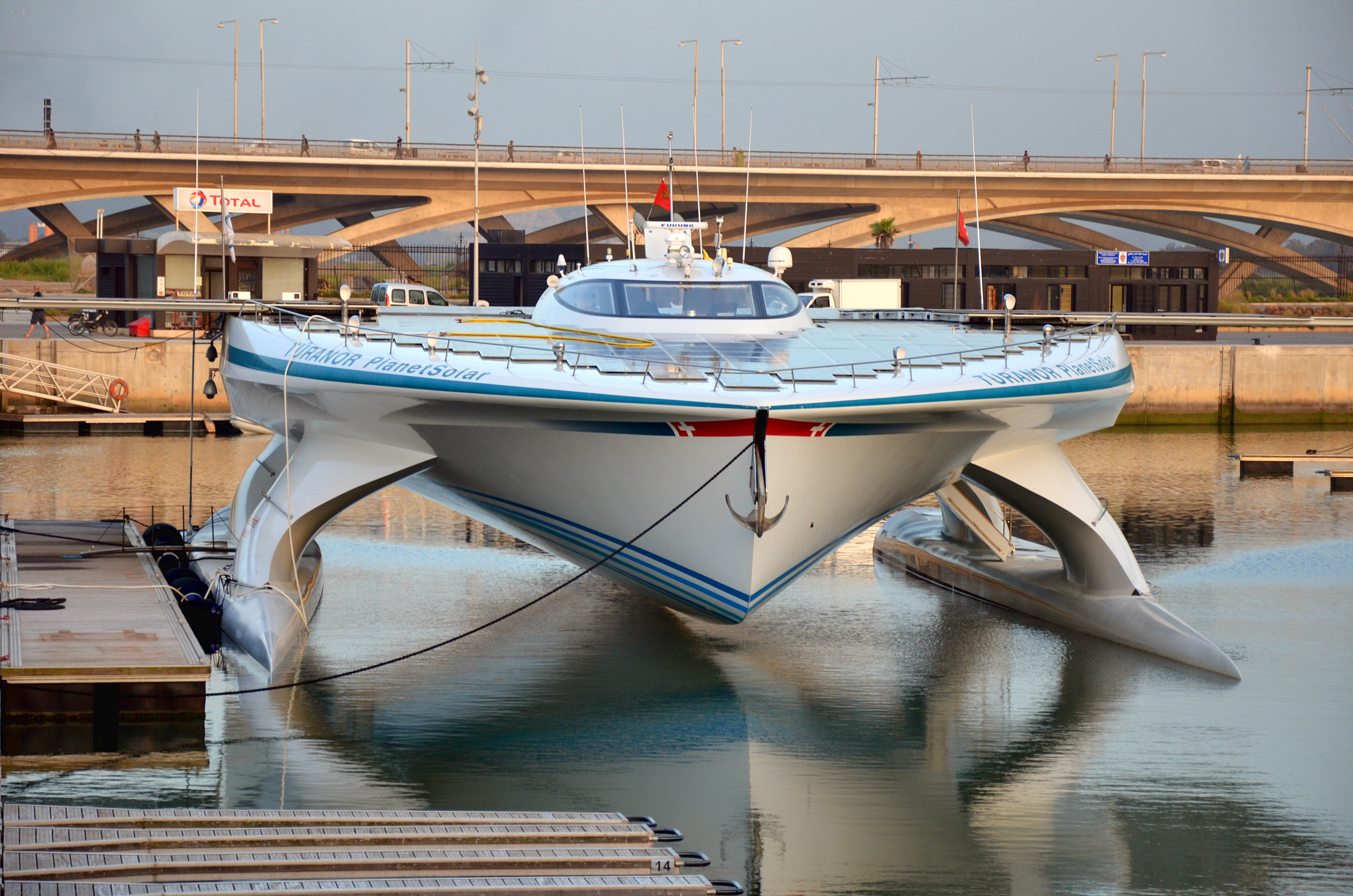
PlanetSolar à la marina

Grâce à ses monuments historiques et son patrimoine culturel, Salé attire de nombreux touristes qui séjournent dans des riads ou des hôtels. La ville abrite une dizaine de lieux d'hébergements.
Avec deux hôtels 4 étoiles d'une capacité de 124 lits, la ville de Salé présente 3 % des nuitées de la conurbation de Rabat-Salé-Skhirat-Témara (17.200 unités) et 2 % des capacités hôtelières.
D'après le recensement national de 2004, il y a 814 résidents étrangers permanents à Salé (ce chiffre exclut les touristes présents seulement durant leurs vacances).
En 2015, l'aéroport international de Rabat-Salé a enregistré l'arrivée de 705 950 touristes, soit une augmentation de 3,18 % par rapport en 2014.

## Culture

### Artisanat

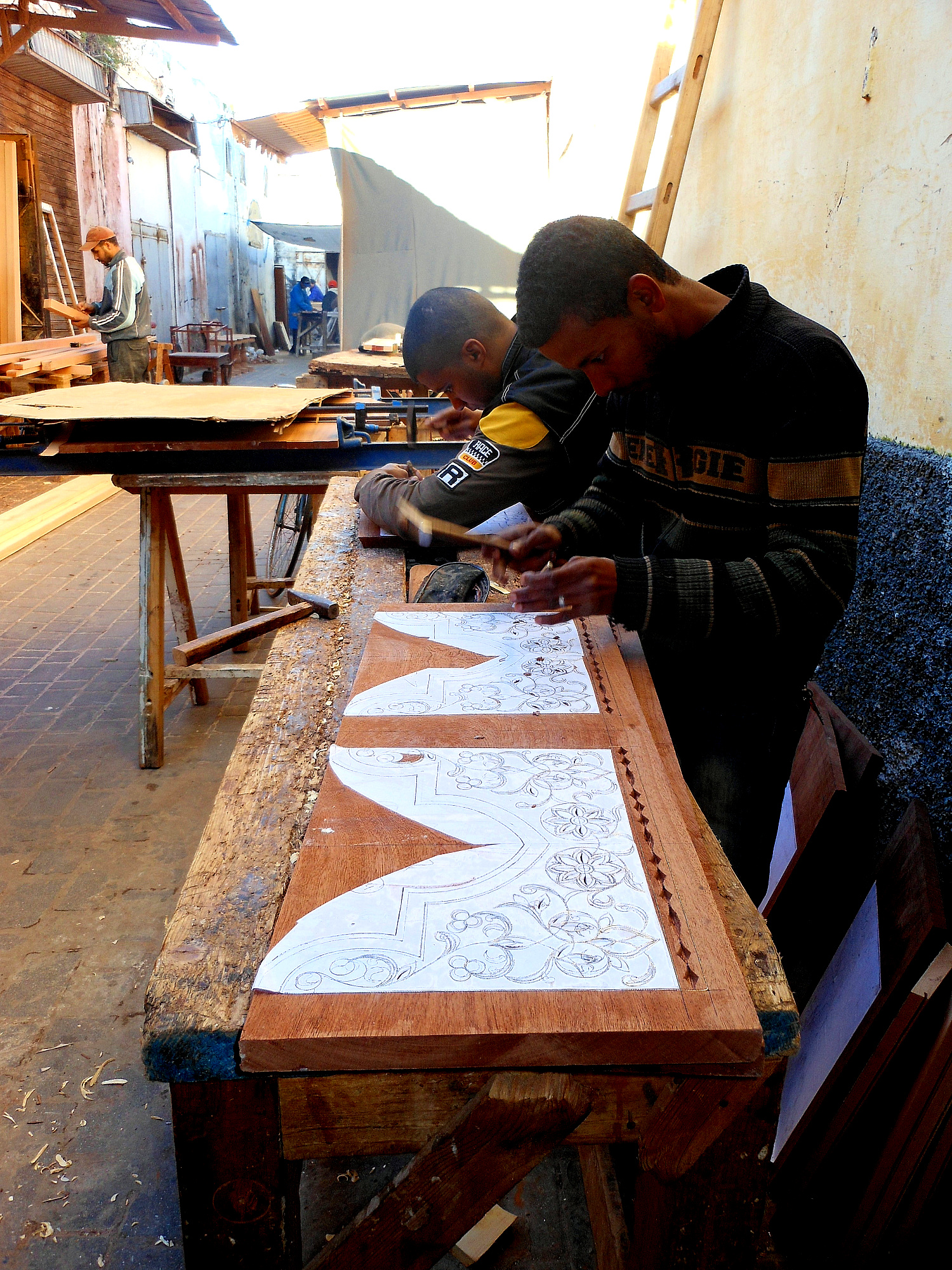
Artisans sculpteurs sur bois de la médina de Salé en 2013.

L'artisanat est le secteur socio-économique le plus important de la ville. Il permet de faire vivre des milliers de familles, et emploie plus de 40 000 personnes. Présent depuis très longtemps, l'artisanat de Salé est réputé pour être l'un des meilleurs du Maroc[réf. souhaitée]. La ville est en effet spécialisée dans plusieurs activités artisanales.
Le travail du bois et la poterie font partie des métiers les plus anciens pratiqués sur le site,. La poterie demeure l'une des spécialités artisanales de la ville. En 1865, on y comptait pour les villes de Salé et Rabat, 250 artisans et 32 ateliers. Avec l'occupation française, l'activité était en chute totale. Depuis l'indépendance, la poterie a repris de plus belle dans la ville. Le travail du bois était très répandu dans l'architecture notamment dans les œuvres décoratives, où la ville était spécialisée. À l'époque des Almohades, puis Mérinides, le travail du bois était à son hégémonie notamment dans le cadre de la construction des flottes des deux dynasties pour la lutte en Andalousie.
La broderie, la dentellerie et la vannerie sont des métiers largement présents dans la ville,. L'art du zellige, ce carrelage émaillé à l'aspect de mosaïque, est très courant dans le style architectural de Salé. Très coloré et décoratif, il est très apprécié depuis les Mérinides et a connu son heure de gloire après l'arrivée des expulsés andalous qui ramènent leur savoir-faire non seulement à Salé mais aussi à Rabat et à Fès. Il est toujours pratiqué.
Salé a aussi comme spécialité la fabrication de tapis traditionnels, les hanbels qui sont les produits artisanaux par excellence de la ville, et les métiers du bâtiment sont un secteur artisanal important, depuis au moins le XIXe siècle, notamment grâce à l'imagination, le goût esthétique et la compétence de ses ouvriers.
Selon l'historien Mohamed ibn Ali Doukkali, Salé et Rabat, sa voisine, ont toujours été à la pointe en matière de tannerie et de traitement du cuir. Vers 1850, on comptait plus de 40 tanneries dans les villes de Salé et Rabat, qui employaient 200 hommes. La tannerie et le travail du cuir des villes de Salé et Rabat, ont été notamment durant une grande partie du XIXe siècle, très prisés dans l'ensemble du Maroc. Cependant, vers 1880, les villes de Fès, Marrakech et Tétouan ont commencé à concurrencer les tanneurs de Salé, transformant cette industrie en activité saisonnière. L'activité du cuir a connu de son côté une profonde chute à partir du début du XXe siècle au point qu'il ne restait plus qu'une petite centaine de vieux maîtres artisans dans la ville à la fin des années 1920.

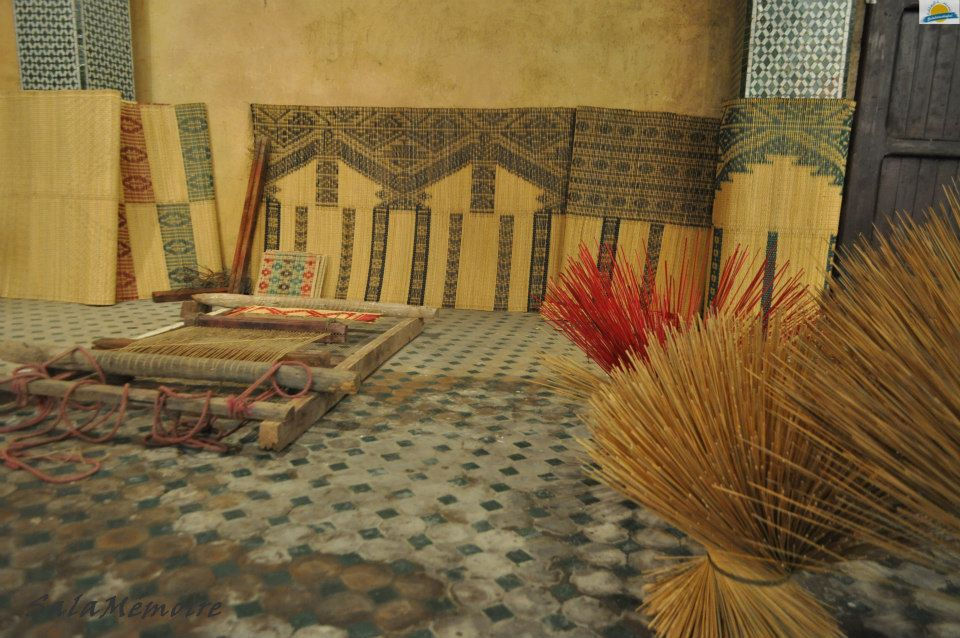
La fabrication des nattes est une spécialité de Salé, musée Bab rl-Khemiss.

Salé et Rabat ont été également connues pour leur fabrication de sandales et autres chaussons ; au XIXe siècle, leur exportation concernait l'Angleterre et l'Égypte grâce à l'existence de plus de trois cents fabriques. En 1872, les deux villes comptaient 700 ateliers d'où travaillaient plus de  3 000 ouvriers. L'invasion des chaussures en plastique japonaises dans les années 1920, la fermeture des marchés du Moyen-Orient et d'Afrique subsaharienne, l'importation de chaussures européennes, et la concurrence des autres villes, met fin à l'hégémonie dans cette activité des deux villes.
La fabrication de nattes y est aussi florissante jusqu'aux années 1960, le jonc poussant alors à foison au bord du Bouregreg. Ces nattes ont été introduites par des immigrés andalous, faisant de cette activité, une spécialité de Salé. Vers 1913, cette industrie employait 200 ouvriers pour un nombre de 30 ateliers à Salé. Avec l’avènement des machines, de la tapisserie, et de la moquette, l'activité est en voie de disparition.
L'industrie du textile était la principale activité de la ville. Elle rapportait également le plus. Entre le XIVe siècle et la fin du XIXe siècle, Les métiers du textile (le lainage, le lin et le drap coton), connaissaient une hégémonie sans pareil, au point que la seule ville de Salé, comptait près de 600 fabriques selon Mohamed ibn Ali Doukkali. Au XIVe siècle, Le poète andalou Lissane Eddine ibn al-Khatib qualifiait Salé, de « gisement de coton et de lin ». Un siècle plus tard, Léon l'Africain indiquait également que la majorité des habitants de la ville travaillaient le textile. Toutefois, l'activité connait une chute totale au début du XXe siècle, à cause de la pénétration à profusion de produits textiles européens dans le pays, concurrence qui met fin à l'activité du textile dans la ville.

### Gastronomie

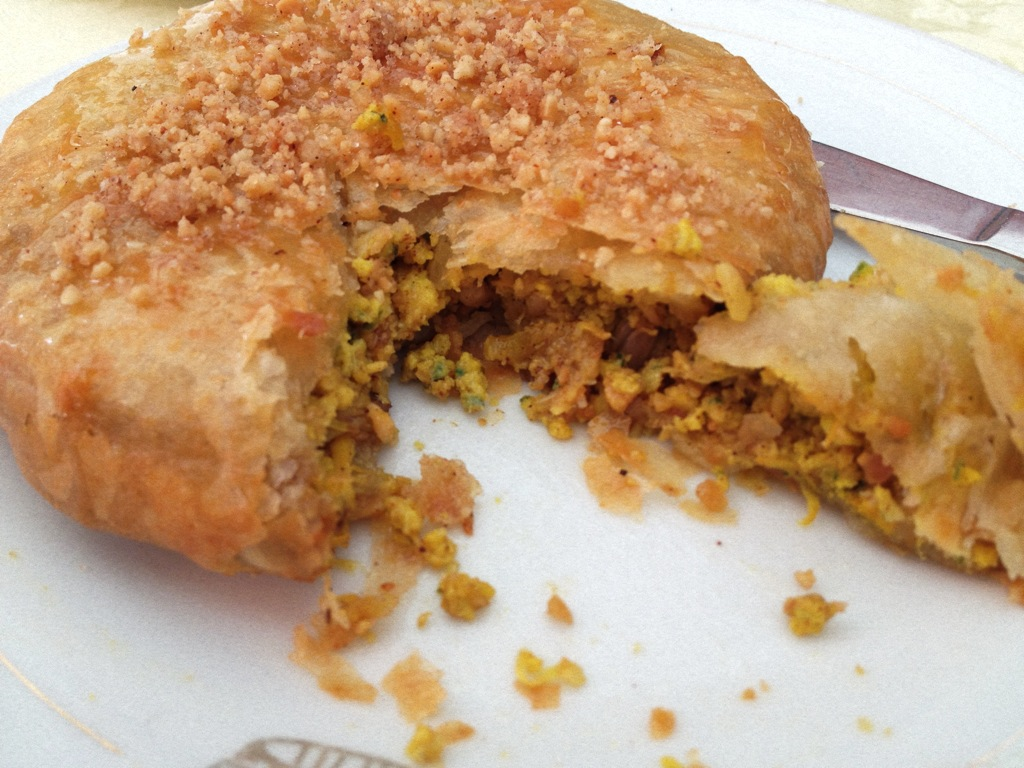
La pastilla, plat marocain qui aurait été transmis par l’arrivée des maures andalous.

La gastronomie occupe une bonne place dans la tradition salétine. Plusieurs plats ont été introduits par les expulsés d'Espagne comme la pastilla, qui serait d'origine andalouse, composée d'une fine pâte feuilletée farcie de pigeon et d'amandes ; c'est le fameux salé-sucré à la marocaine. Comme partout au Maroc le couscous reste emblématique, parfois accompagné de tfaya : oignons et raisins secs caramélisés agrémenté d'œufs et d'amandes. Pendant le mois de ramadan le couscous est dit des « sept légumes » car il est traditionnellement agrémenté de sept légumes différents voire plus. Durant ce même mois, le zamita (gâteau sucré d'apparence chocolaté, très épicé parfois préparé à l'aide de plantes médicinales) est très apprécié, sans oublier le sfouf mangé avec un verre de lait frais. Toujours dans le cadre du sucré, on trouve les leqli ou chebakias (gâteaux frits dans l'huile et enrobés de miel) ou encore le fameux baghrir (petite crêpe en nid d'abeille servie avec du beurre fondu et du miel) qui tapisse les tables du jour de l'Aïd al-Fitr, tous délices appréciables seulement avec un bon verre de thé à la menthe comme l'exige la coutume. Pour le salé, lamqila (viande d'agneau cuite avec de la graisse et de la coriandre sèche) reste très prisée. Le tajine de poulet avec du citron et des olives est aussi très savoureux.

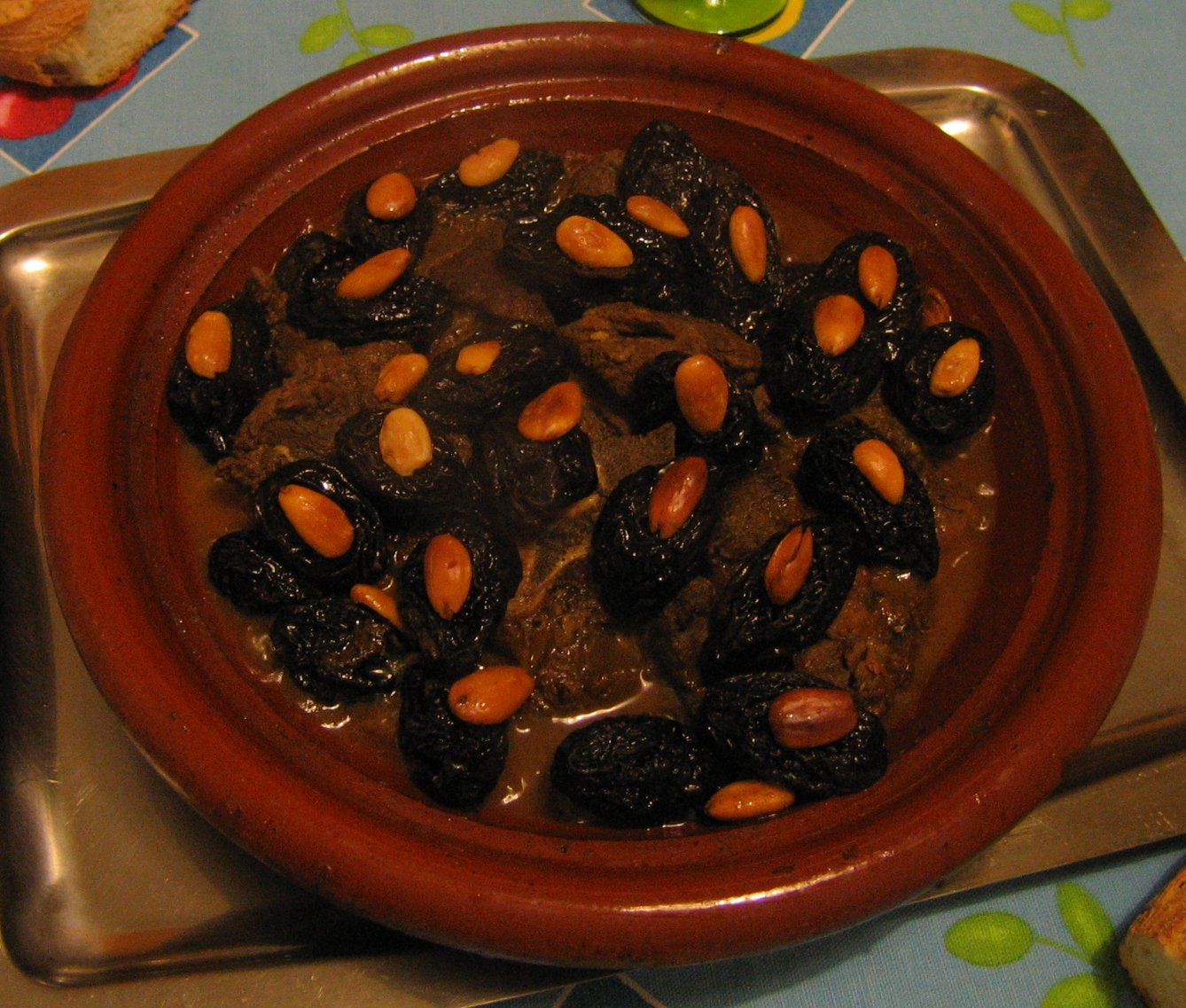
Tajine, plat traditionnel maghrébin. Les Salétins rajoutent du poulet, du citron ainsi que des olives dans ce plat.
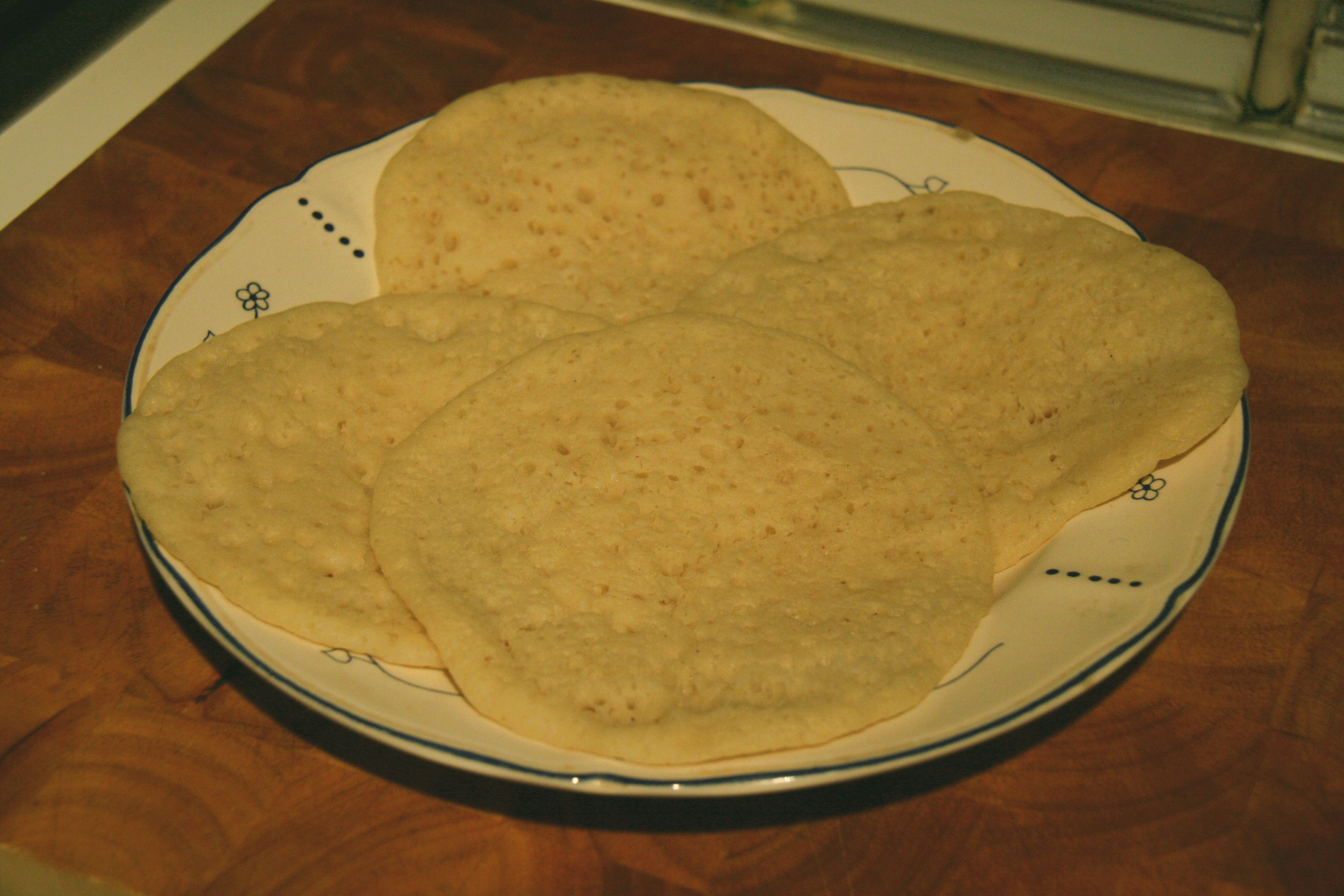
Baghrir, sorte de crêpe utilisée traditionnellement pendant le ramadan dans tout le Maghreb.
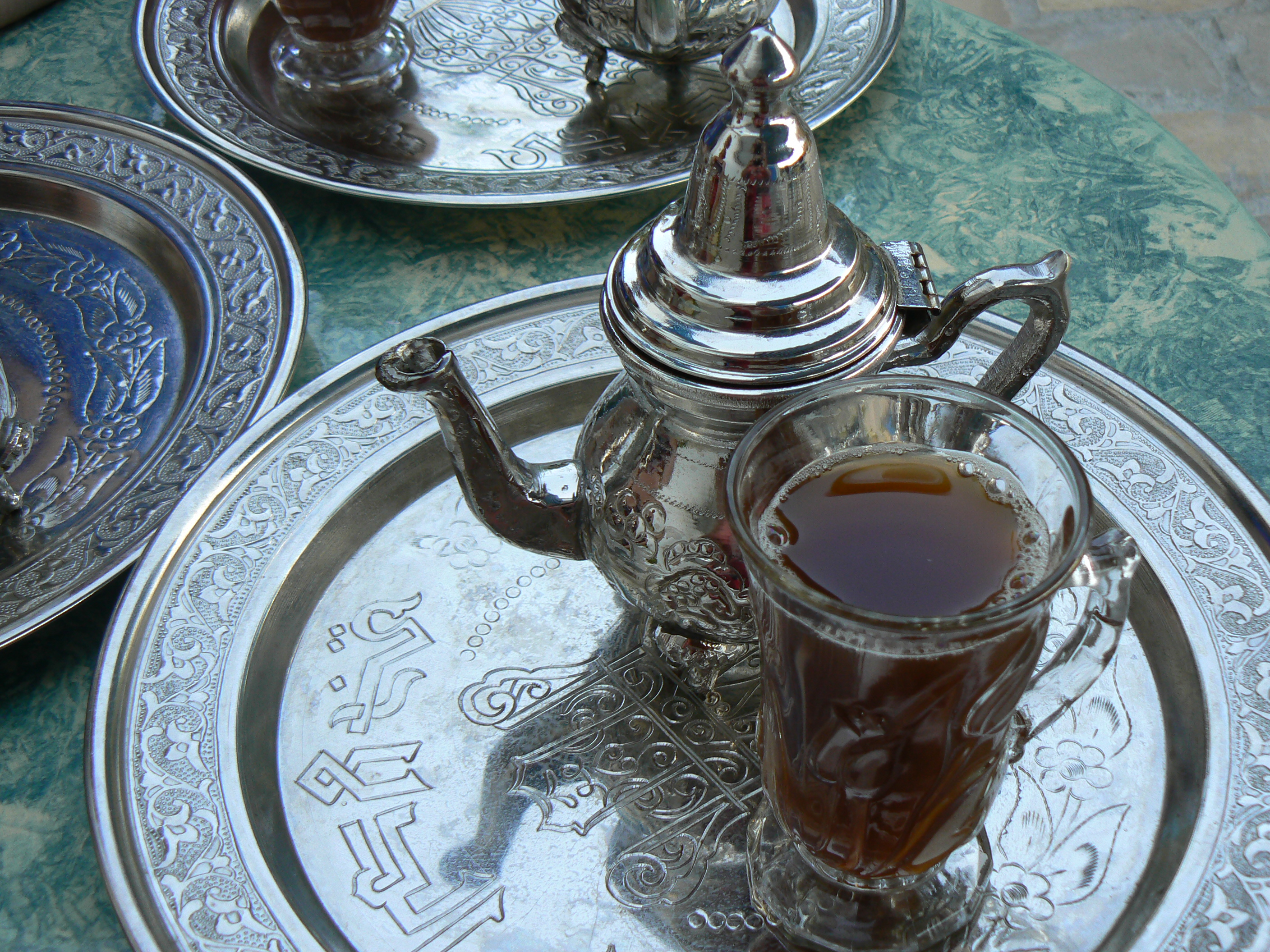
Le thé à la menthe, très populaire dans l’ensemble du Maroc.
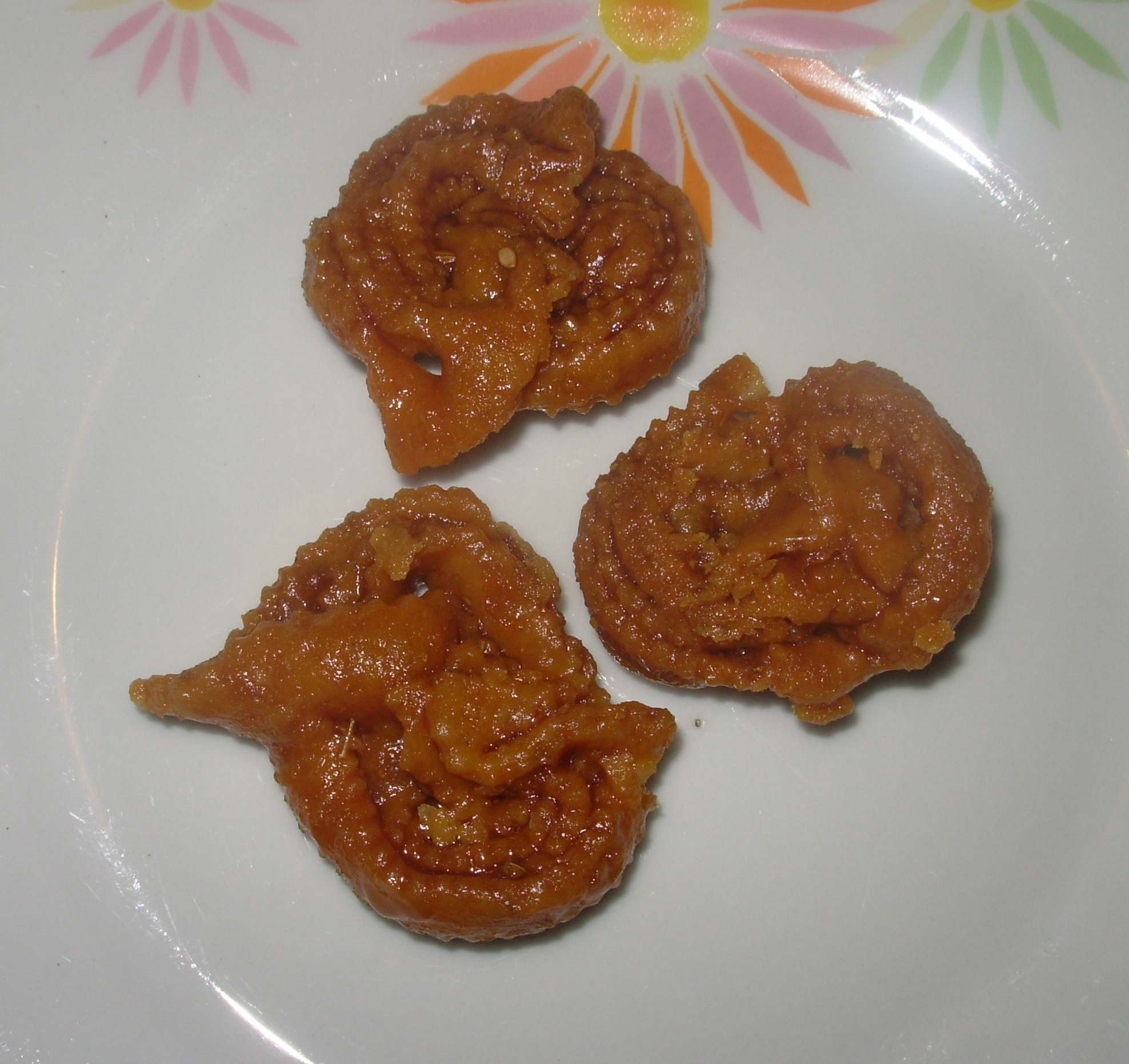
Des chebakias (appelés leqli à Salé), pâtisserie marocaine préparée généralement pendant le ramadan.

### Musique et poésie

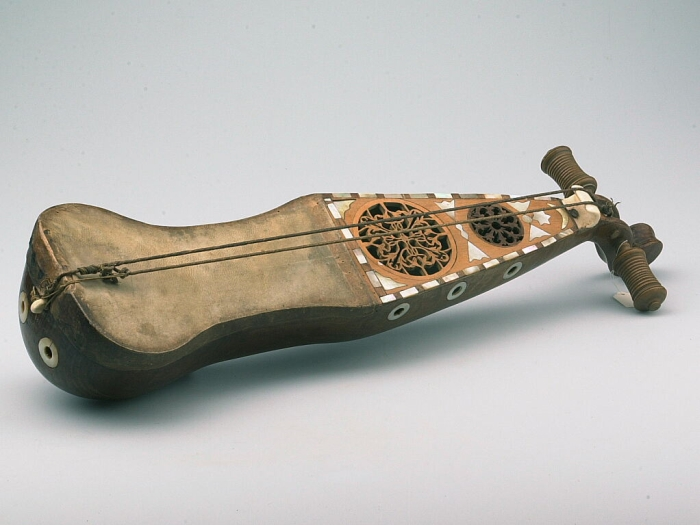
Le rabâb, un instrument de musique souvent utilisé dans la musique andalouse à Salé.

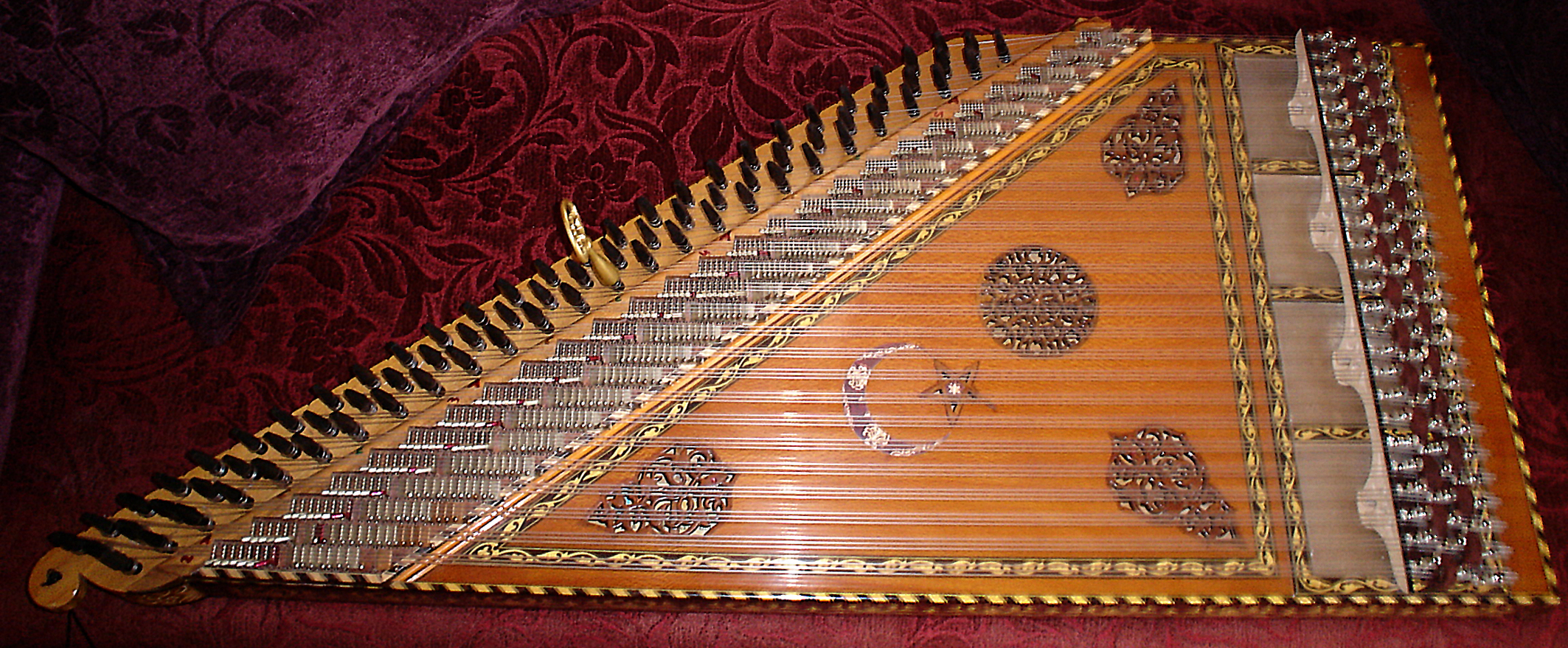
Le qanûn très utilisé dans la musique gharnati à Salé comme à Rabat et Fès.

La musique dominante à Salé est la musique arabo-andalouse (arabe : الطرب الأندلسي), aussi appelée al-ala, al-andaloussi ou encore gharnati. Elle est l'héritière de la musique chrétienne pratiquée en Espagne et au Portugal avant la Reconquista et de la musique maure musulmane transmise à Cordoue et Grenade depuis le califat abbasside. À la suite de la chute de Grenade, les expulsés morisques et les Juifs sépharades la ramènent à Salé comme à Rabat, à Fès et à Tétouan. Elle est composée de formes poétiques telles que le muwashshah ou le zadjal (l'une des sources des Cantigas de Santa Maria du roi Alphonse X de Castille, du flamenco et des chansons de troubadours). Ces productions poétiques et musicales sont en rupture avec la poésie bédouine, première source d’inspiration du Melhoun qui en fut profondément et définitivement transformé.
Plusieurs instruments traditionnels sont pratiqués dans la ville de Salé : le riqq, le naqarat, la darbouka, le qanûn, l'oud, le violon (tenu sur la jambe à la manière traditionnelle marocaine) et le nay. Parmi les instrumentalistes illustres de Salé figurent Salah Cherkaoui dit Cherki le virtuose du Qanûn, Houcine Slaoui qui se démarque en s'attaquant à la musique populaire, Hajj Ahmed Zniber, talentueux musicien du gharnati et précurseur de l'utilisation du qanûn dans la musique moderne, Mohammed Baroudi, un expert de Al-Ala. On peut aussi citer des spécialistes du Malhoun : Cheikh al-Barri, Mohammed Chlih, Larbi Maâninou, Hassan Yacoubi, Cheikh Mohammed ben Ghanem, Cheikh ben Aissa et Cheikh Haj Mohammed Bensaid.
Une particularité de Salé depuis l'époque ancienne, c'est d'être un berceau de l'art du samae (louanges et panégyriques chantés en chœur),. Salé fut aussi le berceau de nombreux poètes depuis les Mérinides. Mohammed ben Siwar al-Ichbouni, qui a écrit (en hommage à Aboul Abbas Ahmed ibn Kassim ibn Achra) : « J'aime Salé parce que tu es de Salé. Car tout ce qui est de Salé m'est cher » est l'un d'eux. Il y a aussi Ibn Bakki, qui résidait à Salé chez le cadi Aboul Abbas Ahmed ibn al-Kasim ibn Achara, ou encore Aboul Hassan ben Abi al-Homara.

### Traditions et coutumes

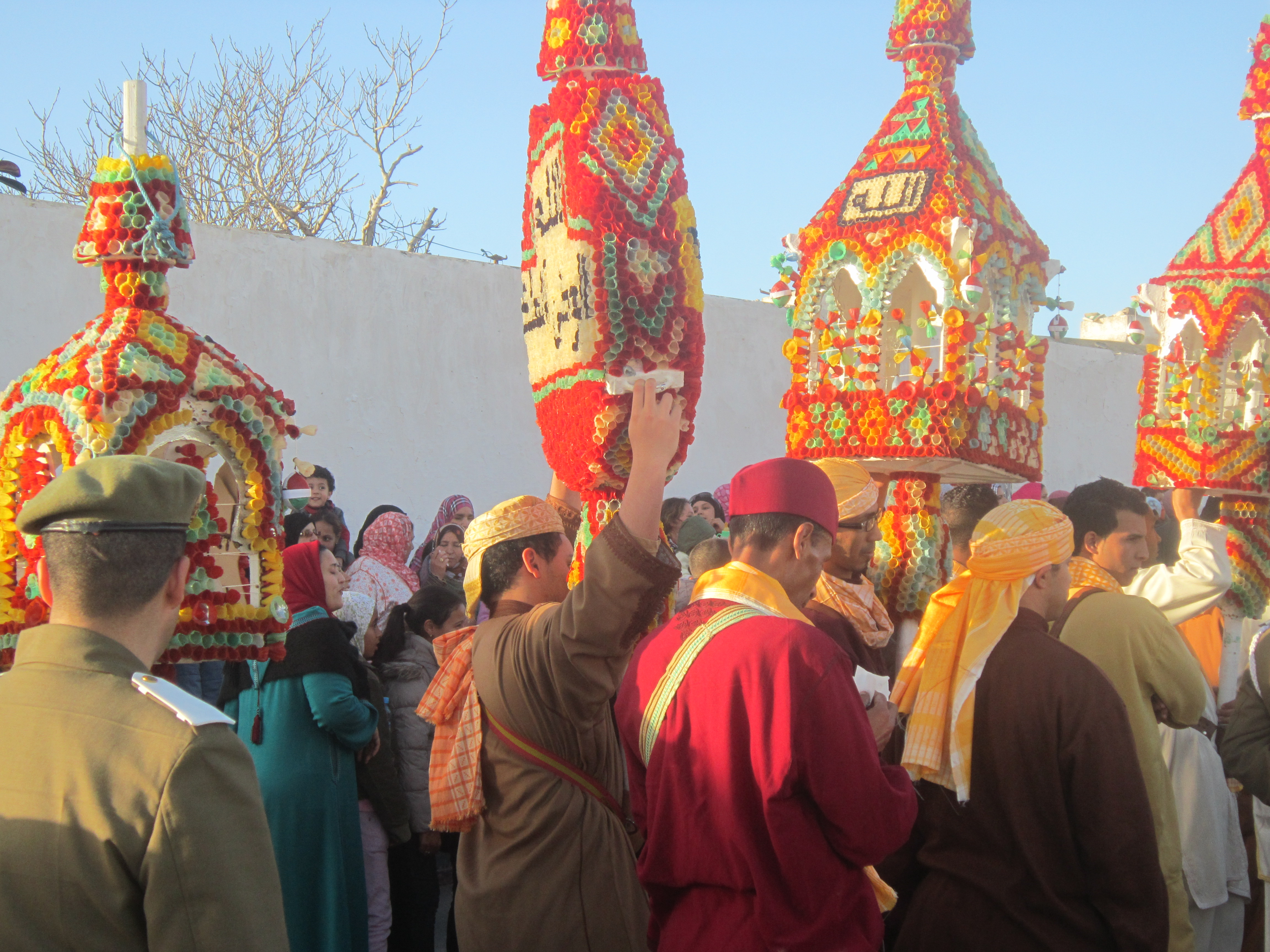
Moussem des cierges.

La ville de Salé compte de nombreuses traditions et coutumes. Parmi-elles, la procession des cierges de Salé. Cette tradition salétine remonte au règne d'Ahmed al-Mansour Addahbi, (sultan de 1578 à 1603) qui a été très impressionné durant son exil en pays ottoman (de 1557 à 1576) par la procession des cierges organisée à l’occasion de l'Aïd al-Mawlid, qui célèbre la naissance du Prophète. Aussi décide-t-il d'introduire au Maroc cette cérémonie, qui est organisée la première fois dans la ville de Marrakech puis à Salé en 1569. La tradition s'est ensuite répandue dans tout le Maroc.
D'autres traditions et coutumes se manifestent durant le mois sacré de ramadan. Lors de ce mois sacré, les Salétins prennent le temps de se recueillir, de lire le Coran et de réciter les invocations recommandées par le prophète Mahomet, un chapelet à la main.
Pour l’accueillir, le 29 chaabane, un groupe de neffara, scrute le couchant depuis le minaret de la grande mosquée. Dès l'apparition du premier croissant de lune, ils courent annoncer le début du mois de ramadan en disant : Naâm Allah m’sakoum Ramdan ha houa jakoum !
Ce groupe réveille les dormeurs avant l'aube pour le sahur (le repas de l'aube), certaines personnes se retirent alors dans les mosquées ou dans d’autres lieux saints (les zaouïats) au cours de ce mois sacré, plus particulièrement vers les dix derniers jours, pour consacrer leur temps à la prière, c’est le Iεtikāf.
Le moment du moughroub ou de l’iftar (la rupture du jeûne) est marqué par un enchaînement de coups de canons tirés depuis les forteresses de Sidi Benacher.
Après l’iftar, des soirées de musique andalouse, de madih ou de malhoune sont organisées pour le plaisir de tous.

### Lexique salétin
L'arrivée à Salé de certains Andalous puis des Morisques expulsés d'Espagne a beaucoup influencé le parler de l'époque. On trouve ainsi des emprunts à l'espagnol ou au turc (expliqué par la venue de certains corsaires ottomans). Les tournures issues de l'arabe andalou y sont particulières ; elles ont tendance à féminiser, enjoliver ou utiliser des diminutifs pour les mots : on a ainsi chjira pour chajara (« arbre »), tfifha pour touffaha (« pomme »). Ce parler s'est façonné au fil du temps jusqu'à créer un dialecte propre à la ville que l'on entend toujours au bout de la langue des « purs Salétins »,.

### Festivals et événements

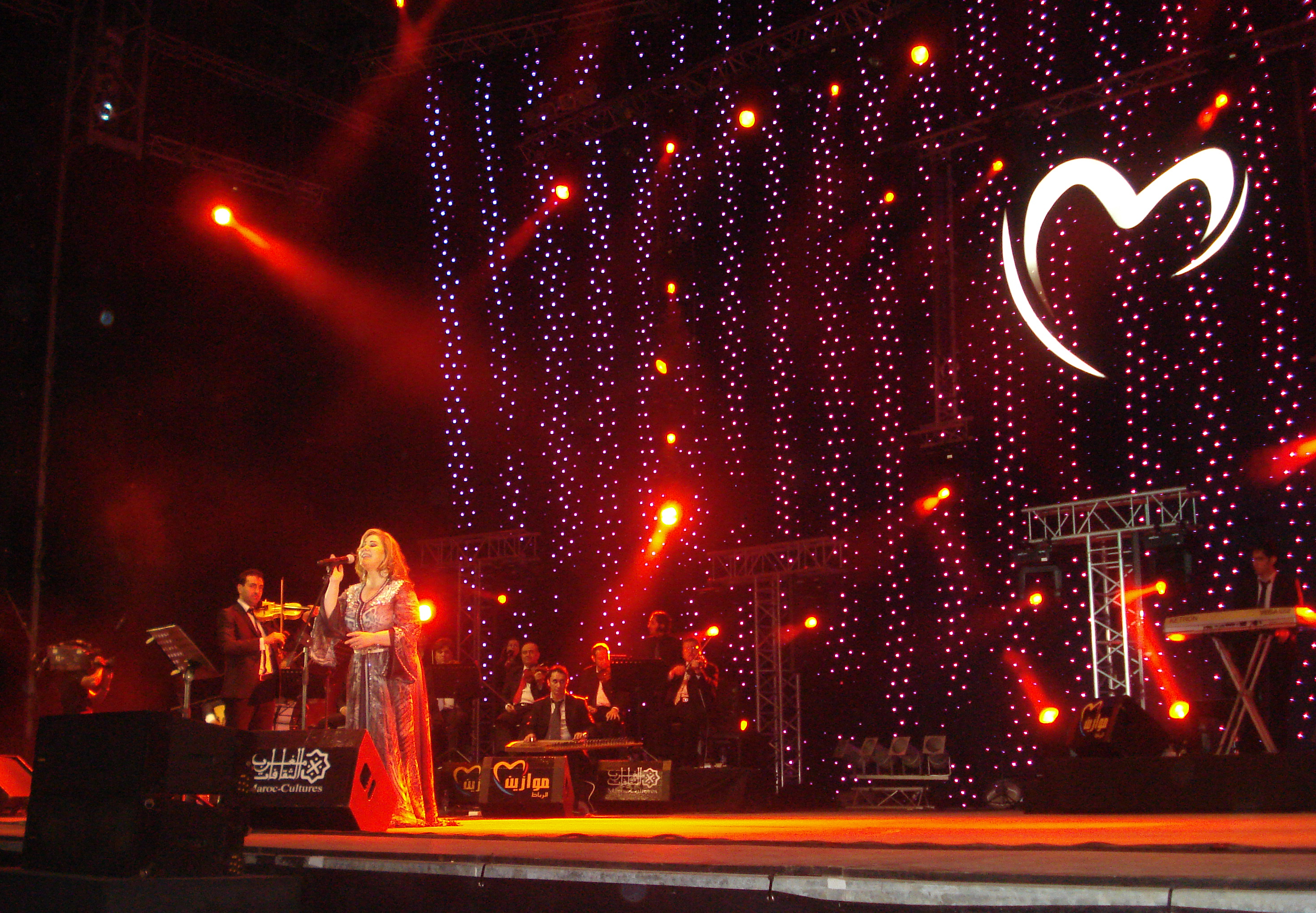
Édition 2011 du Festival Mawazine.

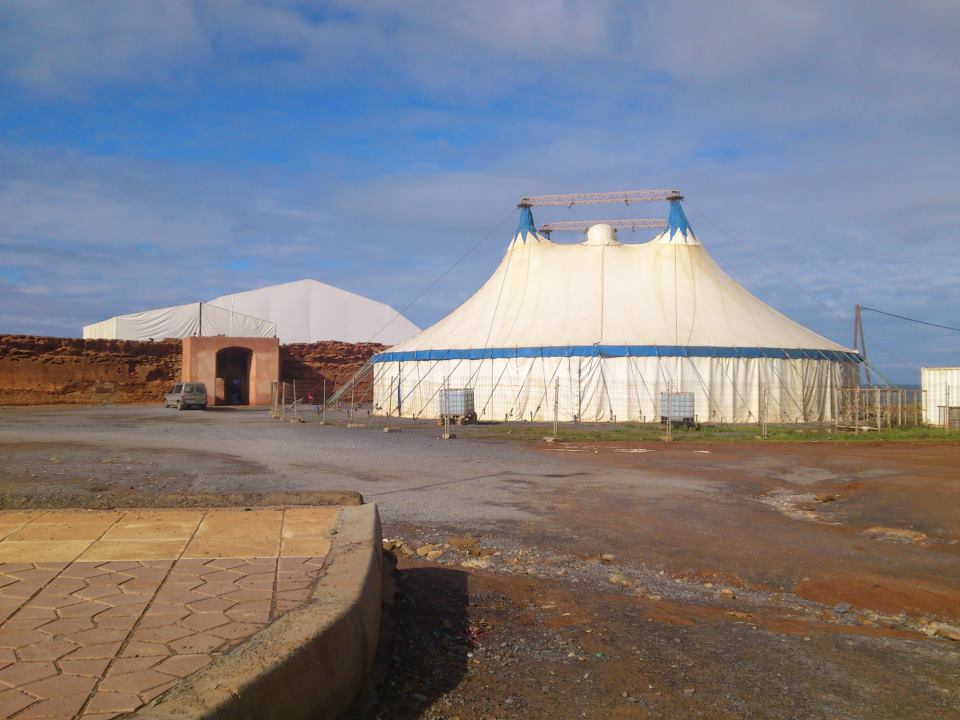
Festival Karacena à la Kasbah des Gnaouas devant le Cirque Shems'y.

Salé est une grande ville abritant plusieurs festivals et évènements, quelquefois au côté de la ville-sœur Rabat. Ainsi, le Festival Mawazine, créé en 2001, se déroule conjointement dans les deux villes. Il est présidé par un proche du roi, Mounir Majidi, et accueille plusieurs cultures musicales du monde, devenant de ce fait un festival international.
Le Festival international du film de femmes de Salé, autre grand festival organisé depuis 2004 par l'Association Bouregreg, connait depuis 2009 un rythme annuel. La dixième édition s'est déroulée du 16 au 21 septembre 2016.
Le Festival Karacena, festival artistique qui a lieu tous les deux ans dans la ville de Salé depuis 2006, est organisé sous le haut patronage du roi Mohamed VI par l'Association marocaine d’aide aux Enfants en situation précaire.
Le Maroc Hit Parade est organisé depuis 2008 sur les deux rives du Bouregreg à l'occasion de la fête de la musique. Regroupant de jeunes artistes et des groupes de musique urbaine marocains, il a la particularité de durer deux jours, les 20 et 21 juin.
En 2009, la ville de Salé a abrité la première édition du festival Ramadan de Salé et a accueilli plus de 300 artistes dont : Jil Jilala, Lemchaheb, Abdelouahed Tetouani, Mohamed El Ghaoui, Bachir Abdou, etc. Le festival a rendu hommage à Mohammed Hassan El Joundi, Mohamed El Jem, Mohamed Benghmouch et Thami Belhaouate,.

## Architecture et urbanisme

### Médina

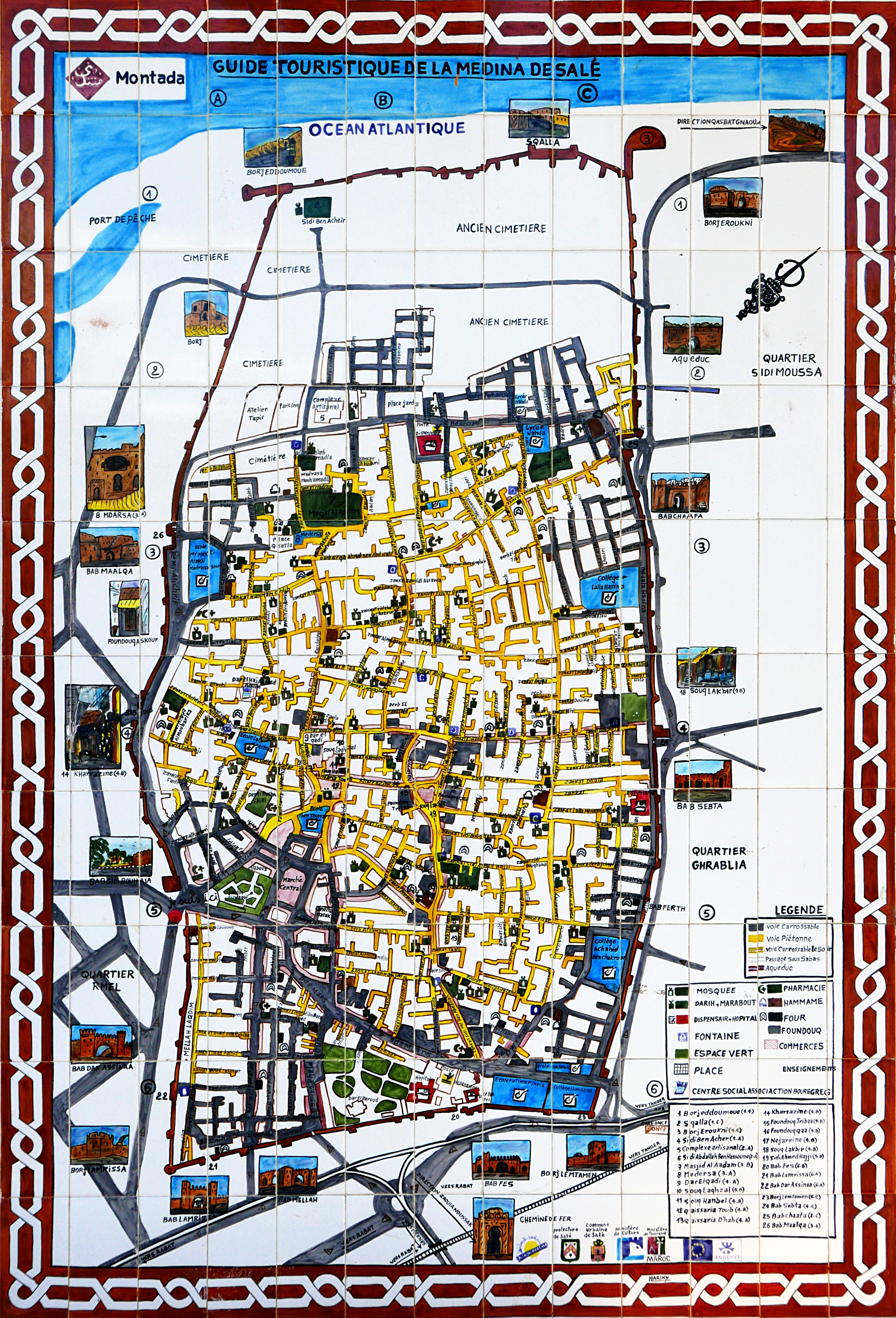
Carte de la Medina de Salé.

La médina de Salé a été fondée au début du XIe siècle par les Ifrénides, il s'agit de la plus ancienne médina littorale du Maroc. Elle s'enorgueillit de fontaines, de riads, de zaouïas, de mausolées et de mosquées. La porte Bab el-Mrissa, près du centre-ville, permet de pénétrer dans la médina. Elle compte plusieurs quartiers qui ont été fondés par les différentes dynasties contrôlant la ville. Elle a connu son essor sous les Almohades et Mérinides, qui ont laissé des monuments exceptionnels à la ville. Tant sur le plan religieux, que militaire et économique, les monuments historiques de ville sont nombreux.
Le tissu urbain de la médina s'organise autour d'un pôle religieux et culturel au nord-ouest, un pôle économique au sud-est, où se concentre la majorité des souks tels Souk Lakbir et Souk Laghzal, puis les kissariats (galeries marchandes traditionnelles). La médina était divisée en plusieurs zones. La zone riche à l'ouest regroupait les citadins de la société bourgeoise, tandis que la zone du nord-est regroupait plutôt les nouveaux habitants de la ville relativement pauvres et généralement des ouvriers agricoles de la campagne. Ces zones populaires contrastaient avec la société urbaine relativement ancienne de la ville. La médina regroupait plusieurs quartiers, et la séparation entre citadins et ruraux étaient assez présents. Parmi-eux se trouve le quartier Qçatla, déformation de Qashtala qui signifie « Castille » en arabe. Ce « quartier castillan » est l'ancien quartier andalou où se sont installées depuis l'ère mérinide plusieurs familles citadines d'origine andalouse comme les Bensaid, Semmar, Zniber ou Fennich par exemple.
Le mellah de Salé est l'ancien quartier juif où avait été déplacée une importante communauté juive lors de sa fondation en 1807, sous le règne de Moulay Slimane dans le but de l'éloigner des quartiers musulmans,.

#### Souks

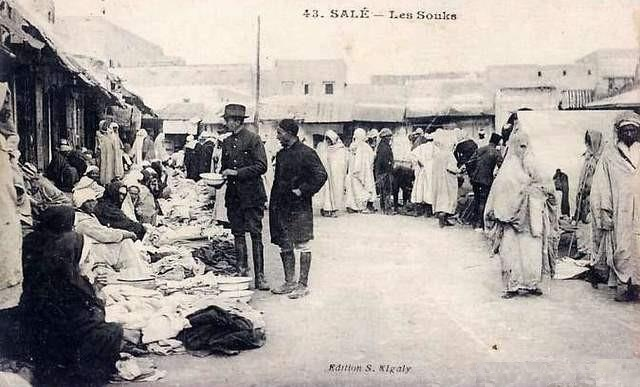
Place du souk El-Kebir vers 1920.

Les souks de Salé tels le Souk Lakbir et le Souk Laghzal sont aujourd'hui parmi les plus authentiques et les plus anciens du Maroc. Protégées par la muraille érigée contre les attaques des flibustiers espagnols, les étroites ruelles couvertes de bois de thuya datant parfois d'au moins cinq siècles abritent les échoppes de tissu, de babouches, d'épices ou celles de bijoux autrefois tenues par les juifs.
Organisé par quartiers et par métiers, les souks de Salé jouissent d'une bonne popularité grâce à leur artisanat et leur culture. La qissariya (souk de tissus) vend des tissus et des bijoux. En 1912, la rue des vendeurs de fils et presque la moitié de la rue des cordonniers étaient considérées comme partie intégrante d'un souk de tissus (qissariya) qui s'étendait sans interruption sur environ 2 500 m2. Plusieurs rues se croisent dans ce souk, les principales étant la rue des kharrazines (cordonniers) et celle des charratines (vendeurs de fil de soie). Le Souk Laghzal est un marché de ventes aux enchères ; la laine brute ou teinte en tas y est également vendue. Ce fut la première grande place de Salé.
Kissaria As-sawari (le souk des colonnes), est le centre principal de vente des tissus et lainages, une vingtaine de boutiques y seraient ouvertes. Le grand marché (Souk El-Kbir), est spécialisé dans la vente de tissus et vêtements traditionnels tels les djellabas, les babouches et les fez. Ce souk est un ancien marché d'esclaves chrétiens. Le Souk Sebt (marché du samedi) n'est ouvert que ce jour-là. Le Souk El-Attarine est l'un des principaux marchés d'épices.
Le Souk el-Merzouk est réservé aux bijoutiers, aux nattiers et aux vanniers. Le Souk Lakhmiss, l'un des plus anciens de la ville, vend essentiellement des plantes. Le Souk Alimentaire est spécialisé dans la vente de produits alimentaires, en particulier des spécialités d'origine salétine ainsi que des épices. Le souk des bijoutiers, qui ne sont pas fabricants mais offrent des pièces réalisées à Casablanca et Fès ou importées, est constitué de plusieurs dizaines de boutiques et très fréquenté le soir, notamment pendant les week-ends et la « belle saison […] des mariages ».

#### Remparts et portes

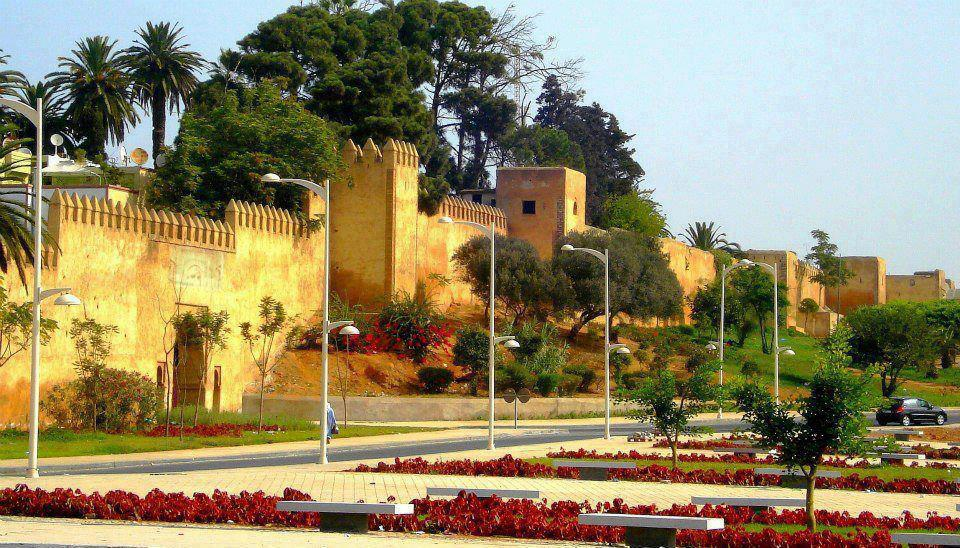
Vue sur les remparts.

L'enceinte de la médina est formée d'un ensemble de remparts, de fortifications et de bastions, classé monument historique en octobre 1914. Sur le plan architectural, elle est « flanquée de tours barlongues et ponctuée par des portes urbaines dans la pure tradition des enceintes médiévales de l’Occident musulman » et « compte parmi les ouvrages défensifs islamiques les plus anciens du Maroc ».
Les remparts ont 3 560 m de long et près de 12 m de hauteur et délimitent un domaine de quatre-vingt-dix hectares. Ils sont renforcés par un dispositif défensif composé de cinquante-cinq tours rectangulaires, construites à intervalles irréguliers et de cinq bastions fortifiés, les Scalla, caractéristiques de l'architecture militaire.
La première enceinte de la ville, dont on ignore le tracé, semble avoir été construite sous les Almoravides. À la suite de la prise de la ville par les Almohades en 1146, le calife almohade Abd al-Mumin aurait donné l'ordre de détruire les remparts de la ville vers 1147, dans le but d'éviter tout soulèvement, bien que des anciennes portes almoravides subsistent encore aujourd'hui, tels Bab Fès et Bab Sebta, qui sont les plus anciennes portes de la ville. En effet, les portes de Salé sont parmi les plus anciennes et les plus imposantes du Maroc. Bab Fès connait des restaurations ultérieures notamment durant le XIXe siècle, et donne accès à l’est de Salé, tandis que Bab Sebta est un passage obligé pour prendre la route vers Ceuta, d'où son nom. Réaménagée, un bastion lui est accolée par Abdelhaq Fennich, lorsqu'il dirigeait la ville.

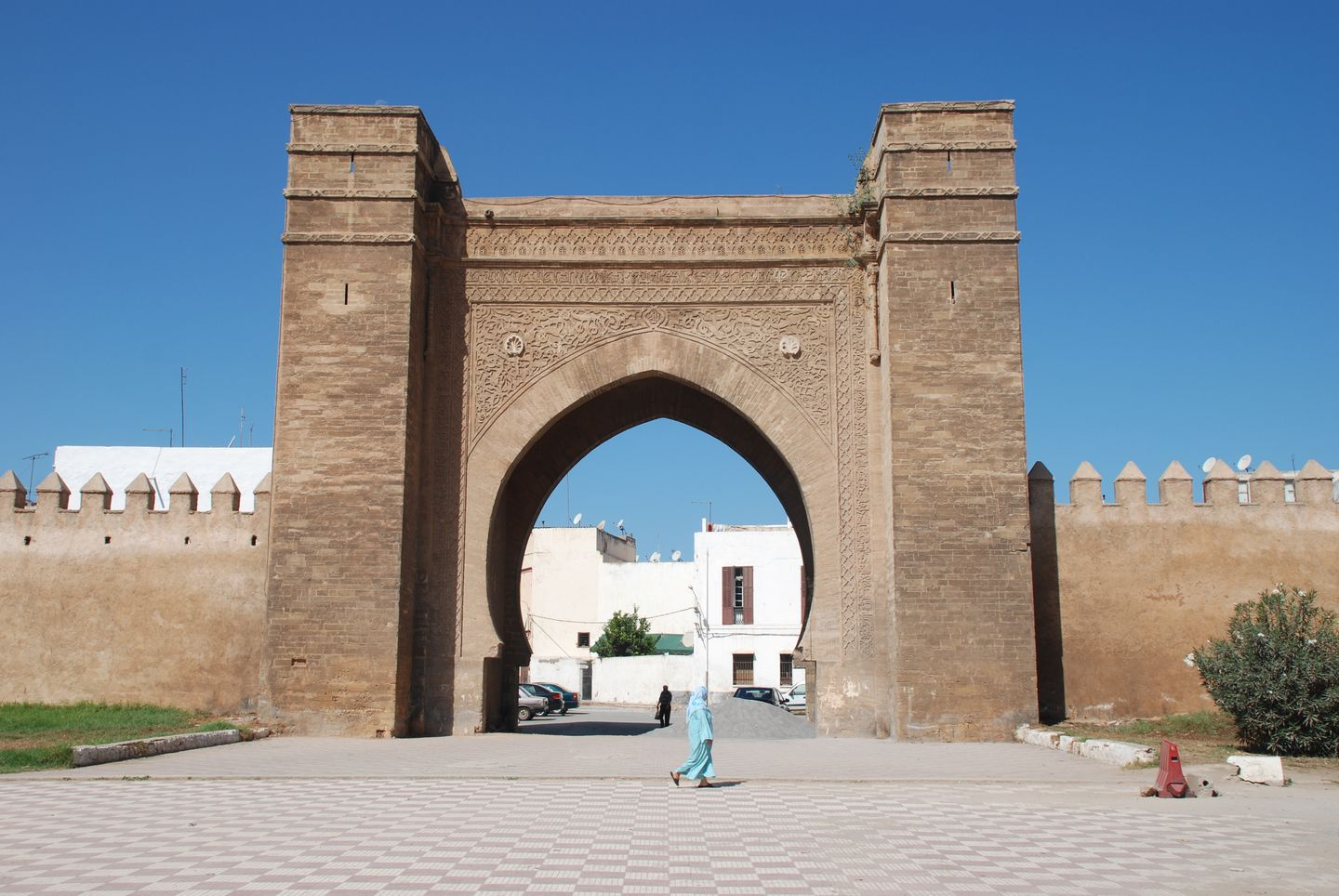
Bab el-Mrissa

Abu Yusuf Yaqub al-Mansur procède plus tard à la restauration des remparts est et nord de Salé, tandis que les parties sud et ouest de la ville reste à découvert. Sous les Almohades, Bab Sidi Bou Haja voit le jour, qui porte le nom du saint andalou Ibrahim Bouhaja qui entretenait la zaouïa Annoussak au XIVe siècle. Elle est détruite dans les années 1960. D'autres portes ont été percées durant l'époque almohade comme Bab Chaâfa, Bab Cortoba et Bab Maalaqa.

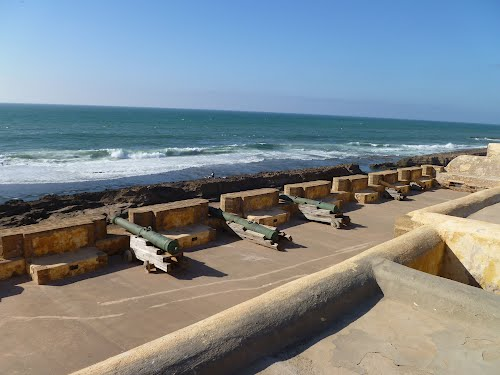
Borj Adoumoue

Sous les Mérinides, la ville connait de profonds changements. À la suite de la prise de Salé en 1260, le sultan Abu Yusuf Yaqub ben Abd al-Haqq lance la construction d'une imposante muraille dans la partie sud-ouest de la ville, qui avait été sans protection et avait causé notamment la prise de la ville. La porte maritime de Bab el-Mrissa, aussi appelée Bab Mellah, est donc bâtie à cette période par un ingénieur andalou originaire de Séville, Mohamed Ben Ali, entre 1260 et 1270. Elle est caractérisée d'un arc outrepassé brisé monumental flanqué de deux tours. La porte est aujourd'hui partiellement ensablée. Bab Dar As-Sinaâ, dite aussi Bab Ferran est également construite sous le règne sultan mérinide en 1261. La porte devient ainsi un arsenal et fabrique d'arme des armées mérinides dans le cadre de la lutte en Andalousie, puis corsaires de Salé. Des dizaines de navires de guerre y sont construits. L'activité de l'arsenal s'arrête définitivement au XVIIe siècle. Elle est bâtie par l’architecte andalou Mohammed ben Haj Al Ichbili. Outre la construction de portes fortifiées, les Mérinides sont également à l'origine du Borj Adoumoue, communément appelé Skala Al-Kdima, bastion fortifié construit à la suite de la prise de Salé en 1261, par le sultan Abu Yusuf Yaqub ben Abd al-Haqq. Il connait plusieurs changements au fil du temps. Actuellement[Quand ?], le bastion est chargé de canons en bronze et d'armements turcs, et est désormais classé patrimoine national depuis 1914.

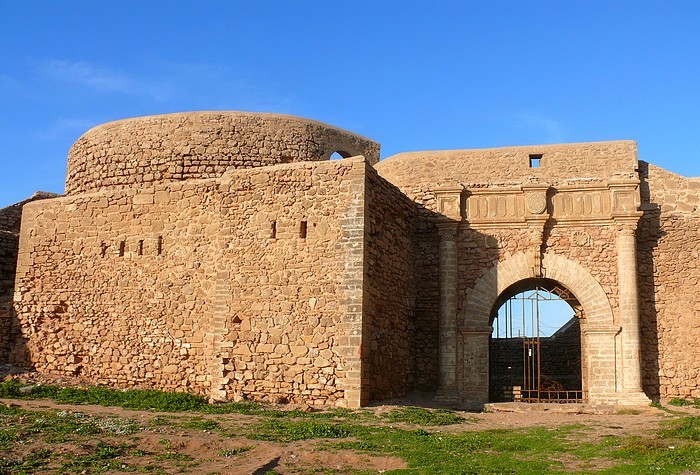
Borj Roukni

Après l'époque mérinide, vient la période des Alaouites, tout aussi riche que la précédente. Les sultans alaouites restaure les remparts de la ville avec le temps. Sous le sultan Moulay Ismaïl, la Kasbah des Gnaouas voit le jour en 1709, pour abriter la troupe des Abid al-Bukhari. Elle est détruite en 1758 par les habitants de Salé menés par Abdelhaq Fennich, en réaction aux exactions des gardes noirs. La Kasbah est classée monument national depuis 1948. Ce même Abdelhaq Fennich, pacha de Salé entre 1738 et 1757, est à l'origine du Borj Bab Sebta, relié à Bab Sebta d'où le pacha dirigeait la ville. C'est sous le règne du sultan Abderrahmane ben Hicham que la ville connaît le plus de changements sous les Alaouites. En 1828, Bab Jedid est percée sur la muraille mérinide sur ordre du sultan alaouite Abderrahmane ben Hicham. En réaction au bombardement de la ville par une escadre française en 1851, Abderrahmane ordonne la construction du Borj Roukni en 1853, appelé aussi Borj El-Kebir ou encore Skala Jdida, qui est en forme semi-circulaire sur deux niveaux.

#### Maisons
La médina de Salé compte de nombreuses maisons appartenant aux anciennes familles de Salé, comme Dar Zouaoui et Dar Touhama.

### Édifices religieux

#### Mosquées, médersas et autres édifices religieux

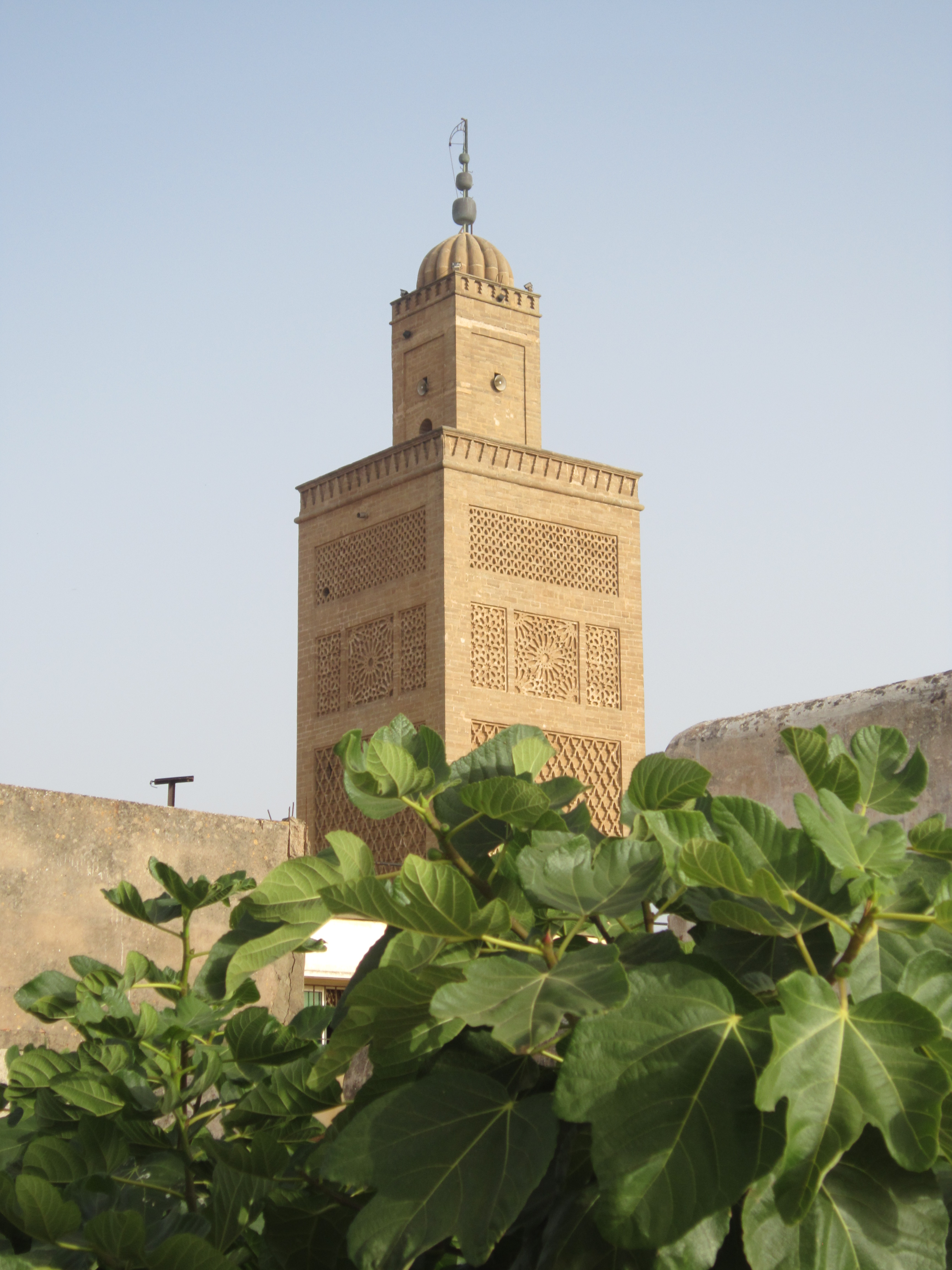
Le minaret de la Grande mosquée de Salé, construite par les Ifrenides entre 1028 et 1029

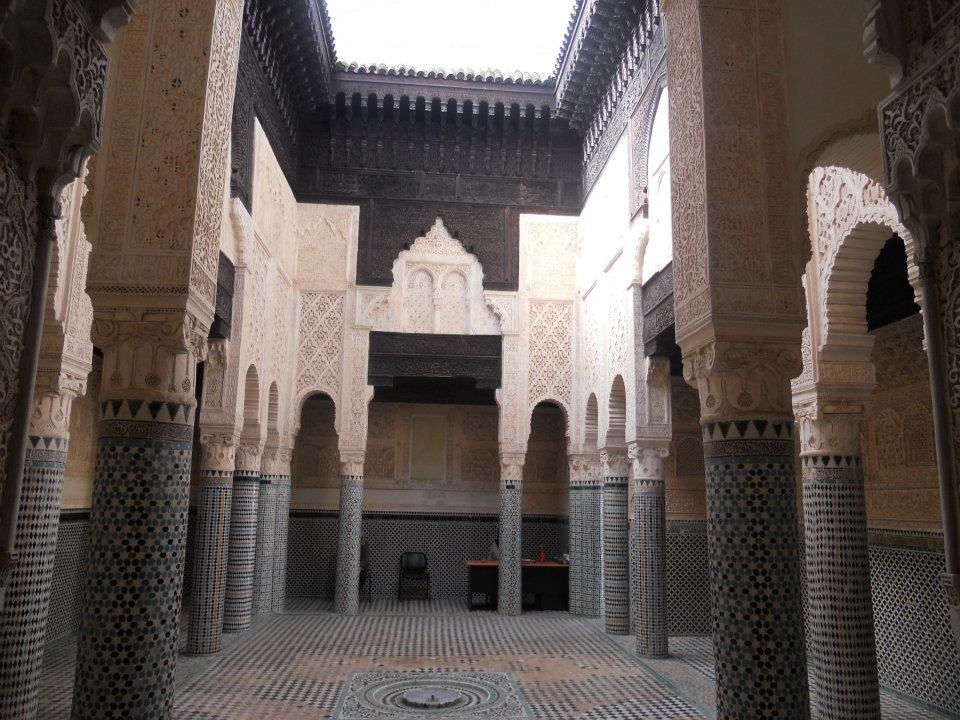
Médersa mérinide de Salé, construite par le Sultan Abu al-Hasan ben Uthman en 1341.

La ville de Salé dispose d'un important nombre d'édifices religieux tels que plusieurs dizaines de mosquées et de médersas ainsi que des cimetières de religions diverses. Parmi eux :
- La grande mosquée almohade construite par les Ifrénides en 1028 et restaurée par Yacoub El Mansour en 1196 est la troisième en importance au Maroc après celles de Fès. La mosquée est classée la troisième par ordre de grandeur du royaume, après la Mosquée Hassan II à Casablanca et Mosquée Al Quaraouiyine à Fès. Elle est aussi la deuxième plus vieille du royaume après la mosquée Al Quaraouiyine[L 66].
- La mosquée Achahbae est la deuxième mosquée construite à Salé par les Almoravides vers 1075. Elle fut édifiée par le sultan almoravide Youssef Ibn Tachfin dans la seconde moitié du XIe siècle[L 67].
- La mosquée Bourmada, en ruine, est classée patrimoine national par dahir du 12 juin 1926[109].
- La mosquée Sidi Ahmed Hajji est fondée vers la fin du règne de Moulay Ismail en l'honneur du grand saint Sidi Ahmed Hajji
- La médersa des Mérinides, édifiée en 1341 sous le règne du sultan mérinide par Abu al-Hasan ben Uthman, est une œuvre d’art d'inspiration andalouse. Elle présente un caractère unique avec ses écritures koufiques et ses zelliges polychromes[110]. Elle est décrite par l'historien Ibn Ali Doukkali comme l'une des plus petites et des plus belles médersas dont l'architecture atteignit un haut niveau de perfection par son agencement et son décor[L 68].
- La médersa Bou Inaniya est plus connue sous le nom de Funduq AsKour ou encore Dar el Qadi : élevée par Abu al-Hasan ben Uthman et achevée par son fils et successeur Abu Inan Faris vers 1345, elle a été un hôpital appelé Maristan puis un fondouk[L 69]. Sa façade est classée patrimoine national par le dahir du 6 janvier 1924[109].
- Le cimetière juif abrite plusieurs mausolées de grands saints juifs (tsaqqidim) tels que Raphael Encaoua.

#### Zaouïas

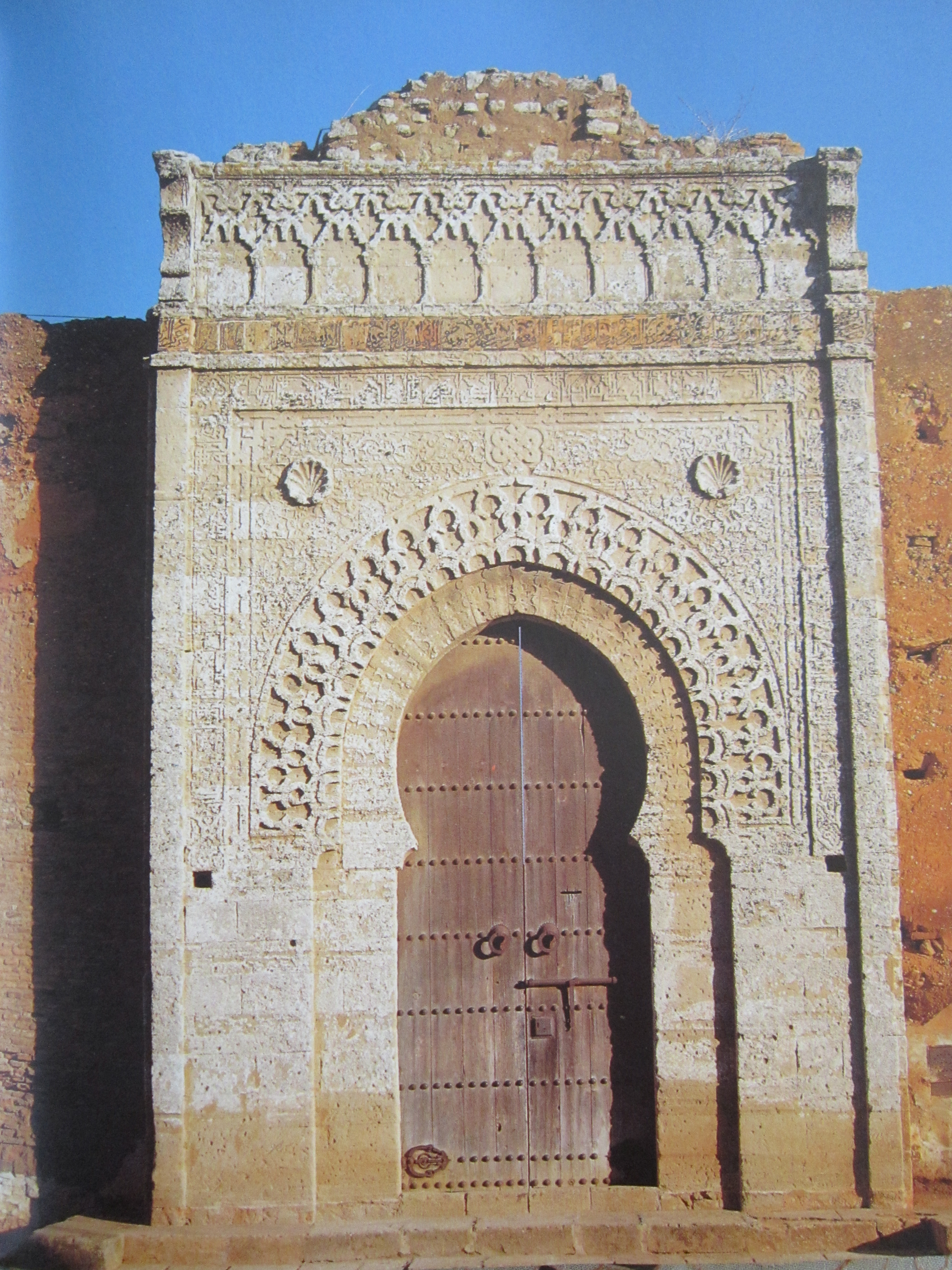
Zaouiya Annoussak édifiée par Abu Inan Faris en 1356

La ville de Salé est réputée dès l'avènement de l'islam au Maroc pour être le refuge des ermites et des dévots. Elle attirait de toutes parts les gens se vouant à l'ascétisme. C'est pourquoi elle compte un grand nombre de sites réservés au recueillement, soit plus d'une centaine de zaouïas, de cloîtres et de sanctuaires pris comme modèles : zaouïa Chrichi, zaouïa Sidi Bouzekri, zaouïa Annousak, zaouïa Sidi Moghit,  zaouïa Qadiriyya, zaouïa Hajjiya, zaouïa El-Moubarakiya, zaouïa Naciria, zaouïa Hansalia,  zaouïa Hassounia, zaouïa Aissawiya, zaouïa Ghaziya, zaouïa Khassimiya, zaouïa Touhamya, zaouïa Hamdouchia, zaouïa Tijjania, zaouïa Addlil, zaouïa Kettania , zaouïa Ben Aboud, zaouïa Harratia,  zaouïa Seddiquia.

#### Mausolées et marabouts
Les mausolées sont des tombeaux à coupole, appelés aussi marabouts.
- Mausolée de Sidi Ahmed ibn Mohammed ibn Youssouf Aboul Abbas (Sidi Belabbès) (1145), sa coupole fut construite par un roi mérinide[L 71].
- Marabout de Sidi Moussa Doukkali (1155)[L 71], il est classé patrimoine national par dahir du 16 octobre 1948[109].
- Mausolée de Sidi Al-Hajj Abdellah (1165)[L 71].
- Mausolée de Sidi Ahmed Benachir (1364), restauré par les sultans Moulay Abdellah Ibn Ismail et Abd ar-Rahman ibn Hicham[L 72].
- Mausolée de Sidi Ali Ben Ayoub (1369), mausolée d'un saint personnage qui enseignait le Coran aux enfants[L 72].
- Mausolée de Sidi Ibrahim Bouhaja ar-Rondi al-Andaloussi.
- Mausolée de l'imam Ibn Al-Mejrad (1376)[L 72].
- Mausolée de Sidi Abdellah ben Hassoun (1604), plusieurs personnalités (outre les Hassounis) sont inhumées dans le mausolée du saint patron de Salé[L 73].
- Mausolée de Sidi Ahmed Hajji
- Mausolée de Sidi M'Hamed M'Fadel (surnommé Moul l'Gomri) (1661), Alem et descendant du cheikh M'Hamed Charqui, patron de Bejaâd où il est inhumé[L 73].
- Mausolée de Sidi Ahmed Taleb (1662)[L 73].
- Mausolée de Sidi Al-Hassan Al-Aydi Sjiri (1719), celui-ci était un homme pieux dont la bénédiction illuminait le visage[L 73].

### Établissements culturels

#### Musées

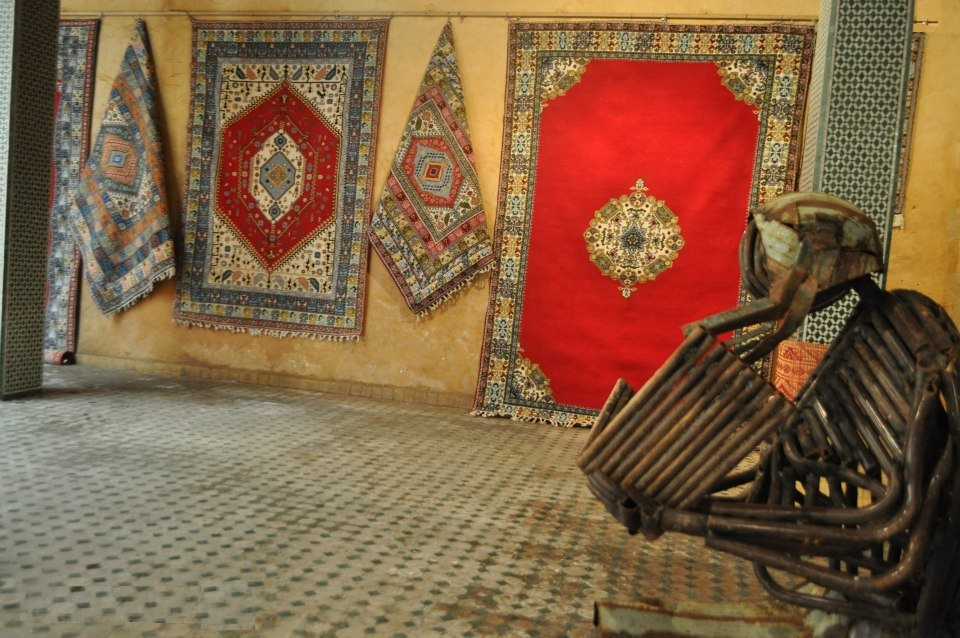
Musée Bab el-Khemiss (Porte du Jeudi en référence au souk hebdomadaire à proximité)

La ville de Salé compte plusieurs musées :
- Musée ethnographique Dar Belghazi, créé en 1994, est l'un des principaux musées privés de Salé offrant un large éventail de collections : instruments de musique andalous et berbères, armes anciennes, habits traditionnels, tapis, fontaines en zellige, monnaies, textes coraniques par exemple[111].
- Musée de la poterie de l'Oulja.
- Musée Bab Khemiss[112].
- Musée de la céramique, aménagé dans l'ancienne forteresse de Borj Adoumoue (tour des larmes) depuis 1994.

#### Bibliothèques

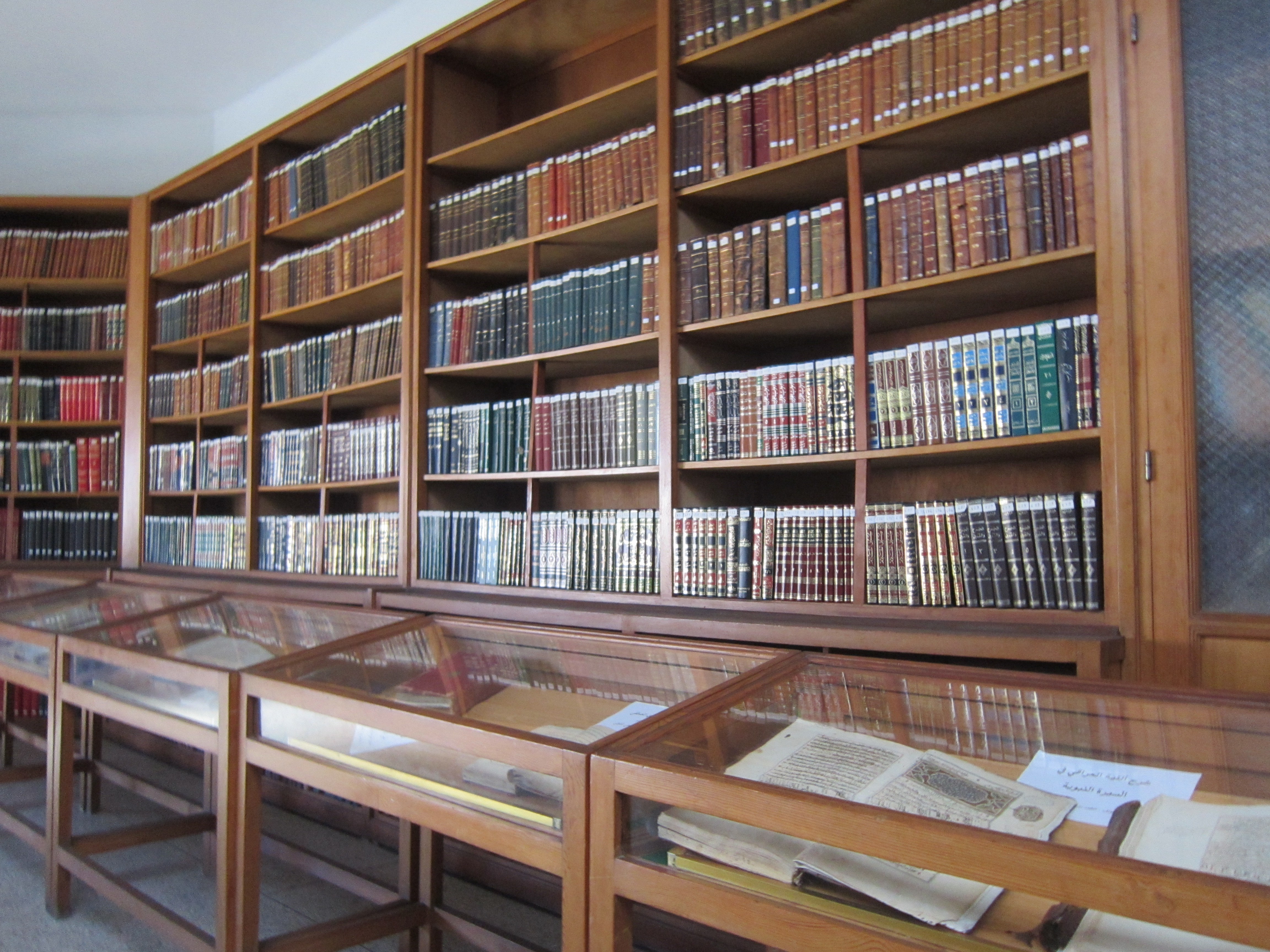
Intérieur de la Bibliothèque Sbihi

La ville de Salé compte plusieurs bibliothèques :
- Bibliothèque Naciri, bibliothèque privée de l'historien Ahmed Naciri.
- Bibliothèque de la Grande Mosquée, bibliothèque d'archives historiques et d'études islamiques.
- Bibliothèque Abderrahim Bouabid.
- Bibliothèque Saïd Hajji.
- Bibliothèque Sbihi, fondée en 1967, elle est l'une des plus célèbres bibliothèques privées du Maroc et possède un musée montrant un large éventail d'astrolabes, de décorations, de manuscrits, de cartes et d'archives historiques sur Salé. L'ancien ministre de la Culture Mohamed Amine Sbihi et son frère en sont les conservateurs. Elle s'ouvre aux hommes de lettres, historiens et artistes pour accueillir leurs conférences.

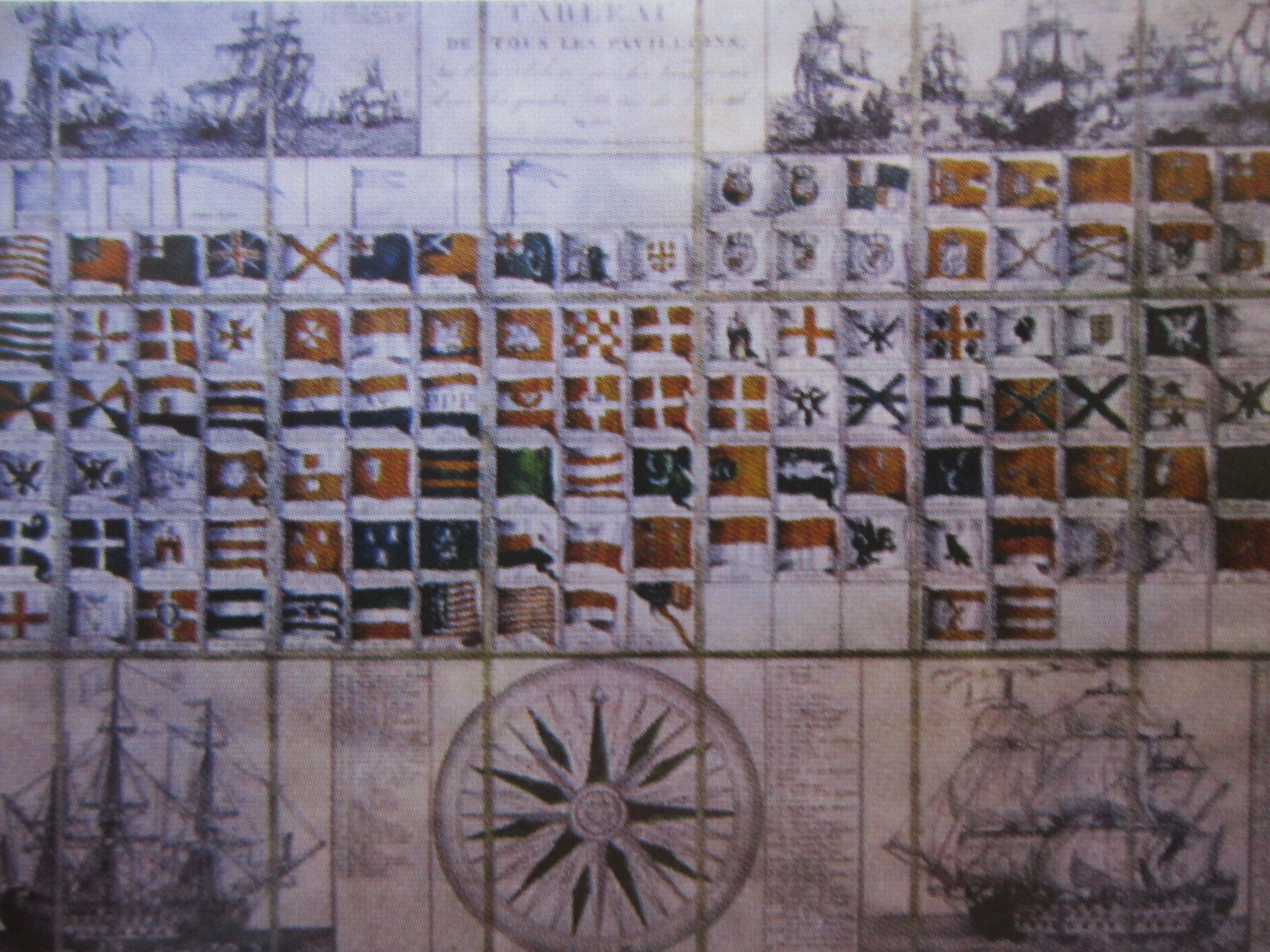
Tableau de certains pavillons occidentaux, 1737 (propriété de la bibliothèque Sbihi.)
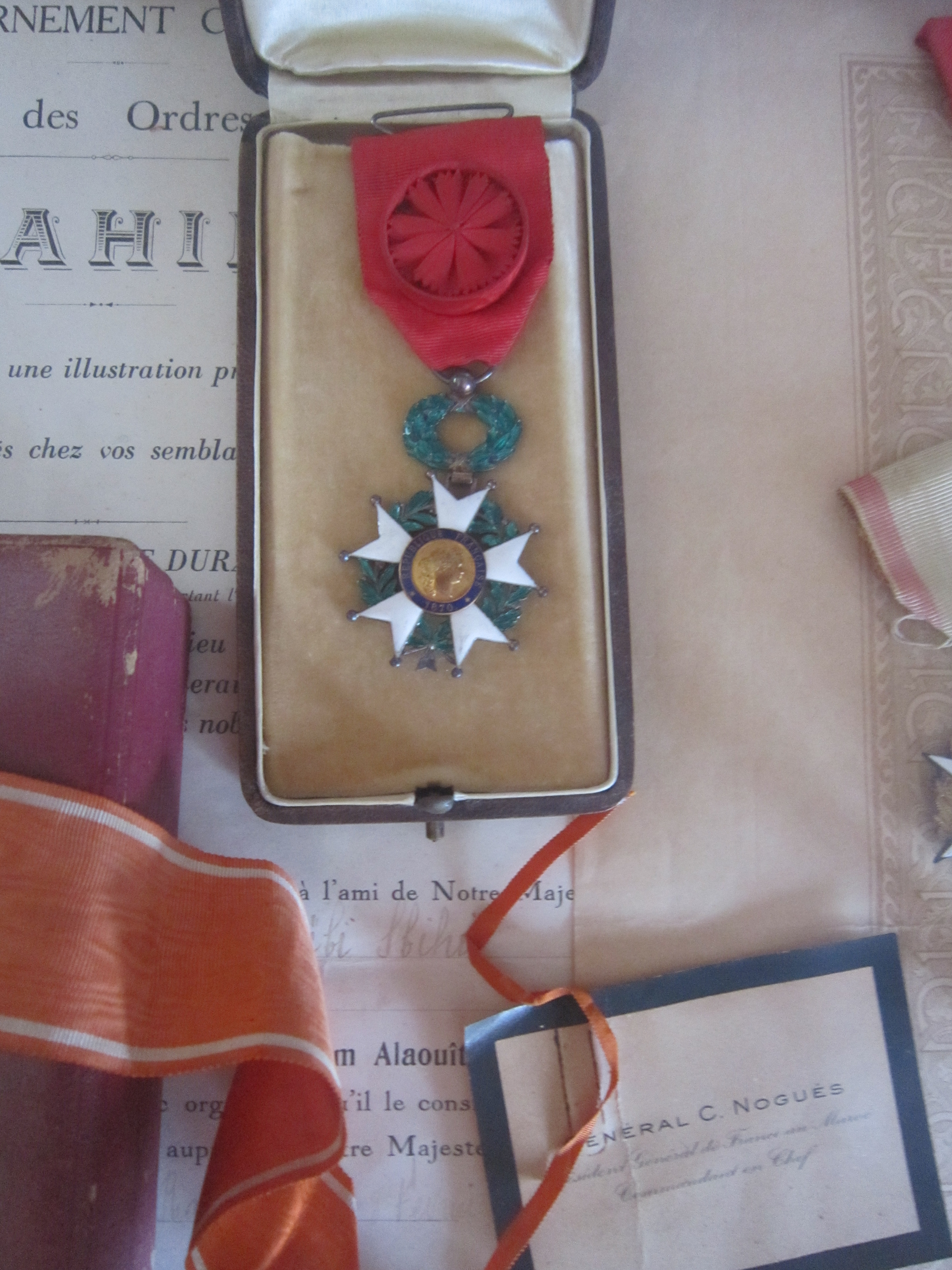
Décorations françaises (propriété de la bibliothèque Sbihi)

- Bibliothèque de la Fondation Boubker el-Kadiri

## Sport

### Football
L'arrivée du sport dans la ville coïncide avec l'arrivée des Français au Maroc. Ce sont les Français qui font découvrir aux Marocains les différents sports joués en France et en Europe. Pour le football, à partir de 1913, plusieurs clubs sont créés par les soldats français dans les principales villes du Maroc dont on notera l'Union sportive de Rabat-Salé. Puis en 1928, grâce aux jeunes du club littéraire salétin, la ville voit naître l'Association sportive islamique de Salé, club toujours actif aujourd'hui connu sous le nom de l'Association sportive de Salé. Au début, le club de l'AS Salé disposait de deux sections : le football et le basket-ball. Quatre ans après, les nationalistes des deux rives créent un club nommé « Association sportive islamique de Rabat et Salé ».
En 1947, Larbi Zniber crée en compagnie de son ami le journaliste Mustapha Belhaj le Najah de Salé , un club qui a été le réservoir de l'Association Sportive et dont il a été gardien de but. Dans la saison 1944-1945, il existait plusieurs équipes : Club Sportif de Salé, Najm de Salé, Hassania Salaouia, Tihad sportif de Salé et le Club de la communauté juive, qui seront fusionnés pour en faire une seule équipe forte capable de jouer dans l'élite, c'est l'ASS.
Dans les années 1990, le Sporting de Salé réussit à rester dans l'élite pendant plusieurs années, et à décrocher une 5e place durant la saison 1998-1999, avant de descendre en seconde division à la fin de la saison 1999-2000. Et avant de se faire reléguer en troisième la saison suivante après avoir terminé dernier, les deux principaux clubs, le Sporting de Salé et l'AS Salé, fusionnent pour garder le même nom que celui-ci. Durant cette époque lorsque les deux clubs étaient présents dans la même division, étaient organisés des « derby de Salé » entre le Sporting de Salé et l'AS Salé,.
Un autre derby existe entre un club de Salé et un club de Rabat. Ce derby oppose deux clubs de villes ennemies ayant des liens historiques. Appelé derby du Bouregreg, ce derby peut opposer n'importe quelle équipe tant que ces deux équipes sont de Rabat et de Salé
. Aujourd’hui plusieurs autres petits clubs existent dont le Amal de Salé et le Najah Sportive de Salé. Le derby du Bouregreg n'est pas un derby réservé seulement au football, il existe dans plusieurs autres sports notamment le basket-ball entre l'AS Salé et le FUS de Rabat.
Depuis 2011, l'AS Salé organise un tournoi amical annuel au Stade Boubker Ammar. Appelé le Tournoi Mohamed Benghmouch, il rend hommage à celui qui fut le dirigeant de l'ASS durant les années 1970 et 80. La première édition de ce tournoi a été remportée par le Chabab Rif Al Hoceima face aux FAR de Rabat sur le score de trois buts à un. Mais de nos jours l'AS Salé est omnisports et plusieurs autres sections ont ainsi vu le jour. Bien que la ville soit l'une des plus peuplées du Maroc, par rapport à son voisin d'en face, la ville de Salé a un faible niveau de nos jours en ce qui concerne le football.

### Basket-ball
En basket-ball, l'AS Salé, équipe de première division, a remporté quatre championnats et neuf coupes du Trône. Lors des éditions 2011 et 2014 de la Coupe arabe des clubs champions, les « pirates de Salé » ont représenté le Maroc et terminé deux fois finalistes dans la compétition. Pour ce qui est de la coupe d’Afrique des clubs champions, le club s'est classé à deux reprises troisième dans les années 2010 et 2011 et a enfin réussi à l'emporter à la fin de 2017.
La ville organise chaque année depuis 2008 un tournoi international. L'AS Salé remporta notamment deux fois cette compétition, en 2009 et en 2010,.

### Autres sports
Plusieurs autres sports sont également pratiqués dans la ville de Salé dont le hand-ball qui dispose d'une équipe en première division qui est une section de l'AS Salé. De plus, plusieurs autres clubs salétins de cette discipline sont en seconde division. Le beach-volley est également très apprécié dans la ville, ainsi qu'à Rabat. Le 3e tournoi international de beach-volley a été organisé en 2010 dans la marina du Bouregreg. Sous l'égide de la fédération royale marocaine de volley-ball, cette compétition a vu la participation d'équipes originaires de Grande-Bretagne, Espagne, Slovénie, Colombie, Cuba, Argentine, Italie et États-Unis. Avec le tournoi de beach-volley, la marina du Bouregreg a organisé la 3e édition du salon « extrême loisir » du 29 mai au 6 juin 2010 ainsi que la « 11e édition de la Nuit Internationale du Jet Ski » du 10 au 12 septembre 2012.
La ville de Salé a organisé aussi plusieurs autres compétitions sportives de disciplines différentes. Dans le 6e Rallye automobile du corps diplomatique organisé par le Maroc, Salé fut la ville de départ et d'arrivée. Le Maroc a organisé un même genre de compétition sauf que cette fois-ci celle-ci a lieu chaque année et seules les femmes doivent y participer. La compétition a pour nom le « Rallye des Colombes ». Une autre compétition de grande envergure eut lieu à Salé, c'est le « Jet Cup de Salé » qui d'après Aujourd'hui le Maroc, fut une véritable réussite.

### Jeux africains
Salé accueille les compétitions d'aviron, de beach-volley, de canoë-kayak, d'escrime, de football et de volley-ball dans le cadre des Jeux africains du 19 au 31 août 2019. Les autres disciplines se déroulent à Rabat, Casablanca, Benslimane et El Jadida.

### Infrastructures
Avant l'ouverture du nouveau stade de Salé, le Sporting de Salé ainsi que l'AS Salé jouaient au stade de la Marche verte qui atteignait 4 000 places. En 2006, dans le cadre du projet de l'aménagement de la vallée du Bouregreg, il a fallu détruire ce stade, remplacé par le Stade Boubker Ammar. Sa construction aura duré vingt-cinq ans puisqu'elle a été entamée en 1981. C'est l'agence pour l'aménagement de la vallée du Bouregreg qui a permis de finaliser les travaux.
La ville dispose également de deux centres sportifs, celui de Maâmora ainsi que de l'Académie Mohammed VI de football. Le centre sportif de Maâmora est le Centre sportif des FAR du club de l'AS FAR. Quoi que le club soit situé dans la ville de Rabat, son centre de formation est donc basé dans la ville de Salé. L'Académie Mohammed VI de football, inaugurée en 2010 par le roi Mohammed VI et administrée par la Fédération royale marocaine de football, se spécialise dans la formation de jeunes footballeurs.

## Enseignement

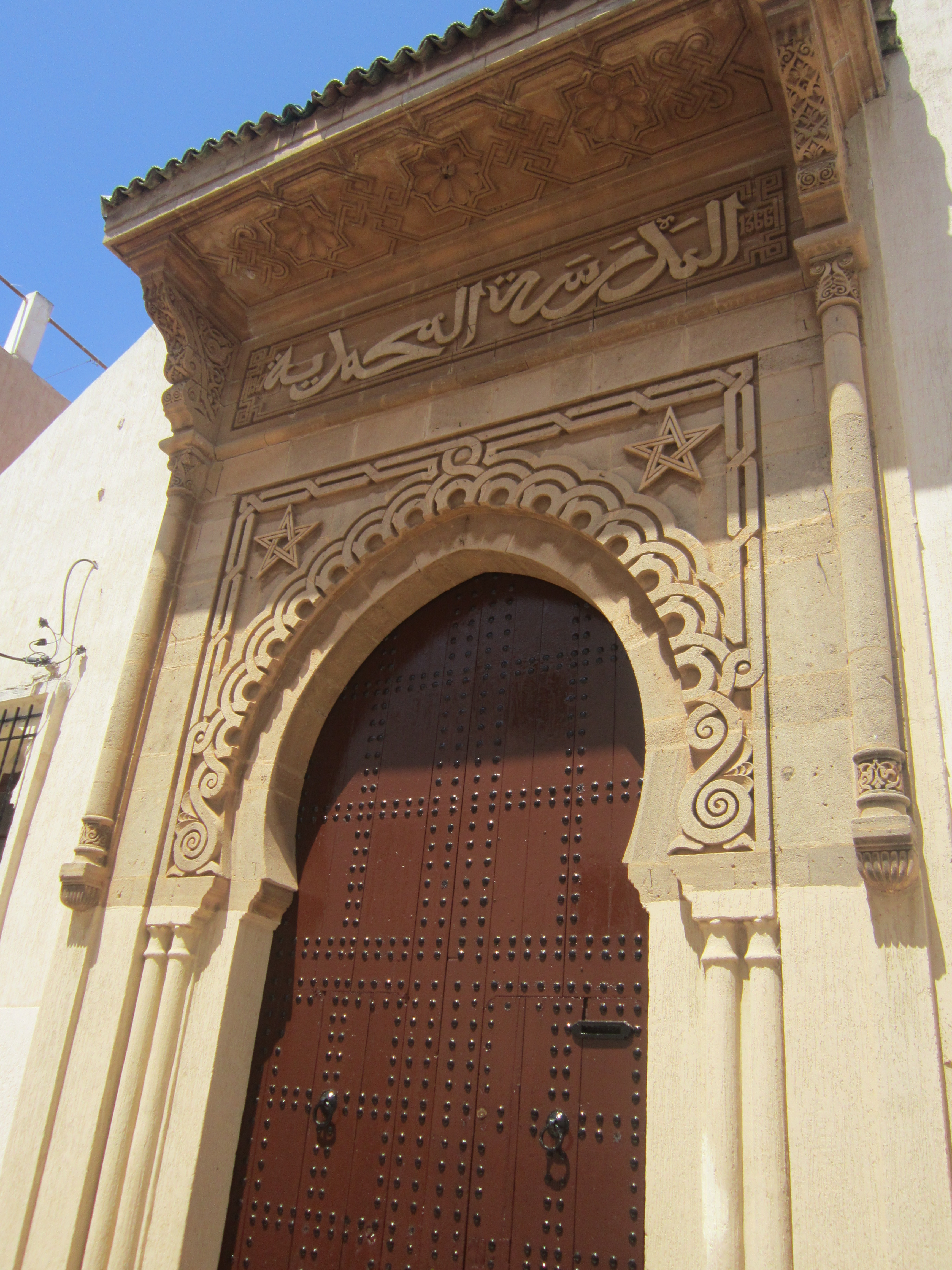
L'École Mohammedia, fondée en 1947

Salé est un pôle universitaire important, puisqu'on y trouve plusieurs universités telles l'Université internationale de Rabat (UIR) située dans la ville et fondée en 2010, ainsi que l'École supérieure de technologie de Salé (ESTSL), ouvert en 1993 qui demeure le premier établissement universitaire de la ville, et fait partie intégrante de l'Université Mohammed V - Agdal, puis la Faculté des sciences juridiques, économiques et sociales (FSJES) qui a ouvert ses portes en 1999. La ville abrite d'autres établissements d’enseignement supérieur tels que l'Institut de technologie hôtelière et touristique de Salé (ITHT), et l'École nationale forestière d'ingénieurs crée en 1968. La ville peut compter également sur sa proximité avec la ville de Rabat qui concentre avec Casablanca, la majorité des établissements d'enseignement supérieur marocains.
Salé compte également d'anciens et historiques établissements scolaires tels que le Lycée An-Nahda (Lycée de la Renaissance), premier lycée de la ville fondé par Boubker el-Kadiri, l'École Mohammedia, fondée en 1947 et édifiée à l'emplacement de l'ancienne Médersa Almohade ou l'École des Remparts, anciennement École des fils de Notables de Salé, fondée en 1913, qui a permis à un petit nombre de Slaouis de profiter de l'enseignement français.

## Personnalités liées à Salé

### Personnalités littéraires, culturelles et artistiques
- Mohamed Ben Ali, XIIIe siècle, architecte sévillan. Il a construit Bab el-Mrissa
- Germain Moüette a été capturé par les corsaires de Salé.
- Cervantes fut prisonnier à Salé.
- Ahmed al-Salawi (1791-1840), savant, professeur et écrivain
- Ahmad ibn Khalid Naciri (1834-1897), historien
- Mohamed Ibn Ali Doukkali (1868-1945), historien et écrivain.
- Léopold Justinard (1878-1959), militaire français et berbérisant qui vécut dans la médina de Salé de 1937 à 1956.
- Houcine Slaoui (1921–1951), chanteur compositeur.
- Mohamed Zniber (1923-1993), historien et écrivain
- Mohamed Hajji (1923-2003), historien, académicien et érudit.
- Salah Cherki (1923-2011), grand compositeur marocain et pionnier de la musique arabo-andalouse.
- Abdallah Chaqroun (1926-2017), écrivain, dramaturge, ancien directeur de la RTM[141],[142].
- Jacques Lizot (1938-2022), ethnologue français y vivait et y est mort[143].
- Ahmed Essyad (1939-), compositeur.
- Alain Sanders (1947-), écrivain et journaliste français.
- Mohamed Khaddi (1947-2019), acteur, réalisateur et écrivain.
- Mohamed El Jem (1948-), humoriste et acteur.
- Driss Mrini (1950-), cinéaste et homme de communication.
- Ahmed Boulane (1956-), réalisateur
- Majid Bekkas (1957-), compositeur, professeur de chant, de oud, et de guitare classique.
- Ahmed Zniber (1964-), poète et critique littéraire.
- Frédéric Dumond (1967-), plasticien et écrivain français.
- Abdellah Taïa (1973-), écrivain et essayiste.
- Ali Amar (1967-), journaliste et essayiste
- Abdelhak Bensaid (1956-), conseiller au cabinet royal
- Mohammed Noureddine Affaya, universitaire et penseur
- Sidi Miloud Bel Asri (1962-) écrivain et poète
- Mohamed Ibrahim Bouallou (1934-) philosophe, écrivain, nouvelliste, cofondateur des revues Aqlam et Fikr Wa Naqd, scénariste.

### Personnalités sportives
- Larbi Zniber[144] (1916-1989), alias Ba-Arroub, muezzin, gardien de but et entraîneur de l'ASS du football de Salé.
- Mohammed Abderrazack (1925), footballeur
- Abderraouf El-Fassy (1940), escrimeur
- Reda Rhalimi (en) (1982), joueur de basket-ball
- Amine Laâlou (1982), athlète spécialiste du demi-fond.
- Marouane Zemmama (1983), footballeur
- El Mehdi Malki (1988), judoka
- Hayat Lambarki (1988), athlète spécialisé dans les 400 mètres haies

### Personnalités politiques
- Aïssa Ben Idriss, gouverneur idrisside de la région de Salé
- Temim Ibn Ziri, chef de la tribu des Banou Ifren mort à Salé en 1056
- Laghouat membre influent des Maghraouas tué à Salé par Youssef Ibn Tachfin
- le sultan almohade Abd al-Mumin meurt en 1163 à Salé
- Abu Zakariya Yahya (1420-1448), gouverneur mérinide de Salé
- Sidi Ahmed Hajji (?-1691), grand saint et Moujahid de Salé
- Abdelhaq Fennich (?-1766), Pacha de Salé de 1738 à 1757.
- Tahar Fennich, ambassadeur du Maroc en Angleterre de 1777 à 1778.
- Mohammed Ben Abdelhadi Zniber I, (v. 1800-1854), pacha de Salé.
- Hajj Ali Zniber (1844-1914), écrivain et nationaliste.
- Raphael Ankawa (1848-1935), président de la communauté juive de Salé.
- Mohammed Ben Abdelhadi Zniber II (1855-1921), amin, vizir et diplomate.
- Abdellatif Sbihi (1897-), politicien et résistant.
- Abu Bakr Zniber (1883-1956), grand mufti et un nationaliste du temps des protectorats au Maroc.
- Mohamed Benomar (1883-1963), entrepreneur et maitre architecte.
- Mohamed Hassar (1910-1936), l'une des figures du nationalisme marocain
- Ahmed Maâninou (1906-2003), nationaliste, résistant et démocrate.
- Saïd Hajji (1912-1942), précurseur de la presse nationale marocaine.
- Boubker el-Kadiri (1913-2012), intellectuel, académicien, écrivain et homme politique.
- Abderrahmane Zniber (1918-1983), un des premiers médecins marocains et premier ambassadeur du Maroc en Chine.
- Kacem Zhiri (1920-2004), diplomate
- Abderrahim Bouabid (1922-1992), militant, homme politique.
- Mohammed Aouad (1922-2007), ancien ministre et ambassadeur.
- Ahmed Cherkaoui (1929-2006), homme politique.
- Abdelwahed Radi (1935–2023), député, ancien ministre de la Justice.
- Moulay Slimane Alaoui (1938-), homme politique.
- Ahmed el-Alami (1939-2003), juriste et magistrat.
- Moulay Ismaïl Alaoui (1940-), homme politique, ancien ministre et député
- Abderrahmane Benabdelali, ancien ministre des Travaux publics
- Oumama Aouad Lahrech (1951-), docteur et ambassadrice.
- Mohamed Saâd Hassar (1953-), politicien et ingénieur.
- Amina Benkhadra (1954-), politicienne et ingénieur.
- Mohamed Amine Sbihi (1954-), homme politique
- Tahar Zniber, homme politique et signataire du Manifeste de l'indépendance.
- Brahim Zniber, homme d'affaires.
- Omar Zniber (1956-), diplomate et ambassadeur marocain.

### Corsaires
- Jan Janszoon, également connu sous le nom de Mourad Rais. « Grand Amiral » de la république de Salé au XVIIe
- Famille Al-Alami :
  - Abdeslam Ben Mohamed Ben Lafqih Al-Alami, raïs salétin vers 1825[L 75]
- Familles Aouad et Qandil :
  - Mohamed Aouad, alias Manéta, raïs salétin vers 1661[L 76]
  - Qandil Aouad, raïs salétin, XVIIe siècle[L 76]
  - Mohamed Aouad Qandil as-Saghir, raïs salétin vers 1758[L 77]
  - Hajj Ali Ben Mohamed Aouad, raïs salétin en 1742. Il succède comme Pacha de Salé à Abdelhaq Fennich en 1766[L 77]
  - Benhassoun Ben Ahmed Ben Mohamed Aouad, raïs salétin vers 1760 au XVIIIe siècle[L 77],[L 78]
  - Hajj Al-Hashmi Ben Hajj Ahmed Aouad, Grand Amiral en 1765[L 77]
  - Hajj Taher Ben Hajj Hashmi Aouad (fils du précédent), raïs salétin (†1813?)[L 77]
  - Hajj Abdelaziz Aouad, surnommé le capitaine, raïs salétin vers 1841 (†[1881)[L 79]
- Famille Al-'Asri :
  - Abdellah Ben Al-Ayyachi Al-'Asri, raïs salétin vers 1788[L 76]
  - Hajj Abou Bakr Ben Mohamed Ben Qaddour Al-'Asri, corsaire salétin (†1837?)[L 76]
  - Abdellah Al-'Asri, raïs salétin (†1890)[L 76]
- Mohamed Benqlou'a, raïs salétin vers 1813[L 80]
- Hajj Said Djanoui[L 81]
- Famille Fennich :
  - Abdeslam Fennich, XVIIIe siècle[L 78] ;
  - Mohamed Fennich, dernier gouverneur de la république de Salé[145].
  - Abdallah Fennich (?-1695) (fils du précédent), bras droit de Abdellah Benaïcha[L 82]
  - Hajj Ahmed Fennich (†1768), grand corsaire salétin[L 82]
  - Hajj Tahar Fennich, raïs salétin[L 83]
- Sidi Ahmed Hajji, grand saint et guerrier salétin
- Famille Hamdouch :
  - Abdellah Ben Larbi Hamdouch, raïs salétin vers 1794[L 84]
- Famille Kahkahni :
  - Abdelhaq Ben Tahar Kahkahni, raïs salétin vers 1813[L 85]
- Famille Laâlou :
  - Mohamed Ben Mohamed Laâlou, raïs salétin vers 1813[L 75]
- Famille Maâninou :
  - Ibrahim Maâninou[L 86]
  - Abdelkader Maâninou gouverneur de la république de Salé vers 1664[L 86]
  - Ali Maâninou raïs salétin vers 1625[L 86]
  - Mohammed Maâninou[L 86]
- Famille Al-Makkoudi :
  - Hajj M'fadel Ben Hajj Ali Al-Makkoudi, corsaire salétin (†1823)[L 87]
- Famille Mellah :
  - Amrou Mellah, rais salétin vers 1813[L 87]
- Famille Nejjar :
  - Ahmed Ben Hajj Ibrahim Nejjar, capitaine salétin vers 1733[L 88]
- Famille Saboundji :
  - Ali Saboundji, raïs d'origine turque, XVIIIe siècle[L 89],[L 78] ;
- Famille Sedrati :
  - Hajj Abdellah Ben Abdeslam Sedrati, raïs salétin vers 1794[L 90]
- Achmet (Ahmed) Turki, raïs d'origine turque, XVIIIe siècle[L 78] ;
- Famille Trabelsi :
  - Salem Trabelsi, raïs d'origine tripolitaine, XVIIIe siècle[L 91],[L 78] ;
  - Youssef Trabelsi, raïs d'origine tripolitaine, XVIIIe siècle[L 91],[L 78] ;
- Famille Za'tri :
  - Hajj Benacer Za'tri Al-Omari, raïs salétin, milieu du XIXe siècle[L 91]

## Jumelages et partenariats
La ville de Salé est jumelée avec plusieurs villes :
- Ariana (Tunisie) depuis 1982[146]
- Portalegre (Portugal) depuis le 21 octobre 1997[147]
- Tlaxcala de Xicohténcatl (Mexique) depuis 1998[148]
- Grand Yoff (Sénégal) depuis le 20 décembre 2009[149]
- Guande (Sénégal) depuis le 20 décembre 2009[149]
- Maroua (Cameroun) depuis le 20 décembre 2009[149]
- Sotchi (Russie) depuis le 14 mai 2010[150]
- Alexandria (Virginie) (États-Unis) depuis le 14 mai 2010[150]
- Beitunia (Palestine) depuis 2013[151]

#### En français
- Ismaïl Alaoui (dir.) et Driss Mrini (dir.), Salé : Cité millénaire, Rabat, Éclat, 1997 [détail de l’édition]
- Roger Coindreau (préf. Mohamed Zniber), Les Corsaires de Salé, La Croisée des chemins, 2006, 2e éd. (1re éd. 1948) [détail des éditions] [lire en ligne]
- M'hammed Aouad et Maria Awad, Les Trente Glorieuses ou l'Âge d'or du nationalisme marocain : 1925-1955 Témoignage d'un compagnon de Mehdi Ben Barka, Rabat, LPL, 2006, 391 p. (ISBN 9981-110-08-6, présentation en ligne), p. 24, 27
- Samuel Pickens, Françoise Peuriot et Philippe Ploquin, Maroc : Les Cités impériales, Courbevoie, www.acr-edition.com, 1995, 311 p. (ISBN 978-2-86770-075-0, lire en ligne)
- Saïd Zerzouri, L'Histoire du sport au Maroc, Bruxelles, 2006, 23 p. (lire en ligne)
- « Dahir du 10 octobre 1914 portant classement comme monument historique de l'enceinte de la ville de Salé », Bulletin officiel de l'Empire chérifien - Protectorat de la République française au Maroc, no 104,‎ 19 octobre 1914, p. 786 (lire en ligne [PDF])
- Kenneth L. Brown (trad. Fernand Podevin, rév. Zakya Daoud, préf. Mohamed Naciri), Les Gens de Salé : Tradition et changement dans une ville marocaine de 1830 à 1930 [« People of Salé: Tradition and Change in a Moroccan City, 1830-1930 »], Casablanca, Eddif, coll. « Essai », 2001 (1re éd. 1976), 322 p. (ISBN 978-9981-09-053-8, lire en ligne) [aperçu en ligne]
- Leïla Maziane (préf. André Zysberg), Salé et ses corsaires, 1666-1727 : un port de course marocain au XVIIe siècle, Caen/Mont-Saint-Aignan/Caen, Publication Université de Rouen Havre, 2007, 362 p. (ISBN 978-2-84133-282-3, lire en ligne)
- Luciana Jacobelli, « Les recherches archéologiques : la découverte de Sala Colonia », dans Le Parc archéologique de Chella, Centre interinstitutionnel euroméditerranéen pour le patrimoine, 2008 (lire en ligne), p. 19-20
- Stéphane Gsell et Jérôme Carcopino, « La base de M. Sulpicius Félix et le décret des décurions de Sala », Mélanges d'archéologie et d'histoire, t. 48,‎ 1931, p. 1-39 (lire en ligne)
- Dominique Auzias et Jean-Paul Labourdette, Maroc 2012-2013, Paris, Petit Futé, 2012, 576 p. (ISBN 978-2-7469-5180-8, lire en ligne)
- Robert Chastel, Rabat-Salé : Vingt siècles de l'oued Bou Regreg [détail des éditions]
- Henry de Castries, Les Sources inédites de l'Histoire du Maroc. Première série. Dynastie Saadienne. Archives et bibliothèques des Pays-Bas. Tome V, Paris, 1920, 655 p. (lire en ligne)
- Association de Recherche en Gestion Durable des Terres, Gestion durable des terres : Proceedings de la Réunion multi-acteurs, sur le bassin du Bouregreg 28 mai 2013, Rabat, CERGéo, 2013, 175 p. (ISBN 978-9954-33-482-9, lire en ligne)
- Alain Lavaud, Rabat-Salé années 20, La Croisée des chemins, 1998.

#### En anglais
- (en) Michael Dumper et Bruce E. Stanley, Cities of the Middle East and North Africa : a historical encyclopedia, Oxford, ABC-CLIO, 2007, 439 p., relié (ISBN 978-1-57607-919-5 et 1-57607-919-8, LCCN 2006027503, lire en ligne)
- (en) Kenneth L. Brown, People of Sale : Tradition and Change in a Moroccan City, 1830-1930, Cambridge (Massachusetts), Harvard University Press, 1976, 240 p. (ISBN 978-0-674-66155-4) [aperçu en ligne]   — Ouvrage traduit en français en 2001.
- (en) Charles Lee Lewis, Admiral De Grasse and American Independance, Ayer Publishing, 1980, 404 p. (ISBN 978-0-405-13042-7)
- (en) Wilfrid Blunt, Black sunrise : the life and times of Mulai Ismail, Emperor of Morocoo, 1646-1727, Université du Michigan, Methuen, 1951, 294 p. (LCCN B000WGWK50)
- (en) Martijn Theodor Houtsma, E.J. Brill's First Encyclopaedia of Islam 1913-1936, BRILL, 1987, 605 p. (ISBN 978-90-04-08265-6, lire en ligne)

#### En arabe
- (ar) Jean Cousté (trad. Abu al-Kacem Achach), بيوتات مدينة سلا [« Les Grandes Familles indigènes de Salé »], Imprimerie officielle de Rabat, diffusion de la bibliothèque Sbihi,‎ 1989, 152 p., p. 77 à 123
- (ar) Mohamed Ibn Ali Doukkali, الاتحاف الوجيز، تاريخ العدوتين, Editions Maârif de Rabat, diffusion de la bibliothèque Sbihi,‎ 1996, 2e éd., 400 p., p. 335 à 354